# Tchita
Vous lisez un « bon article » labellisé en 2024.
Pour les articles ayant des titres homophones, voir Chita et Cheeta.
Pour la rivière aussi appelée Tchita, voir Tchitinka.
Tchita (en russe : Чита, [tɕɪˈta], en bouriate : Шэтэ) est une ville russe de Transbaïkalie, une ville d'importance de kraï et le centre administratif du kraï de Transbaïkalie et du raïon de Tchita. En tant qu'entité municipale, elle forme l'okroug urbain de Tchita. Douzième ville la plus peuplée de Sibérie et cinquante-sixième de Russie, sa population s'élève à 333 159 habitants en 2024.
Le site de Tchita est peuplé pour la première fois en 1653 par le cosaque Piotr Beketov avant d'être déserté, et le village qui apparaît à la fin de ce siècle grandit à l'ombre de sa voisine Nertchinsk. Petit village, il prend pour la première fois de l'importance lorsqu'il accueille des décembristes exilés de force en Sibérie, qui ont un impact positif sur l'économie et la culture de la bourgade. Au milieu du XIXe siècle son importance s'accroît quand il devient le centre de la colonisation de la Mandchourie-Extérieure. Devenant le centre administratif de l'oblast de Transbaïkalie et de l'armée cosaque de Transbaïkalie, elle s'impose comme une ville marchande. Capitale de l'éphémère république de Tchita pendant la révolution russe de 1905, lors de la guerre civile russe, elle est un fief des Armées blanches en Transbaïkalie, devenant la capitale de l'État blanc transbaïkal, avant d’être prise par les Armées rouges en octobre 1920. Elle devient alors la capitale de la république d'Extrême-Orient, république tampon entre la RSFSR et l'empire du Japon. Une fois la guerre civile russe finie, elle est incorporée à l'Union soviétique, et devient en 1937 le chef-lieu de l'oblast de Tchita. Elle connaît une forte industrialisation sous la période soviétique et sa démographie explose pendant la seconde moitié du XXe siècle. Malgré un ralentissement économique à la suite de la dislocation de l'URSS, la ville reste un pôle économique et industriel majeur de sa région, qui devient le kraï de Transbaïkalie en 2007.
Centre économique de Transbaïkalie, la ville repose essentiellement sur ses importantes industries agroalimentaires, chimiques et minières, ainsi que sur les services de l'État qui emploient la moitié de la population. Hub logistique, Tchita est une gare sur le Transsibérien et sur la ligne ferroviaire vers la Mandchourie, autrefois nommée le chemin de fer de l'Est chinois. Au niveau culturel, Tchita abrite les universités du kraï de Transbaïkalie ainsi que de nombreuses organisations culturelles telles que le Théâtre régional et la Philharmonie régionale. Son architecture relève, pour le centre-ville, du début du XXe siècle tandis qu'une grande partie de la ville reflète l'époque soviétique.

## Géographie

### Situation
Tchita est la capitale administrative du kraï de Transbaïkalie, kraï russe de la Sibérie orientale, dans la partie orientale de la région montagneuse de Transbaïkalie. La ville fait partie du district fédéral extrême-oriental, se situant à 1 700 km au nord-ouest de Vladivostok, la capitale du district. La capitale Moscou est à 4 742 km à l'ouest tandis qu'elle se trouve à 406 km à l'est d'Oulan-Oudé et à 629 km à l’est d'Irkoutsk. La ville se situe sur le 52e parallèle nord et le 113e méridien est. Son fuseau horaire est l'heure de Iakoutsk (MSK+6, UTC+09:00).
La ville proprement dite, incorporée dans le kraï sous le nom d'okroug urbain de Tchita, dans ses limites actuelles, couvre une superficie de 534,0 km2,. Elle couvre 0,003 % de la superficie du kraï qui est de 431 892 km2.

### Localités limitrophes
La ville de Tchita est entourée par les localités suivantes :
- à l’ouest, se trouve Kolotchnoïe-2 (sud-ouest) ;
- au sud, se situe Tchernovo (sud-ouest), Ieriomino (sud-ouest), Zassopka (sud), Atamanovka (sud-est) ;
- au nord, est situé Zabaïkalski (nord-nord-est), Smolenka (nord) et Ougdan (nord).

| Monts Iablonovy                     | Ougdan, Smolenka         | Zabaïkalski, Monts Tcherski |
| Monts Iablonovy                     | Tchita                   | Monts Tcherski              |
| Kolotchnoïe 2, Tchernovo, Ieriomino | Zassopka, Monts Tcherski | Atamanovka                  |

### Topographie et géologie

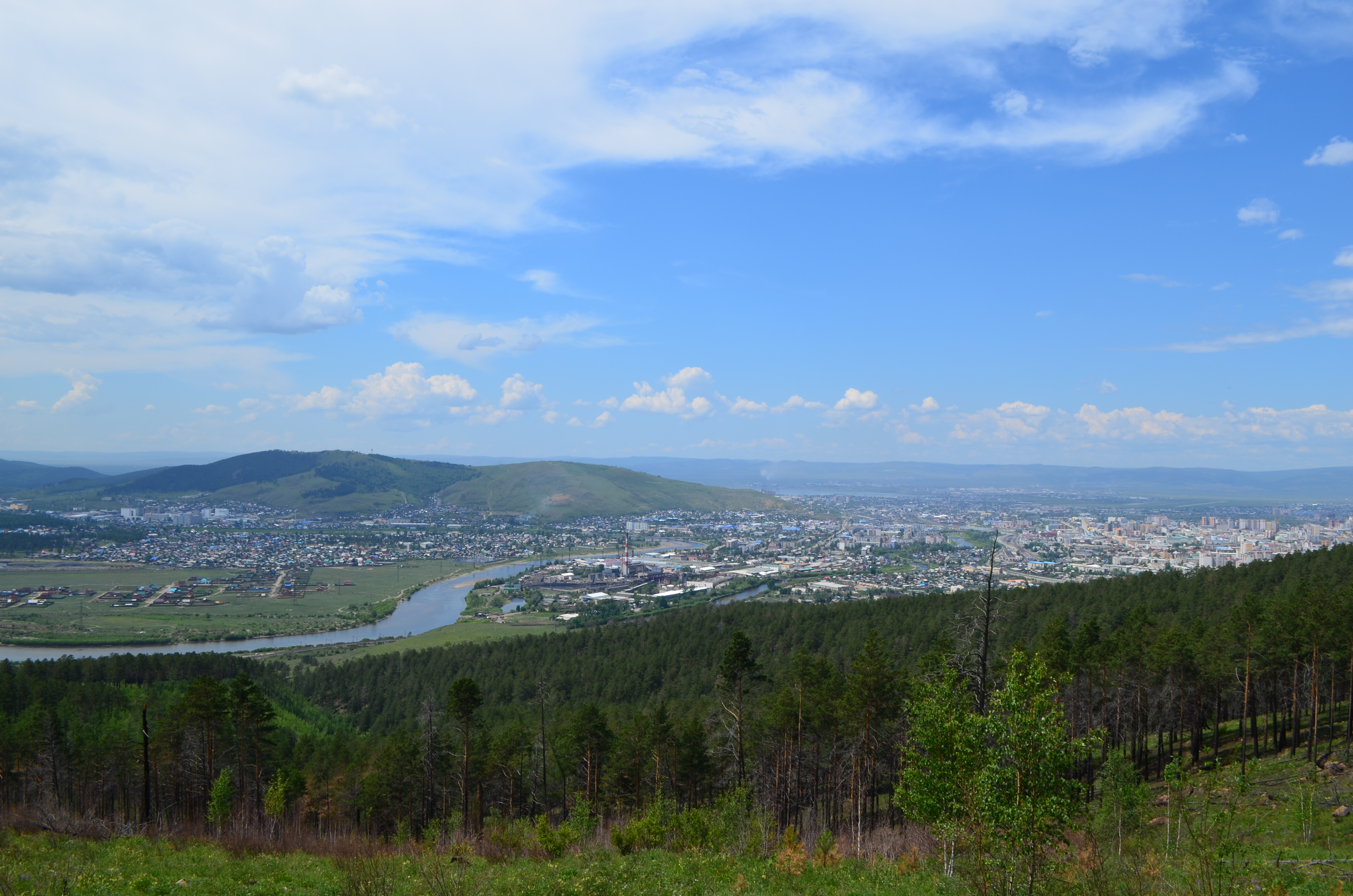
Colline Titovskaïa et Tchita depuis la crête Tcherski dans l'est de la ville.

Au niveau géologique, la ville se situe dans la zone de minerai de zéolithe-tungstène et molybdène du Khilok-Vitim. Cette zone appartient à la sous-province minérale de la Selenga-Vitim, de la province minérale de l'Aldan-Stanovoï.
Le relief de la ville et plus largement de la Transbaïkalie orientale date du Mésozoïque. En raison des failles tectoniques d'orientation nord-est, des dépressions étroites et longues se sont formées entre les montagnes, notamment celle de la Tchitinka-Ingoda, dans laquelle se trouve la ville. La dépression de la Tchitinka-Ingoda est marquée par l'accumulation de sédiments, qui contiennent notamment des pyroclastites. Sur les bords de la dépression se trouvent des intrusions stratifiées et d'autres roches volcaniques. La dénudation a ensuite façonné le relief de la dépression.
Tchita se trouve dans la partie nord-est de la dépression de la Tchitinka-Ingoda, à la confluence de ces deux rivières. La dépression est limitée au nord-est par les monts Iablonovy, et par les monts Tcherski à l'est, notamment avec le mont Batareïnaïa, et au sud-est. Ainsi, depuis l'ouest, le relief forme un amphithéâtre naturel. L'altitude de la ville et de la dépression est d'environ 640 à 650 mètres au-dessus du niveau de la mer, tandis que les hauteurs absolues des crêtes oscillent entre 1 000 et 1 300 mètres. Les zones les plus basses sont situées sur les rives des deux rivières. Les parties sud-ouest et nord-ouest de la ville ont des altitudes d'environ 730 à 760 m. Le point le plus bas, à 632 m d'altitude, est sur la rive de l'Ingoda, entre le quartier de Pestchanka et le village d'Atamanovka à la limite sud-est de la ville. Le point culminant est le mont Tchita au nord-est de la ville avec ses 1 039 m. Par ailleurs, dans le sud-ouest de la ville se trouve la colline Titovskaïa et ses 946 m, une structure volcanique datant du Paléozoïque supérieur,.

### Hydrographie

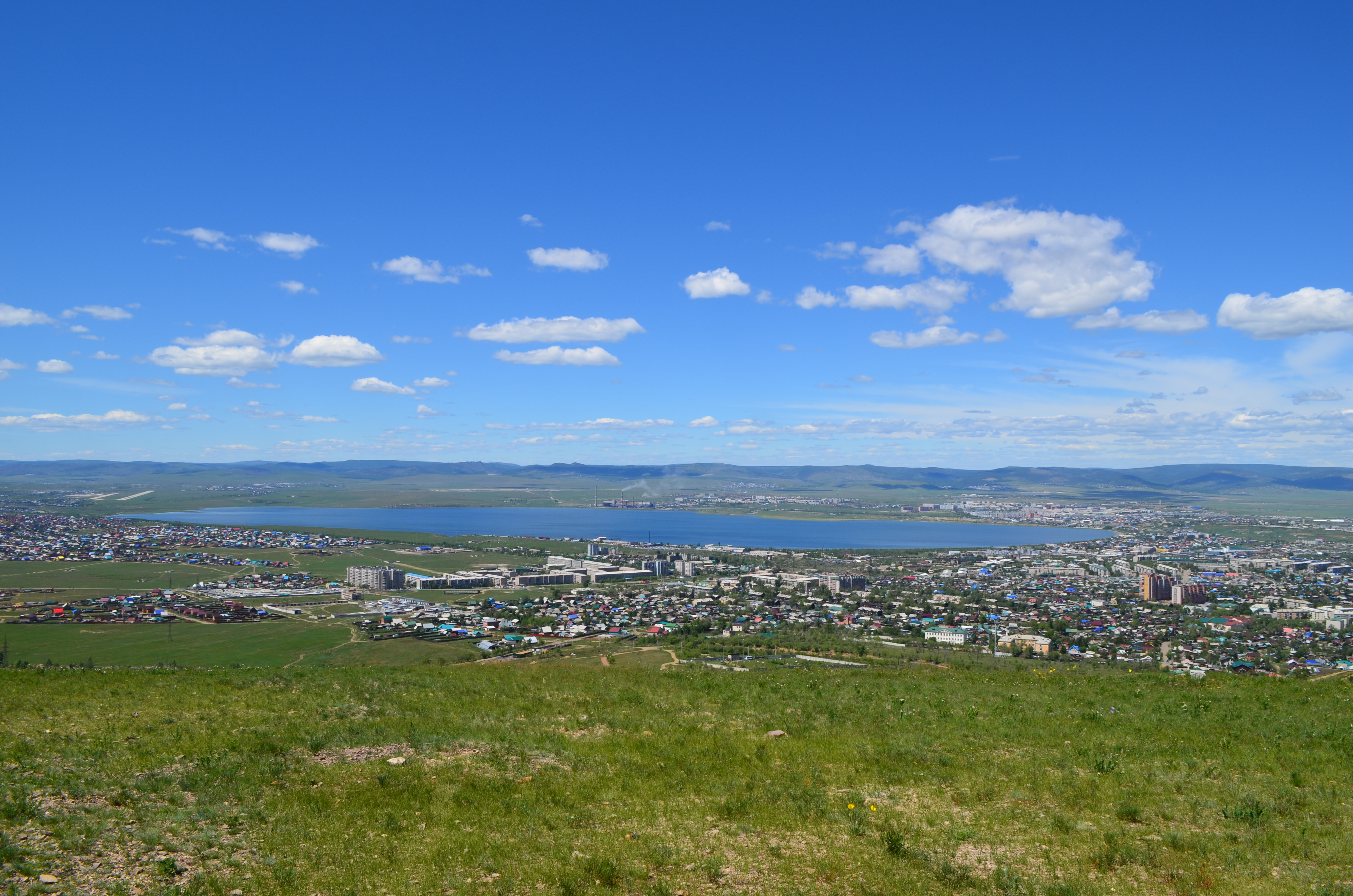
Lac Kenon depuis la colline Titovskaïa.

Le territoire de la ville appartient tout comme le reste de la Transbaïkalie orientale au bassin du fleuve Amour. Tchita se trouve dans les bassins des rivières Ingoda et Tchitinka et de leurs affluents. La rivière Ingoda prend sa source dans les monts Khentii tandis que la Tchitinka prend sa source entre les monts Iablonovy et les monts Tcherski. Dans la partie sud de la ville, l'Ingoda est une rivière profonde, avec un courant rapide, qui s'écoule dans un axe sud-ouest nord-est. Mais au niveau de la confluence de la Tchitinka dans celle-ci, elle change brusquement de direction pour s'écouler vers le sud-est. Sa largeur dans la ville varie de 140 à 180 m, sa profondeur moyenne est de 1,1 à 4 m et son débit moyen est de 0,6 à 2,0 m/s.
La rivière Tchitinka, aussi appelée Tchita, qui traverse la ville du nord-ouest au sud, divise la ville en deux parties presque égales jusqu'à sa confluence dans l'Ingoda. Sa largeur dans la ville varie de 50 à 100 m, sa profondeur moyenne est de 0,21 à 1,37 m, son débit moyen est de 0,08 à 1,35 m/s, et sa plaine inondable est large de 1 à 1,5 km. Dans la périphérie ouest de la ville se trouve le lac Kenon, de forme presque ovale. Lac endoréique, sa longueur est de 5,7 km, sa largeur est de 2,8 km et sa profondeur moyenne est de 4,4 m. Lors des niveaux d'eau élevés, l'eau du lac se déverse dans l'Ingoda par un canal.
Outre ces deux cours d'eau, plusieurs rivières traversent le territoire de la ville. Les rivières Kadalinka et Pestchanka sont des affluents gauche de l'Ingoda tandis que la rivère Molokovka est un affluent droit de l'Ingoda. La rivière Ivanovski est un affluent du lac Kenon et la Sennaïa un affluent de rive droite de la Tchitinka.

### Climat
Tchita possède un climat nettement continental similaire à celui des autres villes de Sibérie orientale situées à des latitudes voisines. Si on se réfère à la classification de Köppen il appartient au type : Dwc (climat tempéré froid, saison sèche en hiver, été court et frais). Les hivers sont très froids et très secs tandis que les étés sont courts, assez chauds et pluvieux. Entre ces deux périodes de l'année, on trouve des conditions météorologiques intermédiaires. Les précipitations tombent pour les neuf-dixièmes entre avril et octobre, tandis que la période froide ne représente pas un dixième du total. Les précipitations annuelles sont de l'ordre de 340 mm environ. La couverture neigeuse est présente de la fin octobre à la mi-avril, avec une épaisseur moyenne de 10 cm.
Le relief de la ville de Tchita influence le climat local. Avec la faible circulation de l'air en hiver, des couches d'inversion se forment, avec un air plus froid en plaine que sur les crêtes. Ces couches d'inversions amplifient aussi la pollution atmosphérique de la ville, en retenant l'air pollué dans la dépression, avec des smogs. Les vents dominants dans la ville sont d'ouest et du nord-ouest, et au printemps peuvent se produire des vents forts atteignant jusqu'à 35–40 m/s au maximum, provoquant des tempêtes de poussières.
- Température record la plus froide : −49,6 °C (30 janvier 1892[14])
- Température record la plus chaude : 43,2 °C (5 juillet 1898[15])
- Nombre moyen de jours avec de la neige dans l'année : 51
- Nombre moyen de jours de pluie dans l'année : 68
- Nombre moyen de jours avec de l'orage dans l'année : 27
- Nombre moyen de jours avec tempête de neige dans l'année : 1

| Mois                                                | jan.             | fév.           | mars             | avril           | mai             | juin           | jui.          | août            | sep.             | oct.             | nov.             | déc.             | année            |
| --------------------------------------------------- | ---------------- | -------------- | ---------------- | --------------- | --------------- | -------------- | ------------- | --------------- | ---------------- | ---------------- | ---------------- | ---------------- | ---------------- |
| Température minimale moyenne (°C)                   | −30,4            | −25,9          | −16              | −5              | 2,2             | 9,2            | 12,7          | 10,4            | 2,7              | −6               | −18              | −27,4            | −7,6             |
| Température moyenne (°C)                            | −24,6            | −18,3          | −8,1             | 2,2             | 10,2            | 17,1           | 19,5          | 16,6            | 9,2              | −0,1             | −12,5            | −22,1            | −0,9             |
| Température maximale moyenne (°C)                   | −17,2            | −9,5           | 0                | 9,7             | 18,2            | 24,9           | 26,7          | 23,7            | 16,8             | 7                | −6               | −15,7            | 6,6              |
| Record de froid (°C) date du record                 | −49,6 30/01/1892 | −48 01/01/1892 | −45,3 01/01/1906 | −29,6 6/04/1977 | −13,3 8/05/1939 | −5,4 3/06/1967 | 0,1 6/07/1984 | −9,2 25/08/1903 | −10,8 30/09/2014 | −33,1 29/10/1976 | −41,1 13/11/1979 | −47,8 31/12/1916 | −49,6 01/01/1892 |
| Record de chaleur (°C) date du record               | 0,4 01/01/1974   | 7,4 28/02/1998 | 21,1 31/03/2023  | 29,3 29/04/2014 | 34,6 31/05/2018 | 43,2 5/06/1898 | 38 10/07/1939 | 40,6 22/08/1936 | 30,9 8/09/2007   | 22,7 5/10/2010   | 12,7 2/11/1988   | 5 2/12/2013      | 43,2 5/06/1936   |
| Ensoleillement (h)                                  | 139              | 179            | 239              | 242             | 277             | 279            | 247           | 226             | 212              | 190              | 134              | 108              | 2 472            |
| Précipitations (mm)                                 | 3                | 2              | 4                | 12              | 27              | 59             | 88            | 85              | 41               | 10               | 5                | 5                | 341              |
| dont neige (cm)                                     | 7                | 7              | 2                | 1               | 0               | 0              | 0             | 0               | 0                | 0                | 3                | 6                | 26               |
| Précipitations les plus basses (mm) année du record | 0 1900           | 0 1897         | 0 1903           | 0 1899          | 0,1 1992        | 0 1965         | 15 1946       | 21 1964         | 1 1954           | 0 1894           | 0 1958           | 0 1910           | 152 2007         |
| Précipitations les plus hautes (mm) année du record | 11 2021          | 11 1930        | 36 1930          | 57 2002         | 77 2010         | 185 1985       | 331 2018      | 239 1969        | 119 1960         | 59 1936          | 33 1940          | 17 2010          | 629 2018         |
| Record de pluie en 24 h (mm) date du record         | 9 1907           | 7 1907         | 24 1930          | 29 1990         | 50 1980         | 52 1920        | 98 1980       | 104 1910        | 53 2005          | 40 1892          | 14 1928          | 7 2018           | 104 1910         |
| Nombre de jours avec précipitations                 | 0                | 0              | 1                | 5               | 11              | 16             | 18            | 17              | 13               | 5                | 0,2              | 0                | 86               |
| Humidité relative (%)                               | 76               | 72             | 59               | 47              | 46              | 58             | 68            | 73              | 66               | 61               | 70               | 77               | 64               |
| Nombre de jours avec neige                          | 15               | 9              | 8                | 7               | 3               | 0,03           | 0             | 0               | 1                | 7                | 11               | 15               | 76               |
| Nombre de jours d'orage                             | 0                | 0              | 0                | 0,1             | 1               | 7              | 10            | 7               | 2                | 0                | 0                | 0                | 27               |
| Nombre de jours avec brouillard                     | 3                | 1              | 0,1              | 1               | 1               | 1              | 3             | 4               | 3                | 1                | 0,3              | 1                | 19               |

| Diagramme climatique                                  |            |       |         |           |           |            |            |           |       |        |             |
| J                                                     | F          | M     | A       | M         | J         | J          | A          | S         | O     | N      | D           |
| −17,2−30,43                                           | −9,5−25,92 | 0−164 | 9,7−512 | 18,22,227 | 24,99,259 | 26,712,788 | 23,710,485 | 16,82,741 | 7−610 | −6−185 | −15,7−27,45 |
| Moyennes : • Temp. maxi et mini °C • Précipitation mm |            |       |         |           |           |            |            |           |       |        |             |

### Environnement

#### Faune et flore

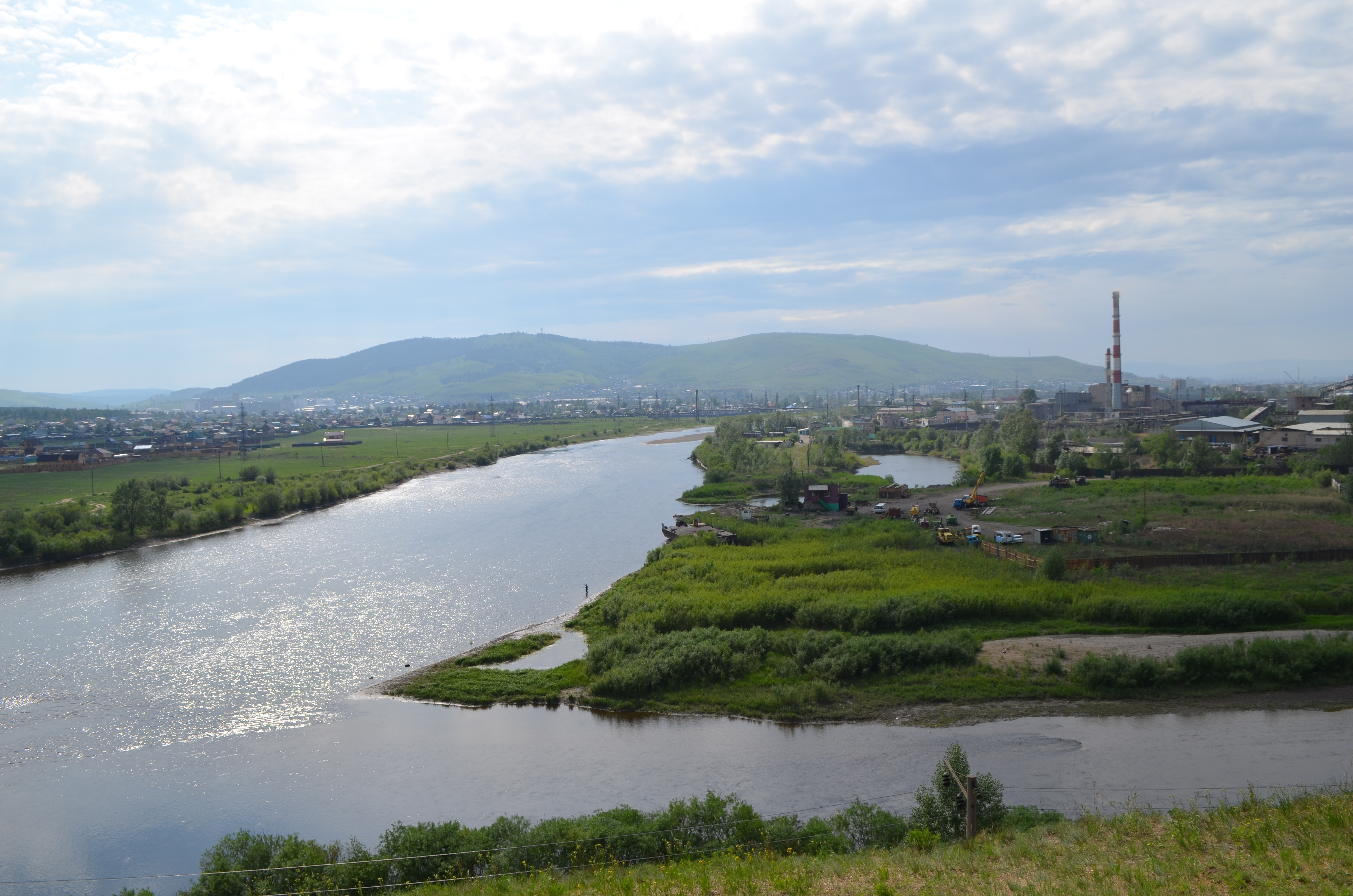
Confluence de la Tchitinka dans l'Ingoda.

Tchita possède une flore et une faune caractéristique de la Transbaïkalie orientale. Au sein des limites de la ville se retrouvent des prairies fluviales, des steppes et steppes boisées ainsi que d'importantes étendues de taïga. Les pentes des montagnes sont couvertes de forêts de cèdres, de mélèzes et de pins tandis que de la toundra se trouve aux sommets des crêtes. Les vallées des rivières et les pourtours du lac Kenon au sud-ouest sont des paysages steppiques et dans les zones inondables des zones marécageuses. Dans la vallée se trouvent quelques forêts riches en mélèzes, pins, amandiers, cotonéasters, caraganiers, et peupliers.

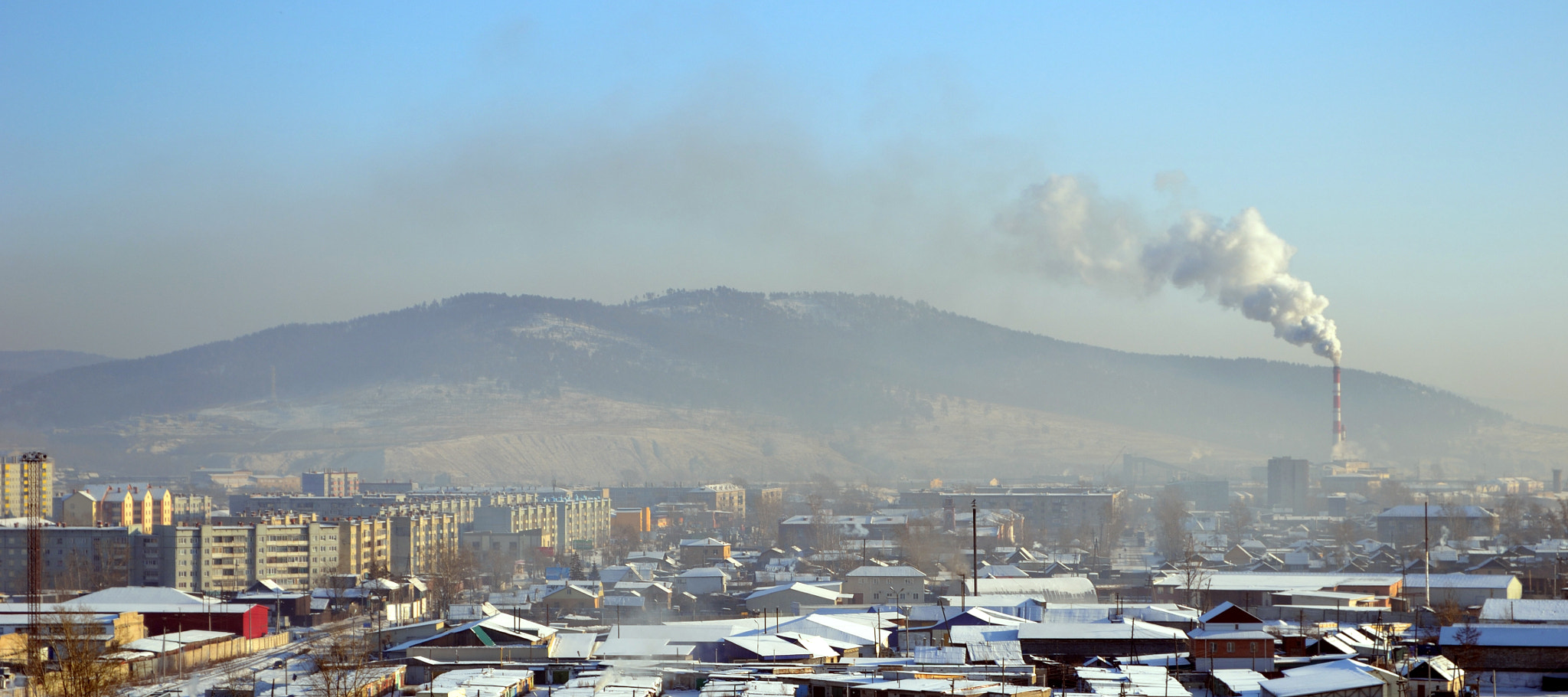
Smog au-dessus de Tchita en hiver.

En vertu de la loi fédérale de 2002 « sur la protection de l'environnement », l'Assemblée régionale a créé en 2018 une ceinture verte autour de la ville, d'une superficie de 21 786 ha.

#### Qualité de l'environnement
La situation environnementale est généralement défavorable, la ville occupant en 2015 et 2016 selon Rosstat la première place pour la pollution atsmophérique. La ville est fortement touchée par la pollution atmosphérique, les principaux polluants étant le benzopyrène, le formaldéhyde et la suie, les trois cancérigènes. Tchita était d'ailleurs au premier trimestre 2023 la deuxième ville avec la plus forte concentration de benzopyrène du pays derrière Svirsk. En 2019, la teneur moyenne en benzopyrène s'élevait à 10,9 MPC. Tchita occupait notamment en 2017 le deuxième rang du pays après Vladivostok en termes de nombre de voitures par habitant, qui est l'une des sources de pollution de l'air au sein de la ville. Par ailleurs, les systèmes de filtration modernes ne sont pratiquement pas utilisés dans les chaufferies de Tchita.

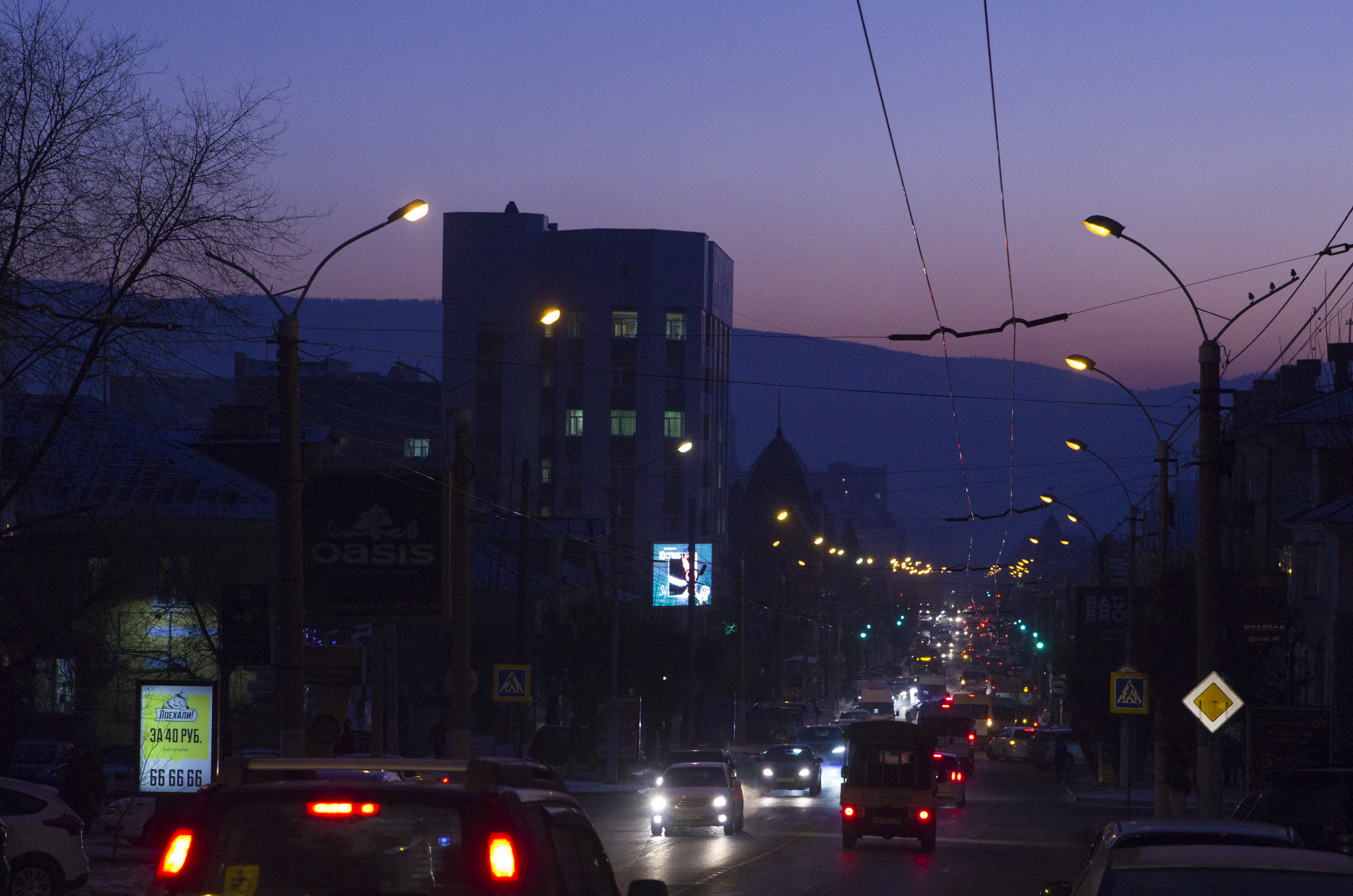
Trafic automobile rue Boutina.

Quant à la pollution de l'eau, elle tend à diminuer dans la ville. Alors que 45,2 % des échantillons ne répondaient pas aux normes chimiques et sanitaires en 2017, il n'y en avait plus que 20,2 % en 2019. Les principales sources de pollution sont les rejets des eaux usées des stations d'épuration de la ville, de l'aéroport et du lac Kenon. Ainsi la rivière Tchita et l'Ingoda sont les rivières les plus polluées du kraï.
La centrale thermique de Tchita-1, qui fournit de la chaleur et de l'électricité à presque toute la ville, menace l'état écologique du lac Kenon voisin. Lorsque l’eau souterraine non traitée pénètre dans le lac, sa composition chimique change. En plus de polluer les eaux souterraines, les cendres, une fois séchées, commencent à générer de la poussière, ce qui aggrave également la situation environnementale globale.

## Urbanisme

### Projets de développement

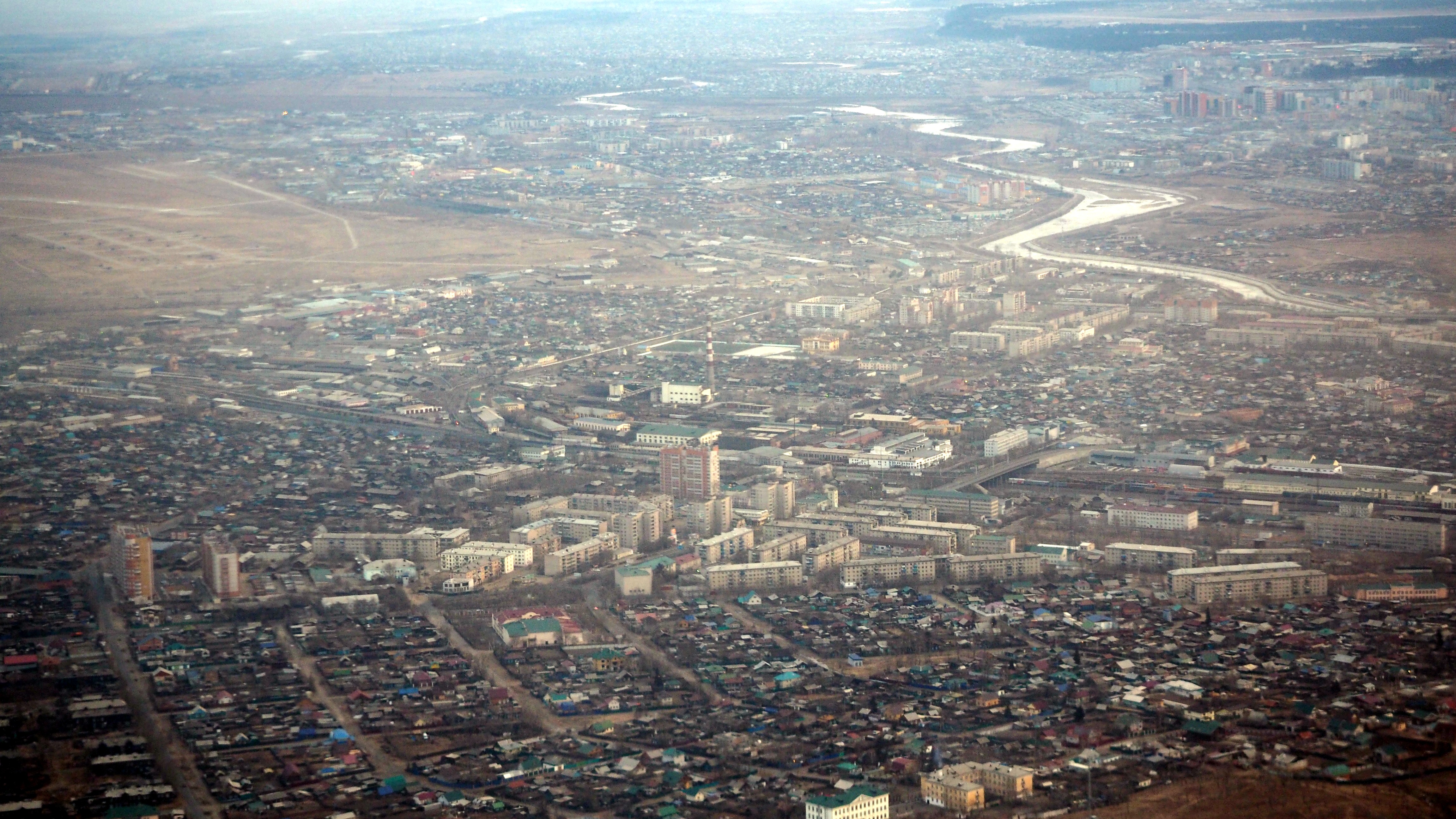
Photographie aérienne montrant l'étalement urbain de la ville.

Le kraï et la ville souhaitent développer d'ici 2030 deux pôles d'activité à l'ouest de la ville. Un premier doit voir le jour à Kadala, à proximité immédiate de l'aéroport, du chemin de fer et de la route fédérale. Le pôle sera centré sur l'informatique, les médias, les biotechnologies, la haute technologie et les industries de meuble. Le second doit apparaître à Kenon, avec la création d'entreprises de transformation du bois, d'usines de vêtements et d'usines pour le BTP. Le parc industriel de Kenon, situé dans le nord de la ville devrait aussi contenir une usine pour la production de voitures chinoises à terme.
Le gouvernement régional souhaite par ailleurs la rénovation du centre historique de Tchita dans un programme approuvé en 2020.
Dans le cadre du programme national pour le développement social et économique de l'Extrême-Orient jusqu'en 2024 et 2035, le gouvernement prévoit la réfection des routes municipales de Tchita ainsi que la reconstruction de l'aéroport de Tchita de ses installations et de son bureau de douane.

### Logement

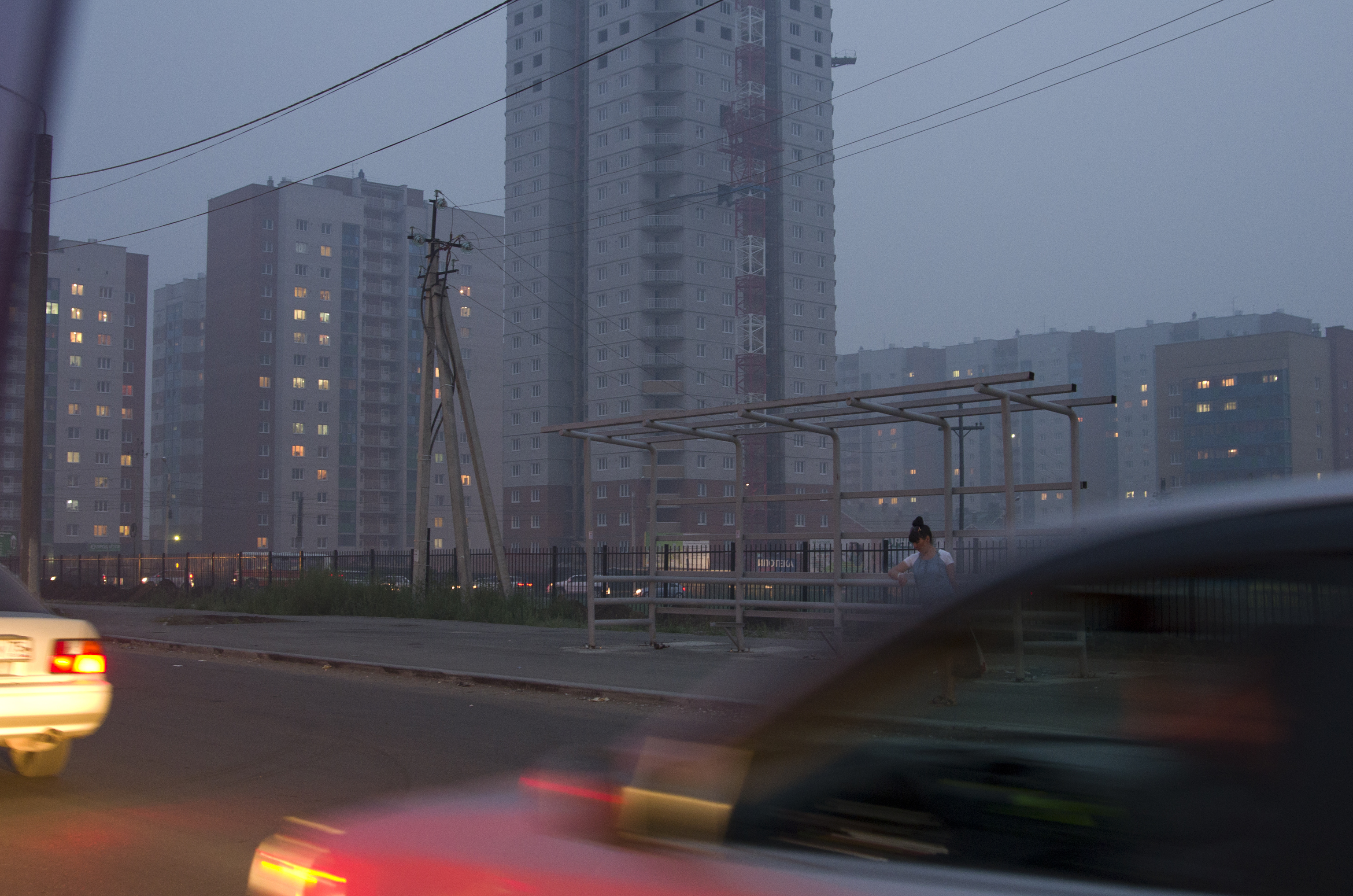
Grands ensembles récents dans le quartier Tsarski.

La ville de Tchita recensait fin 2019 7 493 000 m2 de surface de logements, soit 32,88 % de la surface de logements du kraï. Par rapport à 2015, la surface a augmenté de 5,45 %, soit l'une des zones avec le plus de construction de logements dans la région. En 2023 selon Rosstat, la surface habitable s'élevait à 7 954 600 m2, soit une augmentation de 6,16 % par rapport à fin 2019. La taille moyenne d'un logement par habitant en 2023 dans la ville est de 23,88 m2.
Malgré la surface de logements importante, une importante partie du parc immobilier observe des taux d'usure élevés. Fin 2018, 38,61 % des logements avaient un taux d'usure compris entre 0 et 30 %, 52,95 % entre 31 et 65 %, 5,42 % entre 66 et 70 % et 3,02 % supérieur à 70 % de taux d'usure.

### Voies de communication et transports

#### Infrastructures routières

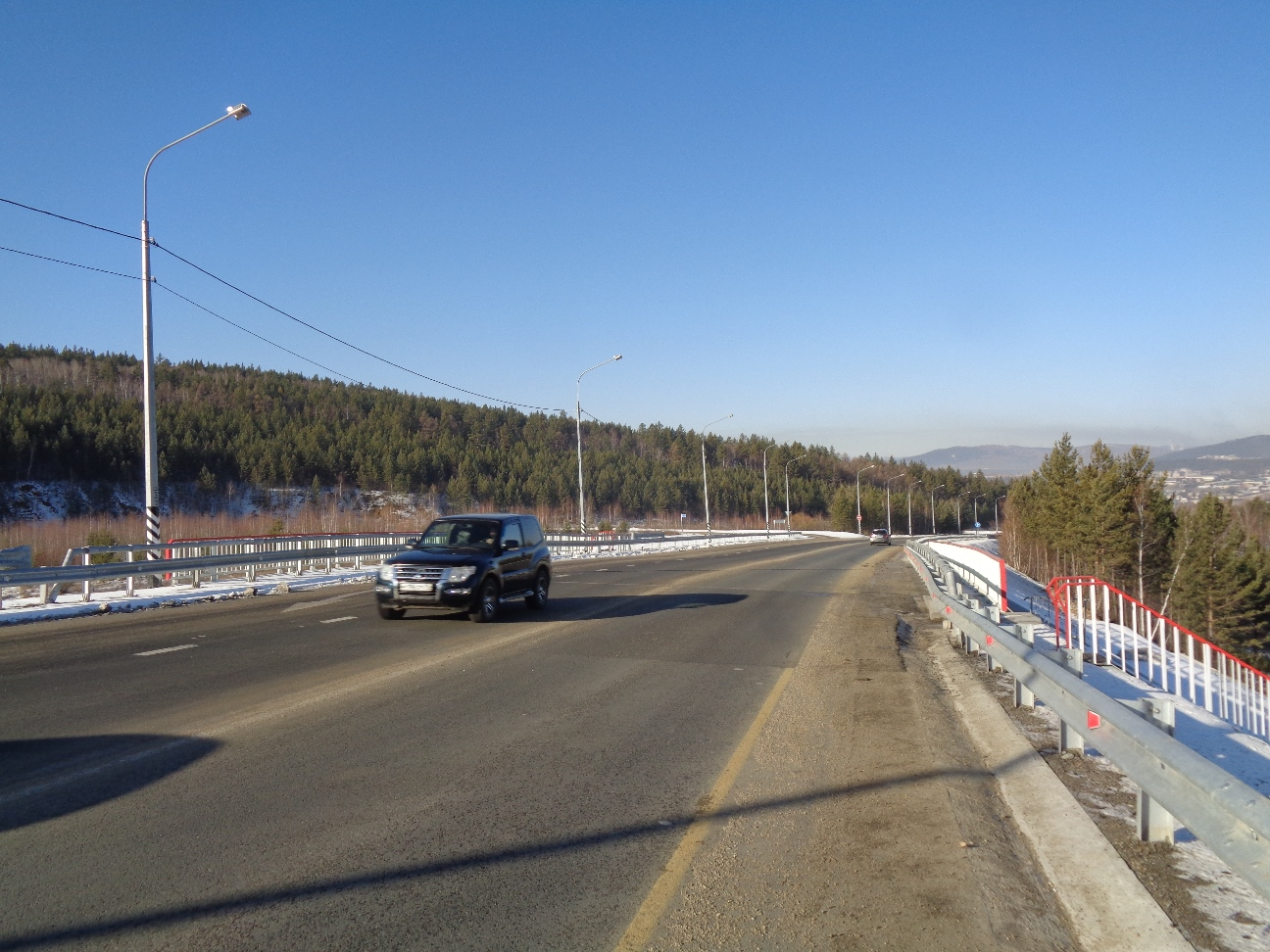
La route fédérale A350 en périphérie de Tchita.

Tchita est le principal nœud routier de Transbaïkalie, la ville étant desservie par trois routes fédérales. La plus importante est la route fédérale R258 Baïkal, qui relie Irkoutsk par Oulan-Oudé à Tchita, tandis que la deuxième est la route fédérale R297 Amour, reliant Tchita par Never, Svobodny, Arkhara et Birobidjan à Khabarovsk. Ces deux routes font partie de la route transsibérienne, axe de transport reliant les régions occidentales de la Russie à l'Extrême-Orient russe. La dernière route fédérale est la route fédérale A350, qui relie Tchita à Zabaïkalsk au niveau de la frontière chinoise,.
La longueur de la voirie fin 2023 s'élevait à 745,7 km. Au sein de la municipalité, la ville compte 669 rues, 177 voies, 40 allées, 3 avenues, 3 voies d'évitement et 9 impasses entre autres. Afin de soulager le trafic existant dans la ville, le gouvernement fédéral et celui régional souhaitent transformer la route contournant la ville en une voie expresse.

#### Transport ferroviaire

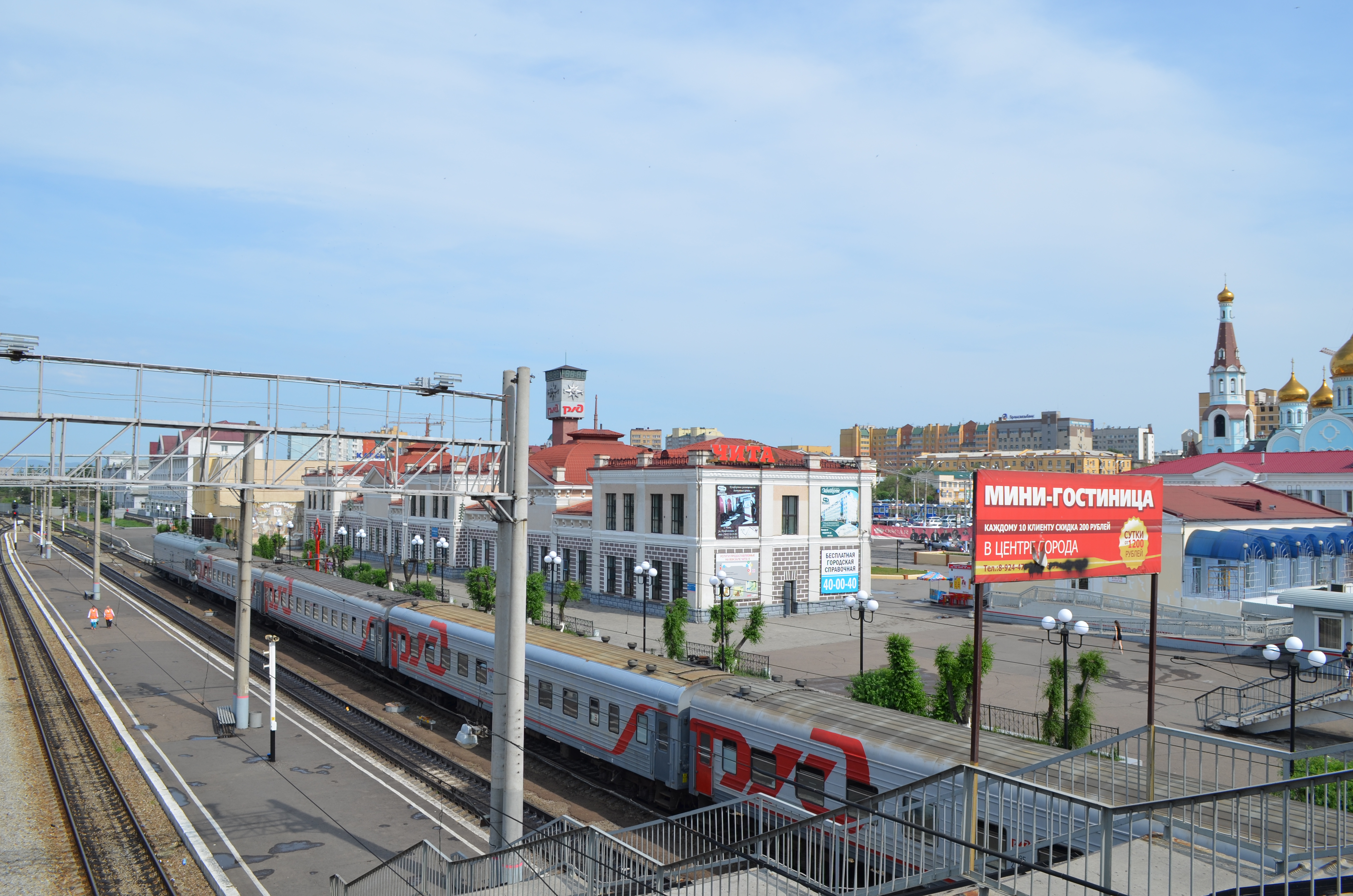
Gare de Tchita II, la gare voyageur de la ville.

Tchita est un nœud ferroviaire dans le kraï de Transbaïkalie. La ville est desservie par la gare de voyageur de Tchita II, qui se situe sur le chemin de fer transsibérien, ligne reliant Moscou et l'Europe à Vladivostok en Extrême-Orient russe. De plus, la ville est l'extrémité septentrionale du chemin de fer de Tchita à Zabaïkalsk, voie ferrée qui assure l'essentiel des liaisons ferroviaires entre la Russie et la Chine,.
La gare de Tchita II est desservie par les lignes de trains suburbaines et régionales, la reliant à Darassoun, à Karymskoïe et à Mogzon. Concernant le transport de marchandises, la ville possède la gare de Tchita I ainsi que la gare de Kadala.

#### Transport aérien

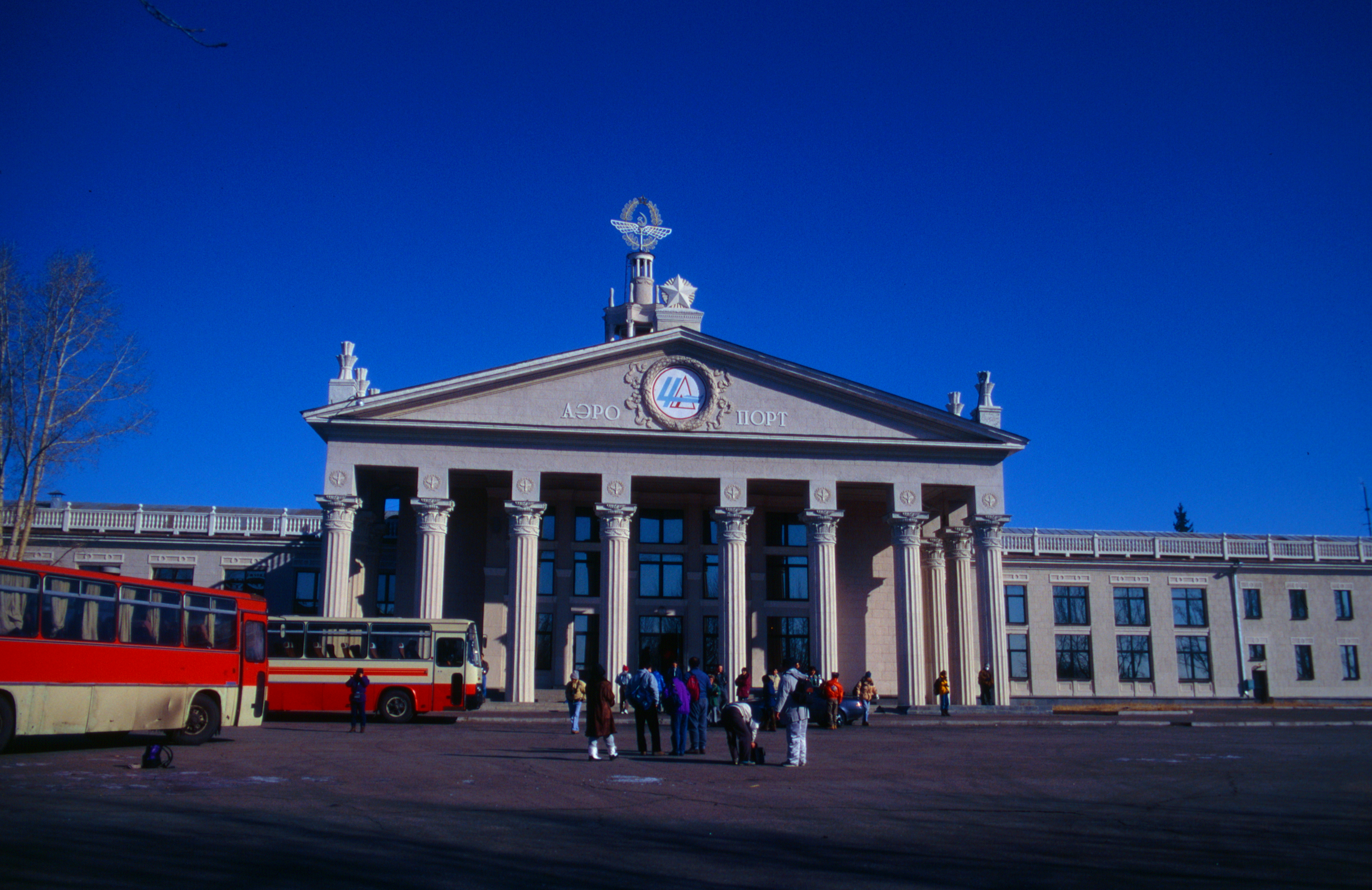
Entrée principale de l'aéroport de Tchita-Kadala.

L’aéroport international de Tchita, situé dans le quartier de Kadala, est le 34e aéroport de Russie avec 730 000 passagers en 2023, soit 26 % de plus qu'en 2022. Quant au transport de fret, plus de 2 000 tonnes y ont transité en 2023.
L'aéroport couvre des liaisons vers 23 destinations régulières, les plus fréquentés étant vers Moscou, Novossibirsk, et Iekaterinbourg. En 2023, les liaisons aériennes ont par ailleurs repris vers Hailar et Pékin en Chine. L'aéroport sert aussi pour desservir les localités régionales, avec des rotations aériennes opérées vers Krasnokamensk, Tongokotchen, Krasni Iar, Ioumourtchen, Oust-Karanga, Gazimourski Zavod, Oussougli, Menza, Kyra et Tchara.

#### Transports en commun
La ville dispose d'une gare routière, avec des lignes de bus vers presque l'ensemble des raïons de Transbaïkalie.

### Risques
Le risque industriel est principalement représenté par les usines Tchitinskié Klioutchi et Makka Veïevskoïe, qui possèdent à elles deux 10 300 m3 d'ammoniac.

## Toponymie

### Noms précédents
À différentes époques et selon différentes sources, la ville fut appelée différemment. À la fin du XVIIe et au début du XVIIIe siècle est attesté le nom de plotbichtché de la Tchita (Tchitinski plotbichtché), ou plus simplement plotbichtché comme l'écrit Eberhard Isbrand Ides en 1693. Elle est appelée dès 1698 Tchitinskaïa Sloboda (Sloboda de la Tchitinka), quoique Semion Remezov utilise à la fois de nom de Plotbichtché dans sa carte de la Sibérie et le nom de la Sloboda Tchitinskaïa dans la carte de la région de Nertchinsk.
En 1710, la première mention officielle du nom de Tchitinski Ostrog, ce qui signifie l'ostrog de la Tchita, est attestée. Dans la deuxième moitié du XVIIIe siècle le nom est raccourci progressivement dans l'usage en Tchitinsk, avant qu'au milieu du XIXe siècle le nom soit encore raccourci en l'actuel nom de Tchita, qui devient officiel lorsque la localité devient une ville en 1851.

### Étymologie
Le toponyme « Tchita » vient de l'hydronyme de la rivière Tchita, rivière aussi appelée Tchitinka. Néanmoins encore aujourd'hui persiste un débat en cours sur la signification du mot Tchita.
Il est fortement probable que le mot Tchita vienne de l'une des langues locales. Le mot oroqen tchita dans sons sens le plus courant signifie « tapis d'écorce de bouleau », ce qui suggère que de l'écorce de bouleau d'une qualité particulière a été trouvée quelque part dans la vallée de la rivière Tchita. Le mot evenki tchata, ou tchatala signifie « argile », ils désignent aussi la boue (sur le rivage), le schiste et le charbon. De plus, la boue est non seulement de très haute qualité, mais aussi de couleur plus bleuâtre, et « bleu » en evenki se prononce tchatourine et tchatouma. Il existe également le mot tchate, désignant la « terre noire (schiste carboné), charbon», qui est principalement associé au gisement de lignite de Tchernovski, situé près de Tchita. Il existe un mot dans la langue ouïghoure appelé tchyt, qui était utilisé pour décrire les forteresses construites par les Ouïghours. En langue ouïghoure moderne, tchaata-chyt signifie la « demeure ».
Une autre hypothèse veut que Tchita soit le nom d'une personne. Ainsi, il existe des informations sur une lettre de 1777-1799 adressée au prince Tchita Matouganov, mais l'hydronyme Tchita était alors déjà connu, invalidant l'hypothèse. En plus de cela, cette version ne correspond pas aux croyances locales de l’époque, car selon lesquelles il était coutume de ne pas prononcer le nom d’une personne après sa mort.
Sur le cours supérieur de la rivière Tchita, sur la rivière Ioumourtchen (un affluent droit du Vitim), sur la même montagne où se trouve la source de la Tchita, du côté nord-ouest, se trouve un affluent appelé Tchitnak. Sur cette base, il existe une hypothèse selon laquelle l'origine du nom de la rivière devrait être recherchée en relation avec cet affluent de la Ioumourtchen.

## Histoire

### Peuplement préhistorique
Dans la vallée de la rivière Ingoda près des rochers de Soukhotino sur la colline Titovskaïa dans l'arrondissement de l'Ingoda se trouve un site de la culture moustérienne, Soukhotino-1, appartenant au Paléolithique moyen, et des colonies du Paléolithique supérieur, Soukhotino-2, 3 et 4. Le site de Soukhotino-4 a permis d'identifier une nouvelle culture archéologique, la culture de Soukhotino. Ce même site présente des pétroglyphes représentant des habitations sous tentes et un mammouth en pierre. Par ailleurs dans la ville, la colline Titovskaïa avec le site d'Ouchtchelé de l'âge du bronze, la roche de Sokhatino de l'âge du bronze, et les rochers de Smolensk aussi de l'âge du bronze présentent eux aussi des pétroglyphes préhistoriques.

### Premier fort

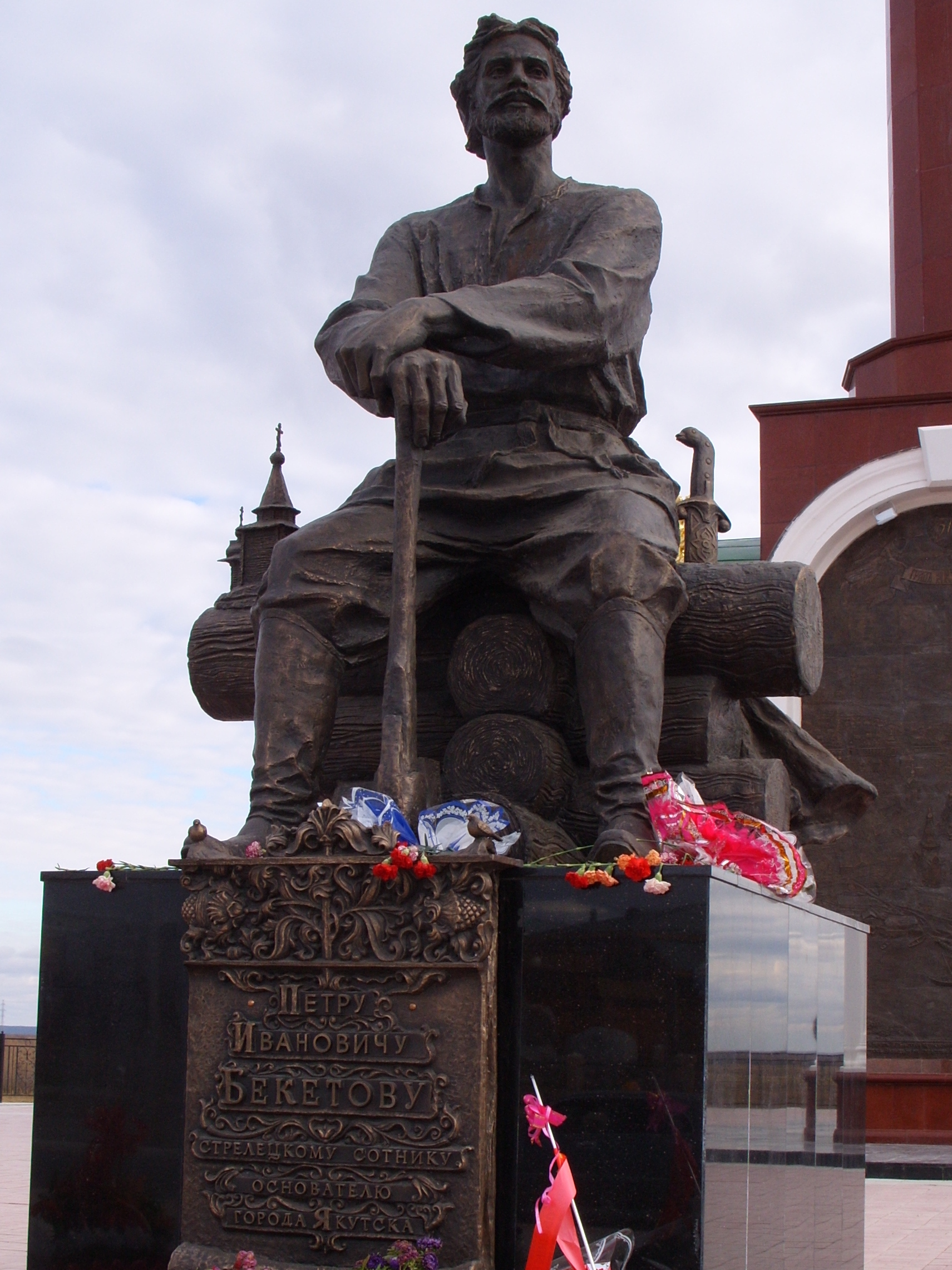
Statut de Piot Betekov, fondateur de la future Tchita, à Iakoutsk.

Le Cosaque Piotr Beketov fut envoyé par le tsar Alexis Ier en Transbaïkalie pour développer le territoire, et reçut le droit du tsar d'agir à sa discrétion. Son détachement comprenait des membres de l'expédition de Vassili Kolesnikov de 1650, la première expédition à avoir exploré la région du lac Irgen, à avoir traversé les monts Iablonovy et à s'être dirigée vers les rivières Ingoda et Nertcha. Des guides de la région étaient ainsi présents dans l'expédition de Betekov, parmi lesquels Iakov Sofonov et Maksima Ouzarov. Le cosaque et son détachement arrivèrent le 20 janvier 1653 (30 janvier dans le calendrier grégorien) au lac Baïkal, avant de continuer leur chemin en explorant les lacs de Chakcha et Arakhleï Au début de l'année 1653, ils construisirent un ostrog sur la rive du lac Irgen, puis entamèrent un portage à travers les monts Iabolonovy jusqu'à la vallée de l'Ingoda. Le portage était long de 20 verstes. Ils atteignirent la Rouchmaleï, un affluent gauche de l'Ingoda, puis une fois l'Ingoda atteint, ils construisirent des radeaux. Le 19 octobre 1653 (29 octobre dans le calendrier grégorien), ils descendirent la rivière en radeau, parcourant environ 10 milles en vue d'atteindre la Chilka. La descente de la rivière dura une demi-journée, et l'expédition tomba alors sur un embâcle.
Betekov ordonna alors à ses hommes de construire un quartier d'hiver. Trois cabanes pour loger les Cosaques et une grange pour stocker l'impôt et les provisions des Cosaques furent construites, ainsi qu'un ostrog (un fortin) autour de ces bâtiments. L'emplacement de la forteresse, d'après l'étude de l'itinéraire de l'expédition, serait au niveau du village moderne de Siviakovo, à 20 km en amont sur l'Ingoda de l'actuelle Tchita, sur la rive droite de l'Ingoda et protégé des vents par les monts Tcherski.
La construction fut dirigée par le Cosaque Piotr Beketov et fut nommée dans son rapport au gouverneur de l'Ienisseï Afanassy Pachkov comme les quartiers d'hiver sur l'Ingoda, le petit fort ou le Krepositsa. La construction impliqua la participation de 30 personnes en un mois. Les techniques traditionnelles de construction des ostrogs furent employées, avec les bâtiments aux coins de la structure et l'utilisation de rondins pour la palissade. Alors que le fort sur l'Ingoda était en construction, le fort d'Irgen fut terminé. Après la construction de l'ostrog sur l'Ingoda, Betekov envoya sur la Chilka un détachement dirigé par Maksimka Ourazov, qui construisit un petit fort à l'embouchure de la Nertcha dans la Chilka, la future Nertchinsk. Betekov passa l'hiver de 1653-1654 dans le fort d'Irgen, laissant Ivachka Kotelnikov en charge de celui de l'Ingoda. Betekov revint brièvement au printemps 1654, avant de partir pour le fort sur la Chilka, puis de repartir en juin avec tous les Cosaques des forts de la Chilka, de l'Ingoda et de l'Irgen vers Ienisseïsk et ainsi vers Moscou. Le sort de la forteresse sur l'Ingoda après 1654 n'est pas connu, mais il est possible qu'il ait été incendié par les Toungouses en 1655 comme les forts de la Chilka et d'Irgen.
La région de la future Tchita est par la suite plusieurs fois explorée et traversée, notamment par ceux se rendant à Nertchinsk, fondée comme un fort en 1658, et plus loin en direction d'Albazino, alors que les Cosaques sont dans un conflit frontalier avec la Chine. Mais aucune mention d'un peuplement sur le site de Tchita n'est alors faite. En 1675, l'ambassade Spathari passe la nuit à l'embouchure de la Tchita. L'ambassadeur Nicolaï Gavrilovitch Spathari fait alors la première mention écrite de la rivière Tchita.

### Dans l'ombre de Nertchinsk (1697-1840)

#### Leplotbichtché
L'ambassadeur royal Fiodor Alekseïevitch Golovine, en séjour à en 1687, mentionne un plotbichtché à l'embouchure de la rivière Tchita dans une lettre au gouverneur de Nertchinsk Ivan Vlassov. La signature du traité de Nertchinsk en 1689 officialise la Daourie comme appartenant à la Russie, et après ce traité, Golovine repasse par le plotbichtché de la Tchita en direction d'Oudinsk. Le 15 mai 1693 (25 mai dans le calendrier grégorien), l'ambassadeur Eberhard Isbrand Ides arrive au plotbichtché, et il dit dans ses notes que le village à l'embouchure de la Tchita est appelé Plotbichtché, avec 6 maisons, et qu'il est un lieu récemment habité. Le village était alors tenu par des Cosaques, responsables devant l'ostrog du Telemba et de la ville de Nertchinsk, cette dernière centre étant le centre administratif de la voïvodie de Nertchinsk. Les Cosaques percevaient des douanes, des droits et le iassak.
À partir de 1698, le lieu est souvent mentionné comme la Tchitinskaïa Sloboda (Sloboda de la Tchitinka) dans les archives du bureau de la voïvodie de Nertchinsk et dans les fonds de l'administration minière de Nertchinsk, puisque le village se situait sur le territoire de l'ouïezd de montagne de Nertchinsk, un fief de la famille impériale russe. Le cartographe Semion Remezov mentionne sur le « Dessin de Sibérie » le village de Plotbichtché, tandis qu'il fait mention sur son « Dessin des terres de la ville de Nertchinsk » de la Sloboda Tchitinskaïa. Une église est mentionnée en 1698, qui est identifiée en 1704 comme dédiée à Saint-Nicolas-le-Thaumaturge. La Tchitinskaïa Sloboda était peuplée en 1707 de 13 paysans et en 1709 de 16 paysans. Il y avait en 1709 une taverne et une brasserie, et le greffier de la localité s'appelait alors Stepan Senostrousov.

#### Ostrog de la Tchita
En 1710 apparaît la première mention officielle du nom de Tchitinski Ostrog, c'est-à-dire l'ostrog de la Tchita. Le naturaliste Daniel Gottlieb Messerschmidt passe dans la ville fin juin 1724, et après son expédition, il revient en janvier 1725. Il constate alors le 25 janvier 1725 (5 février dans le calendrier grégorien) un fort tremblement de terre qui touche la localité. L'année suivante, un bureau de poste est créé dans l'ostrog sur la route postale menant d'Oudinsk à Nertchinsk. Neuf ans plus tard, la route postale de Sibérie est mise en service, partant de Iekaterinbourg jusqu'à Sretensk en passant par l'ostrog. Le détachement de Gerhard Friedrich Müller arrive dans le village en 1735, et il note 11 maisons dans la localité. Selon lui, 19 villages ont été mis sous l'administration de l'ostrog de la Tchita. Le village est doté d'un bureau de douane en 1740, avec un droit perçu sur l'argent, les déchets et les marchandises. En 1745, la localité est touchée par une épidémie de fièvre, qui emporte 57 personnes. 

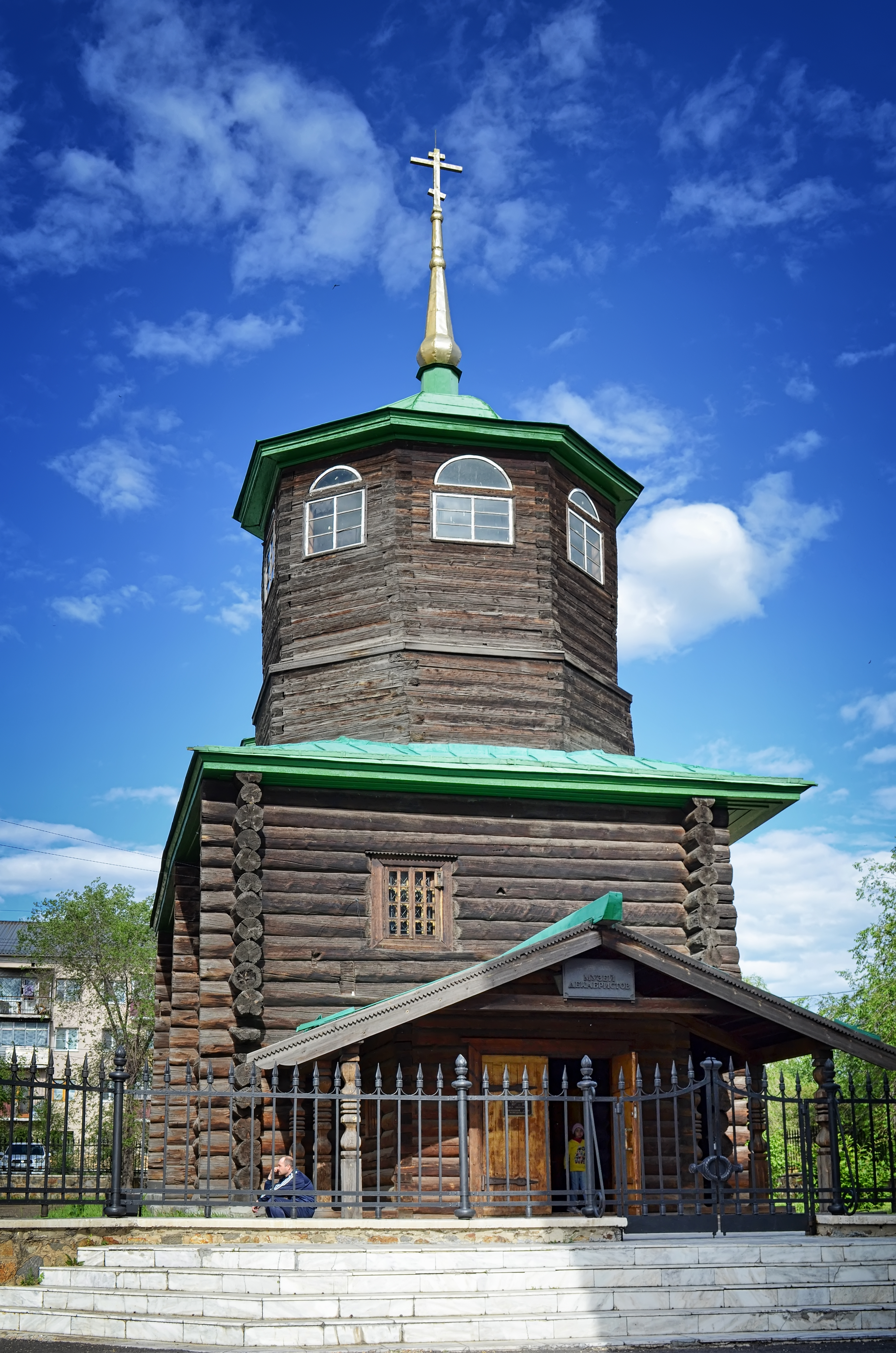
L'église de 1776, appelée aujourd'hui église des Décembristes.

La localité était l'un des six ostrogs de la voïvodie de Nertchinsk, et elle occupait une position centrale entre ces derniers, des routes partant vers l'ouest, l'est et le sud en direction des autres. Son nom d'ostrog de la Tchita, en russe Tchitinski ostrog, était de plus en plus abrégé en Tchitinsk. L'église subit un incendie en 1768, et elle est reconstruite en 1771, en l'honneur de Saint-Michel-l'Archange. Elle brûla à nouveau en 1774, et une nouvelle fut alors construite en 1776, comportant un étage supérieur consacré en l'honneur de Saint-Michel l'Archange tandis que le rez-de-chaussée était en l'honneur de Saint-Nicolas. Tchitinsk passa en 1797 sous l'administration de l'Autorité minière de Nertchinsk. La population devait désormais livrer le charbon aux usines de fusion des minerais.

#### Centre de volost
La localité fut élevée en 1816 comme centre du département de Tchitinsk du volost de Gorodichtché. Trente-six villages furent affectés au département de Tchitinsk, notamment Titova, Oust-Ononskaïa et Tchironskaïa. Le village devint le centre du volost nouvellement créé de Tchitinsk en 1823. À cette époque, Tchitinsk était un petit village avec peu d'habitants et de logements, mais sa position à la confluence de la Tchitinka dans l'Ingoda et sur la route de Sibérie le rendait important. Tchitinsk était non loin du col franchissant les monts Iablonovy et des chemins existaient vers Nertchinsk, Sretensk, Nertchinski Zavod et vers les villages et usines du bassin de l'Argoun. De par sa situation, Tchitinsk reçut la visite de nombreux responsables du gouvernement d'Irkoutsk, de la voïvodie de Nertchinsk et de marchands faisant du commerce avec la Chine.

#### Ville des exilés

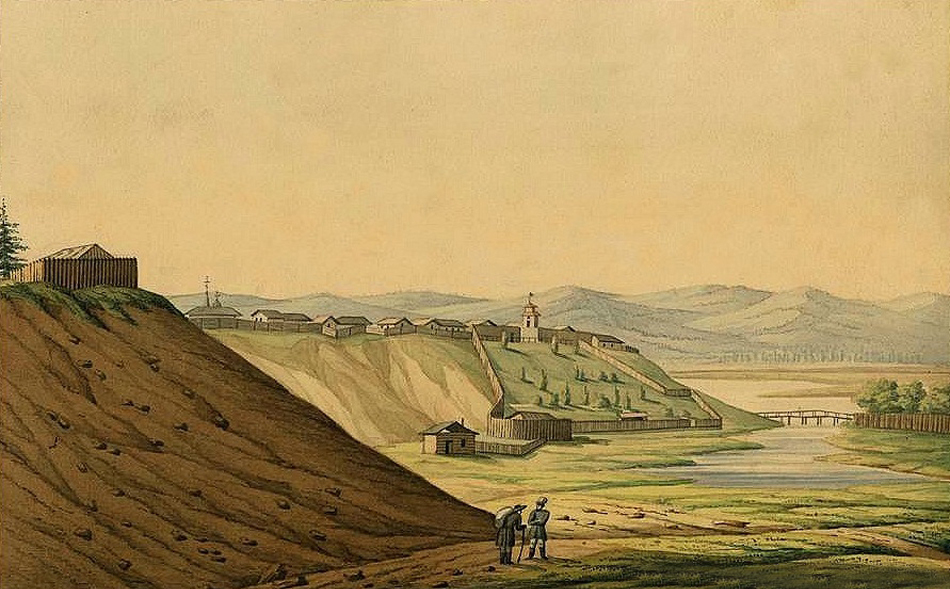
Aquarelle de l'artiste décembriste Nikolaï Bestoujev de l'ostrog de Tchita en 1827-1830.

Après le coup d'État manqué de 1825, de nombreux décembristes furent exilés à Tchitinsk, d'où son surnom de « ville des exilés ». À leur arrivée, Tchitinsk comptait 45 maisons, une église en bois, alors délabrée, et deux magasins. L'ostrog était le principal lieu de détention des décembristes de 1827 à 1830 ; et les premiers arrivèrent le 23 janvier 1827 (4 février dans le calendrier grégorien), et 85 décembristes furent détenus à Tchitinsk, du 28 janvier 1827 (9 février dans le calendrier grégorien) au 7-9 août 1830 (21 août dans le calendrier grégorien). Ils furent d'abord détenus dans deux maisons de locaux converties en prison, avant qu'une grande casemate et des bâtiments supplémentaires soient achevées. Une palissade vint entourer cette prison improvisée. Parmi les prisonniers célèbres peuvent être cités Mikhaïl Bestoujev, Andreï Ivanovitch Borissov, Piotr Borissov, Mikhaïl Fonvizine, Mikhaïl Küchelbecker, Mikhaïl Mitkov, Ivan Pouchtchine et Vladimir Steinheil entre autres.

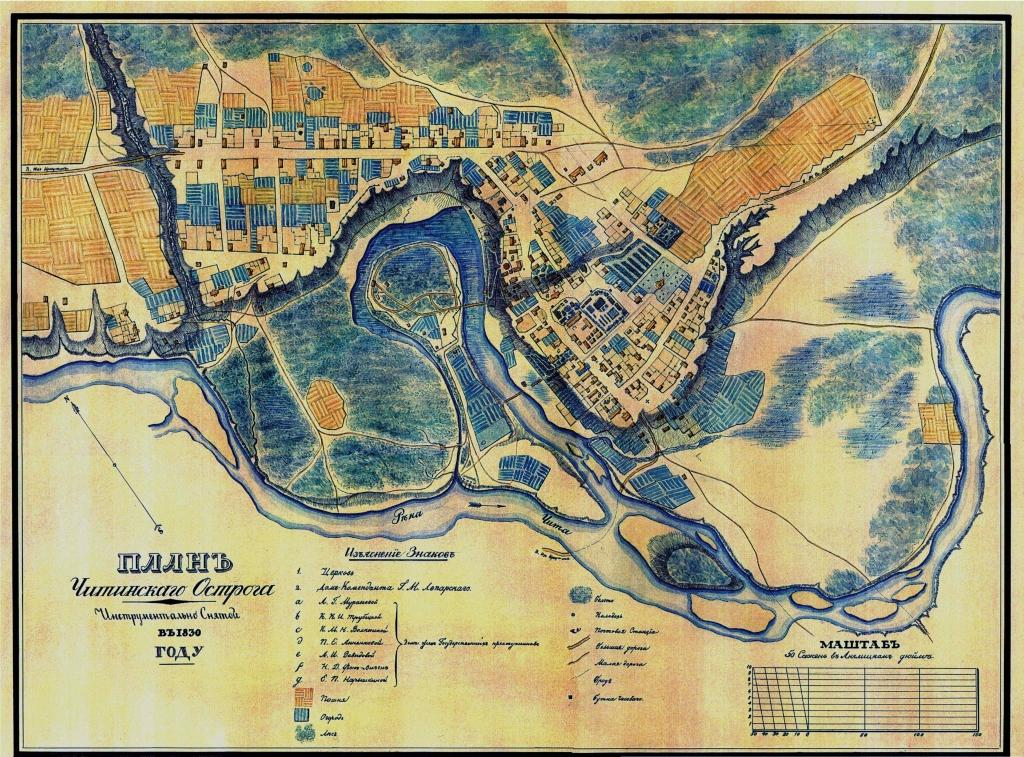
Plan de Tchita de Falenberg de 1830.

Beaucoup d'entre eux étaient des intellectuels et des membres de la classe moyenne, leur arrivée eut ainsi un effet positif sur la ville. Ils participèrent à l'éducation des habitants de la ville et y développèrent le commerce. Cette arrivée massive entraîna aussi la construction d'un domaine pour le commandant de la prison, d'une ménagerie et de maisons pour les épouses des incarcérées, et leur détention entraîna une augmentation de la circulation postale. Selon Piotr Ivanovitch Falenberg, décembriste qui dressa un plan de la ville en 1830, Tchitinsk occupait plus d'1 mille m2 de superficie avec plusieurs rues, le bâtiment le plus important étant l'église. Mikhaïl Lounine installa au sommet de la colline connue plus tard sous le nom de Titovskaïa une croix sur ce qui était la tombe d'un soldat exilé en Transbaïkalie pour avoir participé à la mutinerie du régiment Semionovski en 1820 à Saint-Pétersbourg. Mais lorsque leur détention s'arrêta, les autorités pénitentiaires et le commandement partirent, et le village se vida. Néanmoins, certains décembristes décidèrent de s'installer de manière pérenne à Tchitinsk, comme Dmitri Zavalichine qui s'y installe en 1839.

### Développement de la ville (1840-1917)

#### Futur centre de colonisation
Dans les années 1840, la localité était de plus en plus nommée Tchita au lieu de Tchitinsk. Elle commençait alors à être considérée comme un futur avant-poste pour la colonisation de la région du fleuve Amour. Mais à ce moment-là Tchita n'était qu'un petit village en retard sur son développement, retard qu'avait aussi le reste de sa région. Ni Nertchinsk ni Verkhnéoudinsk ne pouvaient assurer le développement de la Transbaïkalie, de par leur position excentrée. Tchita, située à égale distance de ces deux villes, avait donc l'opportunité de devenir le centre de la Transbaïkalie. Ainsi, en 1844 et 1845, deux audits sénatoriaux visitèrent Tchita pour étudier la situation en Transbaïkalie. Des expéditions scientifiques furent mises sur pied pour traverser Tchita jusqu'à l'Amour et l'Argoun, telles que celles d'Alexander von Middendorff et de Matthias Alexander Castrén. Le gouverneur de Sibérie orientale Nikolaï Mouraviov-Amourski se rendit à Tchitinsk à plusieurs reprises. Tchita était alors dotée d'un peu plus de centaines de Cosaques, chargés d'assurer l'ordre.

#### Élévation au statut de capitale régionale

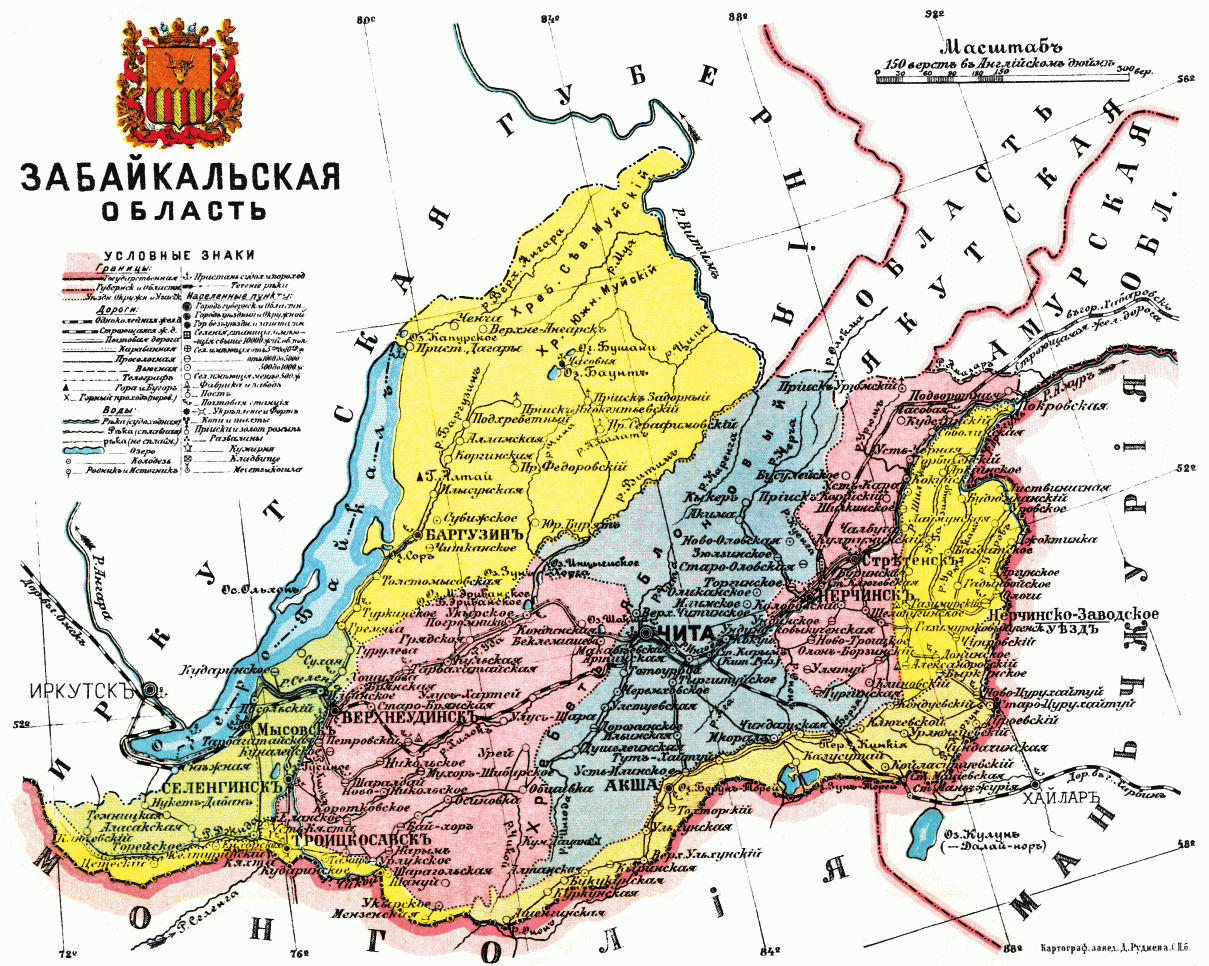
Carte de l'oblast de Transbaïkalie.

Tchita était au milieu du siècle un petit village, qui possédait une église, une chapelle, des maisons privées et gouvernementales, des hangars en briques et quatre forges. Étant un centre de volost, elle avait en outre une clinique médicale et 20 magasins publics se trouvaient dans la ville. Elle connaît en 1851 deux événements majeurs pour son développement. Le 17 mars 1851 (29 mars dans le calendrier grégorien), le tsar Nicolas Ier établit l'armée cosaque de Transbaïkalie, avec Tchita comme centre militaro-administratif. Ensuite, le 11 juin 1851 (23 juin dans le calendrier grégorien), par oukase du tsar, l'oblast de Transbaïkalie est créé. Tchita devient alors le centre administratif de l'oblast et elle est élevée au rang de ville par ce même oukase. Le 22 octobre 1851 (3 novembre dans le calendrier grégorien), le décret royal est promulgué dans la ville lorsque les membres du conseil régional prêtent serment. Pendant les années 1850, Tchita fut sous le contrôle direct du gouverneur militaire et du chef de police de la ville.
Au cours des années 1850, la ville s'est ainsi retrouvée au centre de la politique russe. Tchita était un centre militaire, civil et urbain, et avec l'abolition du travail forcé pour les paysans assignés en 1851, puis pour les ouvriers des mines en 1863, la ville devint un pôle d'attraction. Elle connut une hausse démographique annuelle de 30 % sur la période 1851-1856, et la hausse fut de 222 % sur la période de 1851 à 1861, atteignant cette année-là 2 163 habitants. Tchita n'avait pas connu comme Nertchinsk et Verkhnéoudinsk de développement sous la période féodale, et il n'y avait que deux familles de marchands. Les colons, les condamnés exilés, les paysans et les Cosaques formaient en 1851 la plus grande partie de la population. La ville se dota de bâtiments administratifs pour le gouverneur et les membres du conseil d'administration, et le développement urbain de Tchita fut planifié. Les organes politiques s'établirent dans la ville, comme le tribunal de district, l'administration militaire et le département des mines. La bureaucratie augmenta fortement, faisant que les fonctionnaires et militaires représentaient au milieu des années 1850 plus de 70 % de la population urbaine, tandis que le reste, commerçants, clergé, colons ou exilés, à savoir la population civile, représentait moins de 30 % du total.
En tant que centre de la colonisation du Priamourié, de nombreux radeaux et bateaux, appartenant aux autorités, étaient construits à Tchita pour les expéditions en aval sur le fleuve Amour. Pour l'année 1859, 699 radeaux partirent d'Ingoda en direction du Priamourié. La grande majorité des 67 localités fondées en Priamourié en 1862 l'était par des personnes ayant transité par Tchita. De plus, Tchita était le début de routes vers les mines d'or de la région de la Bargouzine et du lac Baount. Un autre chemin menait vers l'Oliokma et ainsi vers la Iakoutie. Les flux de marchandises à Tchita venaient exclusivement de Chine et du reste de la Russie. Afin d'assurer le transport vers Tchita, les Russes ordonnèrent aux Bouriates vendre du foin aux paysans faisant le trajet de Tchita à Kabansk, un village sur le Baïkal à la croisée des routes vers l'Europe, Kiakhta et la Chine. Face aux débits irréguliers de l'Ingoda empêchant le transport à certaines saisons, une route fut tracée en 1863 sur sa rive jusqu'à Sretensk aux moyens d'explosif. Cette décennie marque aussi l'arrivée des bateaux à vapeur à Tchita.

#### Des années 1860 aux années 1890

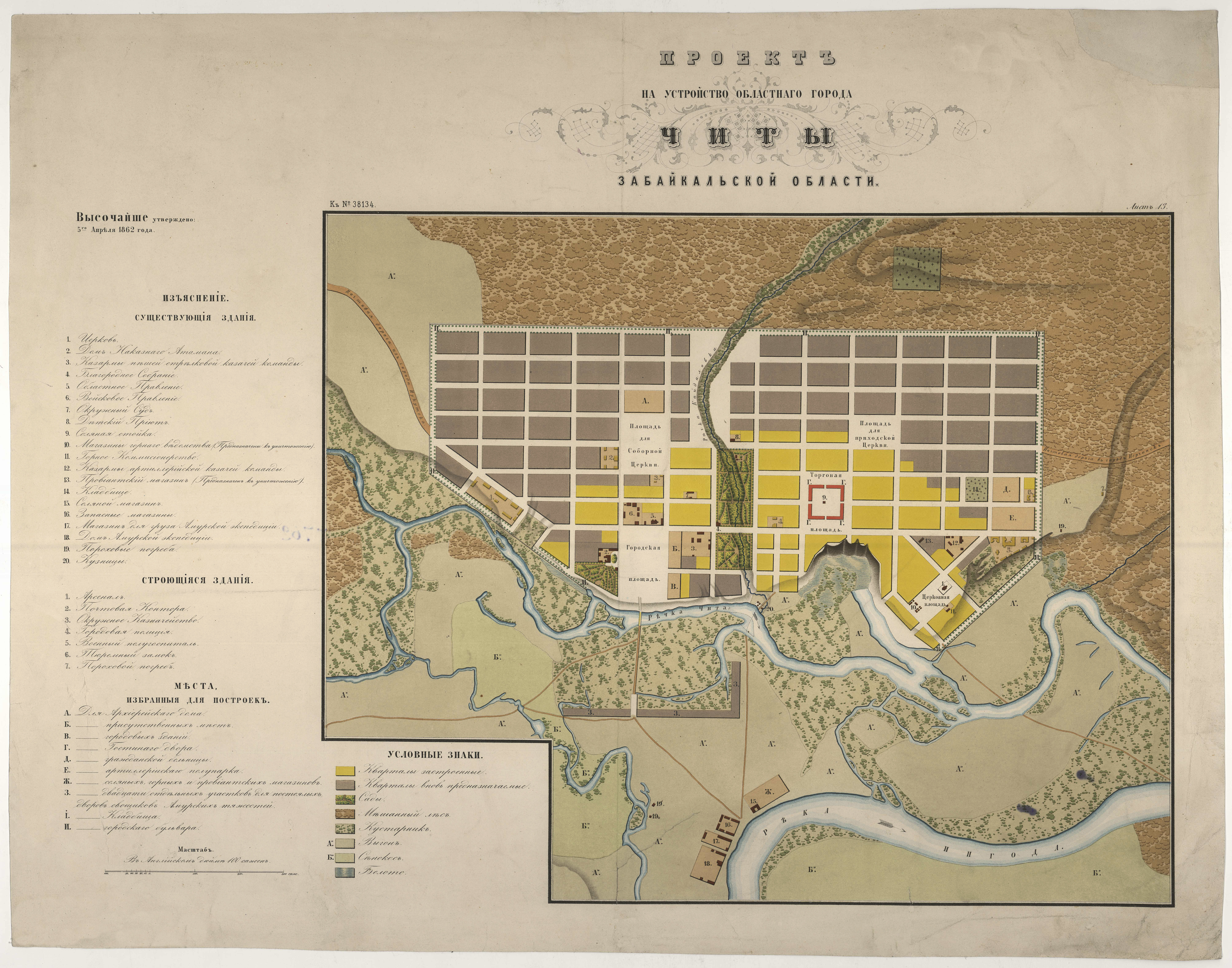
Plan de 1862 de Tchita, approuvé par l'Empereur Alexandre II.

Au cours des années 1860, la ville rattrape Nertchinsk en termes de population, et une bourgeoisie et classe marchande se forment dans la ville. Suivant les réformes en cours en Russie et face à cette nouvelle classe sociale, un gouvernement municipal est créé en 1860. Dès le début des années 1860 commence une importante urbanisation de la ville, avec un plan directeur approuvé en 1862 par l'Empereur Alexandre II.
L'économie de Tchita était centrée jusque-là sur l'agriculture, même si les nombreuses terres détenues par les Bouriates et Cosaques autour de la ville empêchaient l'extension des terres agricoles des paysans de la ville. Ainsi, le développement de l'élevage bovin était limité par le manque de pâturages pour les bêtes. Mais avec l'émergence de la classe marchande, l'artisanat et le commerce s'intensifia. Le commerce se spécialisa sur les produits de luxe en direction de la Chine, comme des vins du Rhin, du sucre et des cigares. Dans l'autre sens, la marchandise était principalement le thé en direction de la partie européenne du pays. Même si la population était peu qualifiée, l'artisanat émergea dans la ville. Dès 1858, les autorités donnent des terres au marchand Loudine pour la construction d'une fabrique de bougies, d'une corderie, d'une savonnerie, d'une tannerie et d'une scierie. En 1863, deux usines de vodka sont construites dans la ville. Par ailleurs dans les années 1890, pour répondre aux besoins de la population, qui souffrait notamment de scorbut à la fin de l'hiver, des entreprises artisanales s'engagèrent la production alimentaire. En 1897, les usines de la ville produisaient des marchandises d'une valeur de 570 500 roubles.

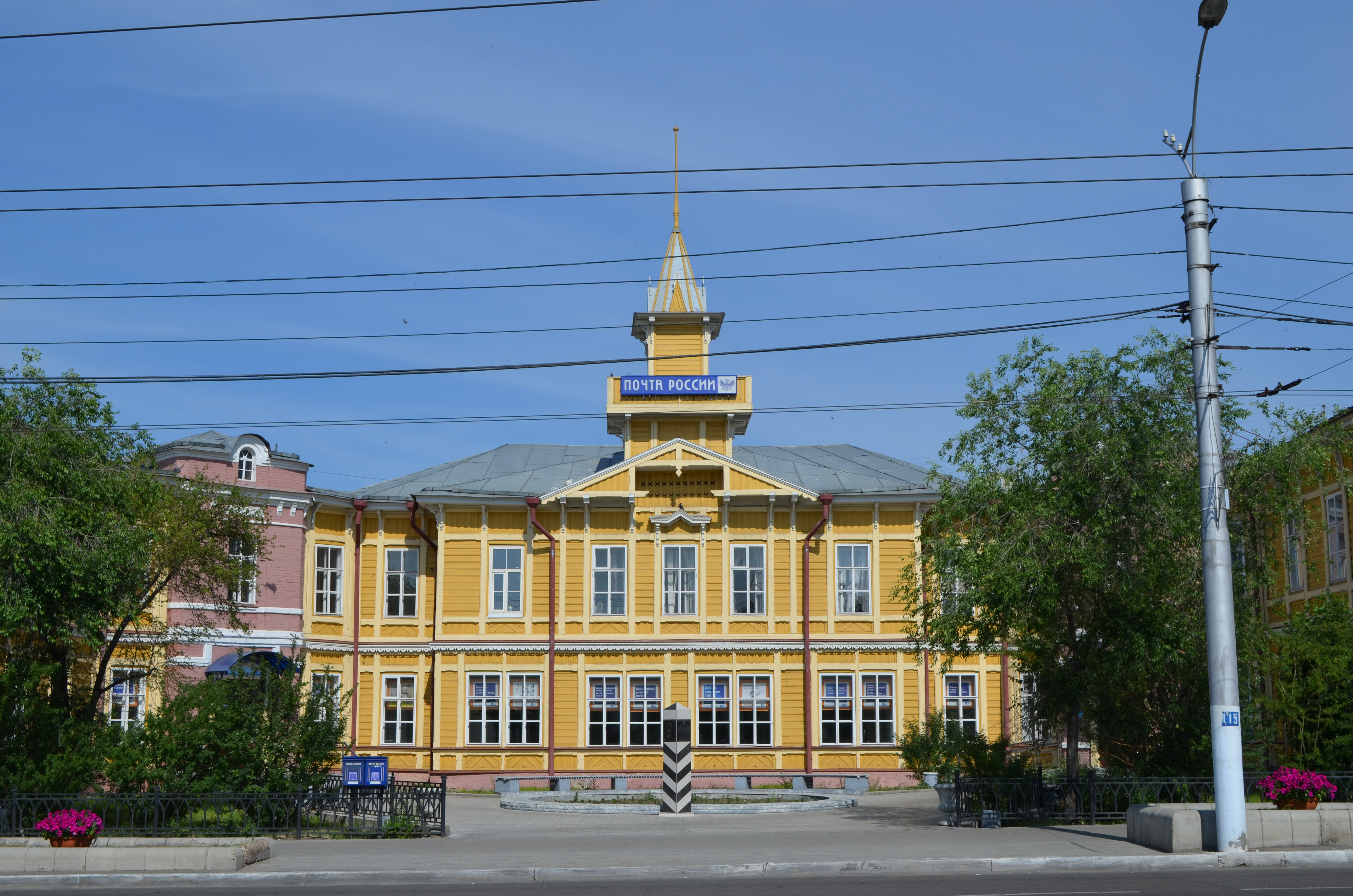
Bâtiment des postes et télégraphes, construit en 1893.

Tchita connut un essor culturel à partir des années 1860, notamment avec la première bibliothèque dès 1859. La ville manquait d'établissements d'enseignement primaire, mais la mairie refusa en 1860 le projet de création d'école. Alors avec les dons des habitants, un internat masculin et une école paroissiale sont ouverts en 1865. La même année, le premier journal régional, le Zaibalskie vedomosti, commença à être publié. En 1866, une école pour femmes est créée, en 1871 un gymnasium et en 1873 une école paramédicale. Pour répondre au manque d'officiers dans l'armée cosaque de Transbaïkalie, un gymnasium pour en former est créé en 1884 avec près de dix ans de retard, en raison du manque d'implication de l'État central malgré la volonté des pouvoirs régionaux et municipaux.
Afin de diriger la ville, une douma municipale est créée en 1874, douma qui élit un conseil comme organe exécutif de la ville. La douma était conçue pour représenter la classe marchande et bourgeoise, qui détenait 80 % des sièges, les autres représentants cosaques, fonctionnaires et autres classes de la population.
En 1895, la ville connaît l'arrivée du chemin de fer transsibérien. Les ateliers ferroviaires de la ville deviennent parmi les plus grandes entreprises de l'Extrême-Orient russe à la fin du XIXe siècle.

#### Début duXXesiècle
Au début du XXe siècle furent construits la plupart des monuments architecturaux aujourd'hui existant de la ville. Cette période de construction intensive vit l'inauguration de bâtiments significatifs comme la maison des Tchoumov, le complexe des frères Poloutov, le domaine Zazovski, le bâtiment de la banque d'État, la mosquée et la synagogue entre autres.

Lors de la guerre russo-japonaise, la région de Transbaïkalie était la plus proche des opérations militaires, faisant qu'elle était sous la loi martiale. Tchita hébergeait notamment le quartier général de l'armée spéciale mandchoue, de l'armée cosaque du Transbaïkal et des réserves militaires. Le deuxième régiment d'infanterie sibérienne de Tchita s'est formé par des volontaires de la ville, et à l'été 1904, la 4e Compagnie aéronautique sibérienne fut établie à Tchita, la première armée aérienne russe à participer par la suite à des combats. Au cours de la guerre, Tchita reçut les évacués de Mandchourie et des blessés de guerre. 

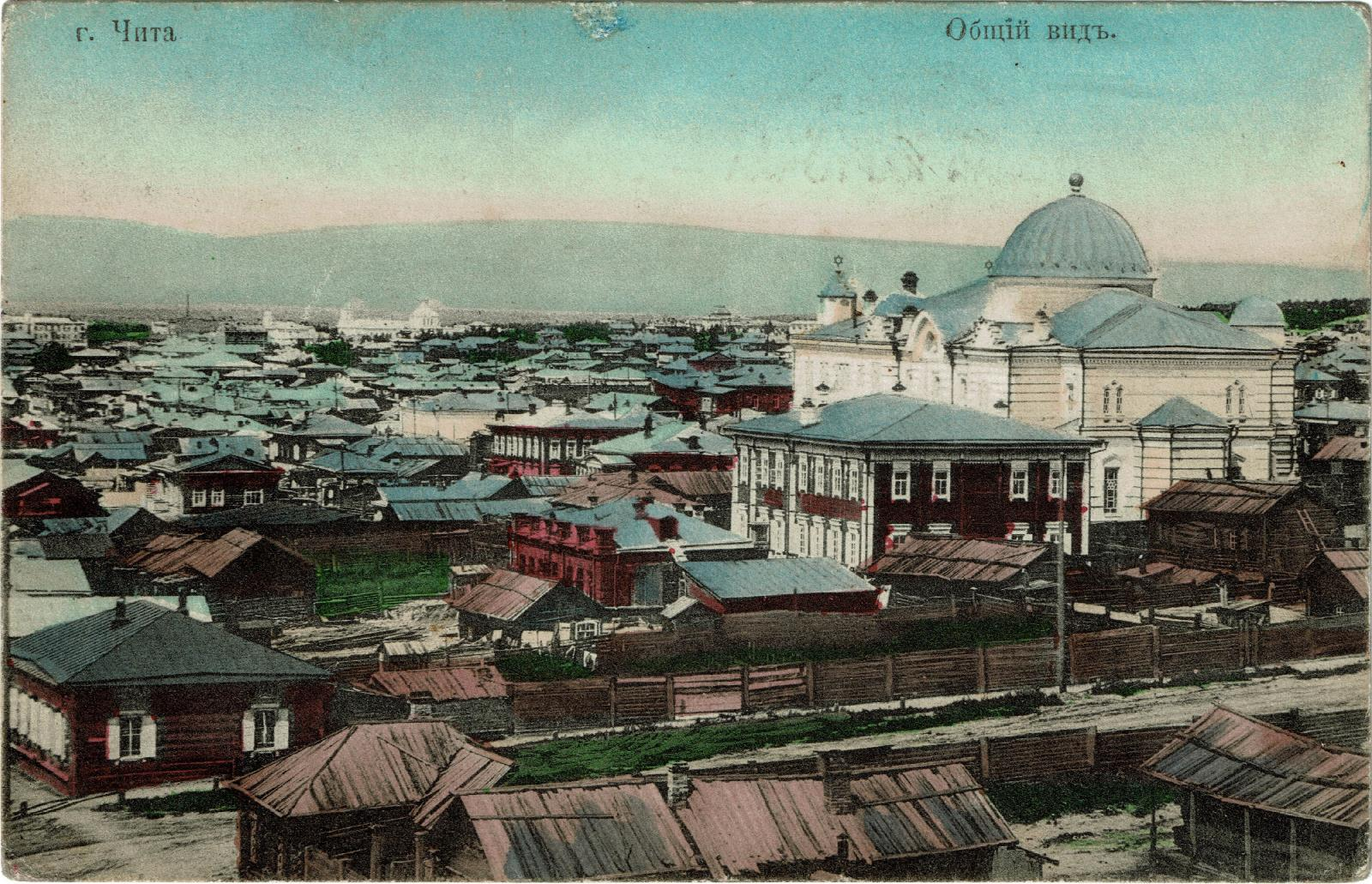
Carte postale de Tchita et de sa synagogue en 1915.

Peut-être à cause de l'influence de ses exilés révolutionnaires, Tchita devint un important lieu de révoltes des travailleurs au début du XXe siècle, en particulier après que Gueorgui Gapon et ses travailleurs furent massacrés à Saint-Pétersbourg en 1906. Le 28 janvier 1905, les cheminots de Tchita déclarent la grève générale. De nombreuses manifestations eurent ainsi lieu dans la ville jusqu'à la prise du pouvoir par les révolutionnaires qui déclarèrent la « République de Tchita » le 22 novembre 1905. Après l'envoi de troupes par le Tsar, la révolte fut durement réprimée et le nouveau gouvernement mis en place défait le 22 janvier 1906 (4 février dans le calendrier grégorien).
En 1914, le transsibérien entre Tchita et Vladivostok est achevé, permettant désormais d'éviter le chemin de fer de l'Est chinois pour se rendre dans les villes d'Extrême-Orient russe.

### Guerre civile russe

#### Ville blanche occupée par les Japonais
En 1917, avec ses 73 000 habitants, Tchita est la ville la plus peuplée de l'Extrême-Orient russe, devançant Vladivostok et Blagovechtchensk. Depuis 1918, la région de l'océan Pacifique jusqu'au lac Baïkal était occupée par l'armée Japonaise depuis 1918, Tchita comprise. Tchita était la capitale l'État blanc transbaïkal (aussi appelée république transbaïkalienne), de facto un pays et dictature militaire dirigée par Grigori Semionov. Le 27 mars 1920, Genrich Eiche donna l'ordre de reprendre Tchita. En parallèle, le 6 avril 1920, à l'initiative du parti soviétique de la RSFSR, la république d'Extrême-Orient est créée dans le but de chasser les forces d'occupation japonaises de Sibérie orientale et d'Extrême-Orient. C'est ainsi que dans la ville le Comité clandestin de Tchita intensifie ses activités, incendiant des ateliers, neutralisant les armes sortant des usines et blessant les soldats malades des hôpitaux via ses membres.
L'offensive d'Eiche fut effectuée par la 1re Division de Tchita, principalement constituée de paysans, mineurs et cheminots. Partirent le 27 mars de Verkhnéoudinsk en direction de Tchita, ils furent arrêtés le 4 avril par les Japonais au niveau du lac Arakhleï. Le 10 avril, ils prirent le village de Beklemichevo, et le 12 l'armée populaire révolutionnaire de la république d'Extrême-Orient prit le village de Smolenka, en périphérie de Tchita. Le 13 avril, la périphérie de Tchita était atteinte, en occupant certaines rues des quartiers Nagornaïa, Laguernaïa et Novoboulvarnaïa. Mais ils furent ensuite chassés par les Japonais vers les montagnes alentour. Les Japonais concentrèrent alors leurs forces dans Tchita et sa région, même s'ils perdaient leur territoire en Transbaïkalie occidentale. La deuxième offensive commença le 25 avril 1920, lorsqu'une division s'empara des mines de Tchernovski et une autre de la zone du lac Kenon. Mais les Japonais, grâce à leurs alliances avec les Semionovites et Kappelevites, purent renforcer leurs positions et repousser les armées soviétiques. Lors de cette offensive, l'armée de la république d'Extrême-Orient perdit la moitié de ses soldats et 90 % de son état-major.

#### Abandon des Japonais et prise de la ville
Néanmoins, même si les Japonais stationnés à Tchita purent repousser l'assaut tout en réprimant les activités clandestines dans la ville, ils ne reçurent pas de soutien supplémentaire de Tokyo. Les dirigeants du corps expéditionnaire japonais acceptèrent de négocier avec ceux de la république d'Extrême-Orient. L'accord de Gongota, signé le 15 juillet 1920, contraignit les Japonais à quitter Tchita à la fin du mois de juillet, puis d'évacuer complètement la Transbaïkalie d'ici le 15 octobre 1920. L'ataman Semenov, Russe blanc qui contrôlait la ville avec l'appui des Japonais, fut laissé sans soutien militaire avec le retrait des forces d'occupations. Semenov accepta de commencer à négocier avec les armées rouges après l'accord de Gongota, mais il ne savait pas qu’elles avaient déjà prévu de reprendre Tchita. Le 19 octobre 1920, les Japonais finirent d'évacuer la Transbaïkalie et Tchita, et les armées de la république d'Extrême-Orient lancèrent le même jour une attaque sur la ville. Le 22 octobre 1920, les troupes de Semenov abandonnèrent la ville, évacuant vers le Primorié, et les troupes de la république d'Extrême-Orient prirent alors la ville, évènement que l'historiographie russe appelle l'élimination de l'« l’embouteillage de Tchita ».
Après la chute du pouvoir de l'ataman Semenov à Tchita se tient entre le 28 octobre et le 11 novembre 1920 la conférence d'unification de Tchita. Les gouvernements régionaux de l'Extrême-Orient russe s'accordent sur l'établissement de la république d'Extrême-Orient à travers tout le territoire extrême-oriental, Transbaïkalie comprise. Tchita devient alors la capitale du nouveau pays, avec la création d'une Assemblée constituante,. L'assemblée se réunit du 12 février au 27 avril 1921 dans la ville à la suite d'élections multipartites, et une constitution démocratique est adoptée le dernier jour de la réunion.

### Période soviétique

#### Années 1920 et années 1930
De 1930 à la dislocation de l'Union soviétique, Tchita fut une ville fermée. Durant cette période, il était interdit aux étrangers d'entrer dans la ville, de même que pour de nombreux Soviétiques sans un permis de travail spécifique. La justification de la fermeture de la ville semblant être sa forte proximité avec la Chine. La ville garde le souvenir des plans quinquennaux soviétiques qui entendaient développer la région.
Le district militaire de Transbaïkalie est établi le 17 mai 1935 à Tchita. La ville fut directement liée à la bataille de Khalkhin Gol, opposant l'Union soviétique à l'empire du Japon en mai-septembre 1939. Les unités combattant dans la bataille furent stationnées dans la ville et le quartier général du district militaire occidental, dont les unités opéraient à Tchita, fut déplacé à Tchita. L'aérodrome de Tcheriomouchki fut transformé en base aérienne pour les bombardiers et pour les avions évacuant les blessés vers les hôpitaux de la ville.

#### Seconde Guerre mondiale
Lors de la Seconde Guerre mondiale, un département opérationnel fut créé dès 1941 avec le Front de Transbaïkalie. Elle devint la base arrière de l'opération Khingan-Mukden lors de la guerre soviéto-japonaise en août-septembre 1945, hébergeant le quartier général du maréchal Alexandre Vassilievski, le responsable de l'invasion de la Mandchourie. À l'automne 1945, à la suite de sa capture en Chine, Puyi et son entourage furent brièvement retenus captifs dans la ville. La ville compta au cours de la guerre 23 hôpitaux militaires, qui soignèrent plus de 30 000 soldats.

#### De l'après-guerre à 1991

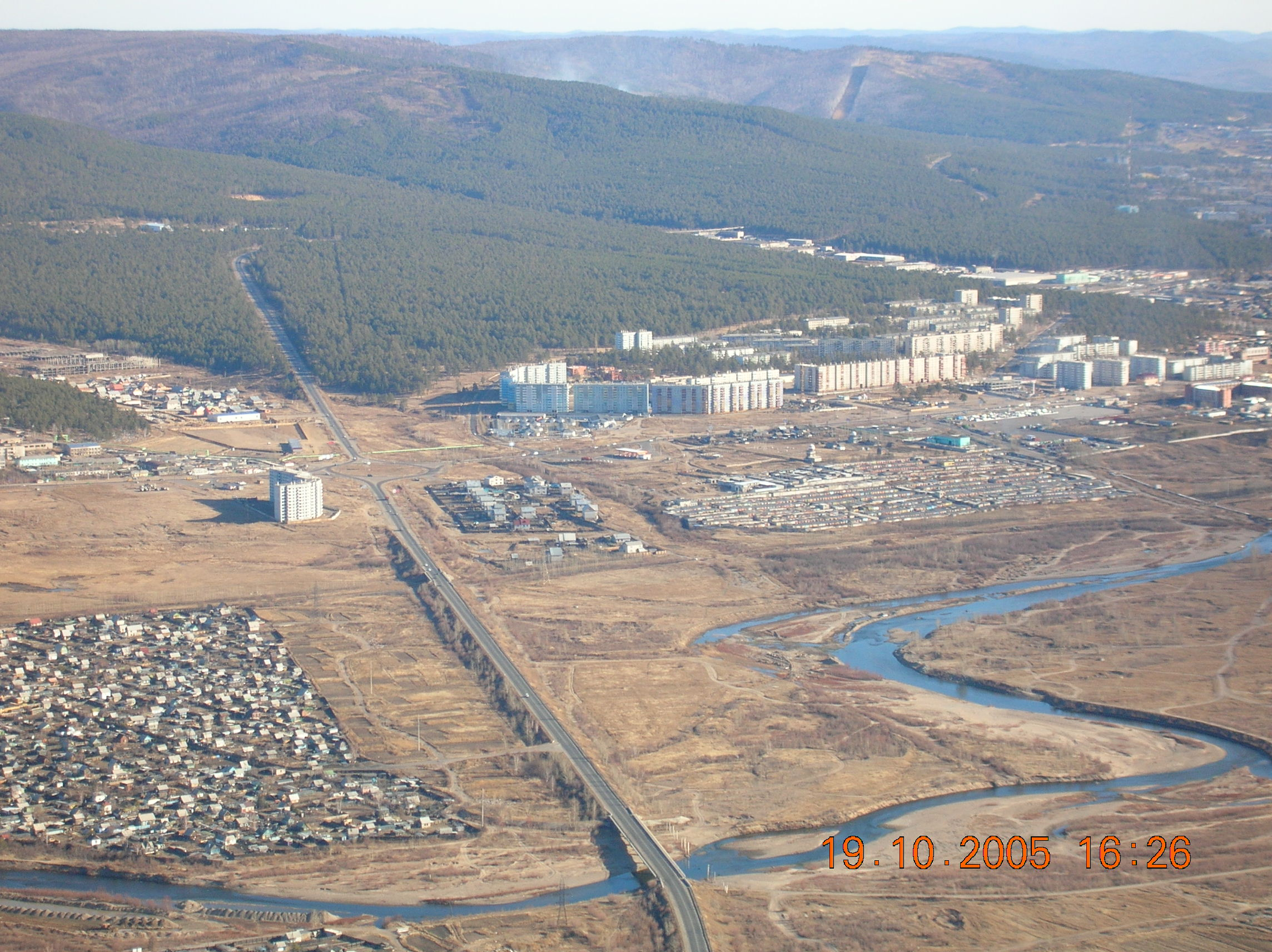
Quartier du Nord (Severny) en 2005.

L'après-guerre est une période de développement, d'industrialisation, de construction de divers bâtiments et de la création d'institutions culturelles dans la ville. En 1946, une école technique de mécanisation et d'électrification est ouverte, puis en 1949 l'École technique forestière est créée. Le centre-ville change rapidement, avec d'importants bâtiments en pierre d'architecture totalitaire, comme celui de l'administration des chemins de fer. Après la Seconde Guerre mondiale, de nombreux prisonniers de guerre japonais furent conduits à Tchita, où ils travaillèrent principalement dans la construction ainsi que dans les mines de Tchernovski, jusqu'à leur rapatriement en 1949. Ainsi, aujourd’hui encore, on trouve à Tchita de nombreux bâtiments avec un style très différent de celui des autres bâtiments et pouvant parfois rappeler ceux que l'on trouve au Japon. En 1949, le premier numéro du journal Komsomolets de Transbaïkalie est publié. L'Institut médical de Chita ouvre ses portes en 1953, et l'année suivante le stade Lomotiv ouvre à son tour. L'inauguration de l'aéroport de Tchita dans le quartier de Kadala a lieu en 1955,.
Le développement de la ville de Tchita entre les années 1950 et les années 1980 fait doubler sa population, tandis que de nombreuses infrastructures et services à la population sont créés. Les dirigeants du chemin de fer Trans-Baïkal et du district militaire de Transbaïkalie influencent le développement de la ville à leur guise. Au cours des années 1960, alors que l'asphalte apparaît dans la ville, de nouveaux quartiers sont érigés en périphérie, comme Severny et Sosnovy Bor. La télévision est diffusée dans la ville à partir de 1963 tandis qu'une centrale électrique est inaugurée en 1965. En parallèle, Tchita est dotée d'un premier pont en béton armé sur l'Ingoda en 1964, et un réseau de trolleybus est ouvert en 1969. La ville est décorée de l'Ordre de la Révolution d'Octobre en 1972 et un musée d'Art régional ouvre ses portes en 1981. Toutefois, le développement de la ville s'arrête à partir de la seconde moitié des années 1980, la ville sombrant dans une crise économique,.

### Ère moderne (1991-)

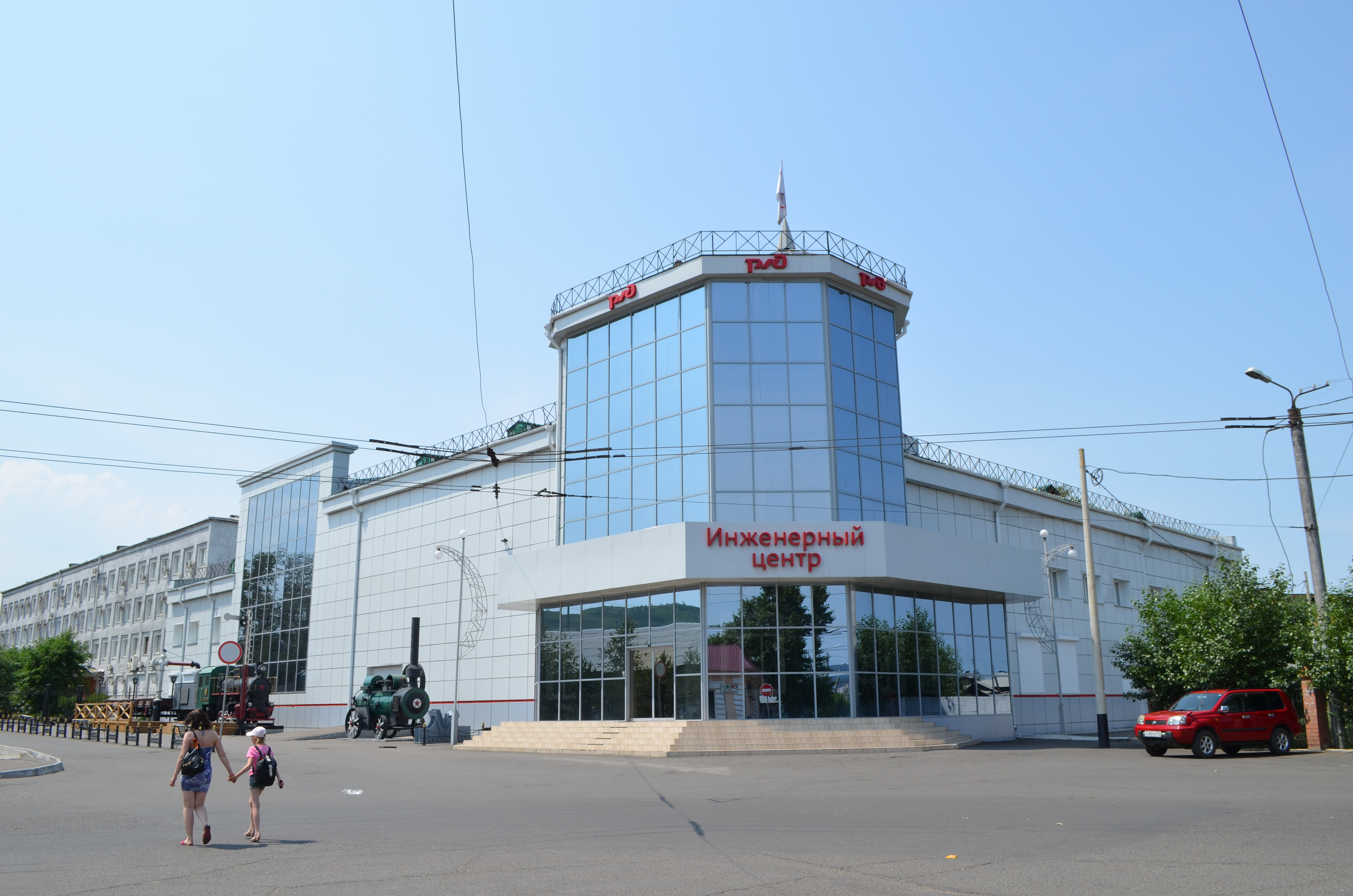
Bâtiment moderne, photographié en 2015.

Les années 1990 sont marquées à Tchita par la crise économique héritée de la fin de la période soviétique. La ville perd plus de 50 000 habitants, de nombreuses industries ferment et le secteur agricole s'effondre. Elle est de plus touchée par une inondation à l'été 1991 qui laisse plus de deux mille familles sans-abri. Alors que les privatisations s'enchaînent, la criminalité explose dans la ville, notamment le crime organisé. L'économie de la ville s'oriente alors pendant cette période vers l'exploitation des ressources de la région en direction de la Chine. La privatisation commence avec l'usine de bière et de boissons gazeuses en 1992, et l'aéroport devient international en 1993, marquant l'ouverture de la ville,.
Lors de la chute de l'URSS, le comité municipal du PCUS est dissous en août 1991, et Ravil Gueniatouline est nommé premier maire de la ville le 24 décembre 1991. Le comité exécutif de la ville est supprimé cinq jours plus tard tandis qu'en octobre 1994 est élue la première législature de la douma de la ville. La ville se dote d'une charte en 2004 lorsqu'elle devient un okroug urbain. Les armoiries historiques de la ville sont rétablies et certaines rues retrouvent leurs noms d'origine en 1993, tandis que le diocèse de Tchita et de Transbaïkalie est restauré en 1994. En 1998, le district militaire de Transbaïkalie est dissout, incorporé au district militaire sibérien, mais Tchita récupère le quartier général du district militaire au même moment,.
Depuis le début des années 2000, la crise économique a cessé dans la ville tandis que les développements ont repris. Au cours des années 2000, l'église catholique est ouverte en 2002 et la même année la chapelle Saint-Alexandre Nevski est consacrée. En 2003, la place Lénine, place principale de la ville, est reconstruite, et le premier quartier construit après l'URSS, nommé Oktiabrski, est créé en 2005. La ville accueille en août 2006 sur la station de ski Vysskogorié le Championnat asiatique d'été de biathlon. La ville devient en 2008 la capitale du nouvellement formé kraï de Transbaïkalie,.
En 2010 est inaugurée la route fédérale R297 Amour, qui relie Tchita à Khabarovsk en Extrême-Orient russe. La même année, le district militaire sibérien est dissout, mais le quarter général de la 29e armée interarmes s'installe cette année-là dans la ville. Le 10 septembre 2021, la ville reçoit le titre de Ville de la valeur ouvrière.

## Politique et administration

### Organisation territoriale

#### Circonscriptions administratives

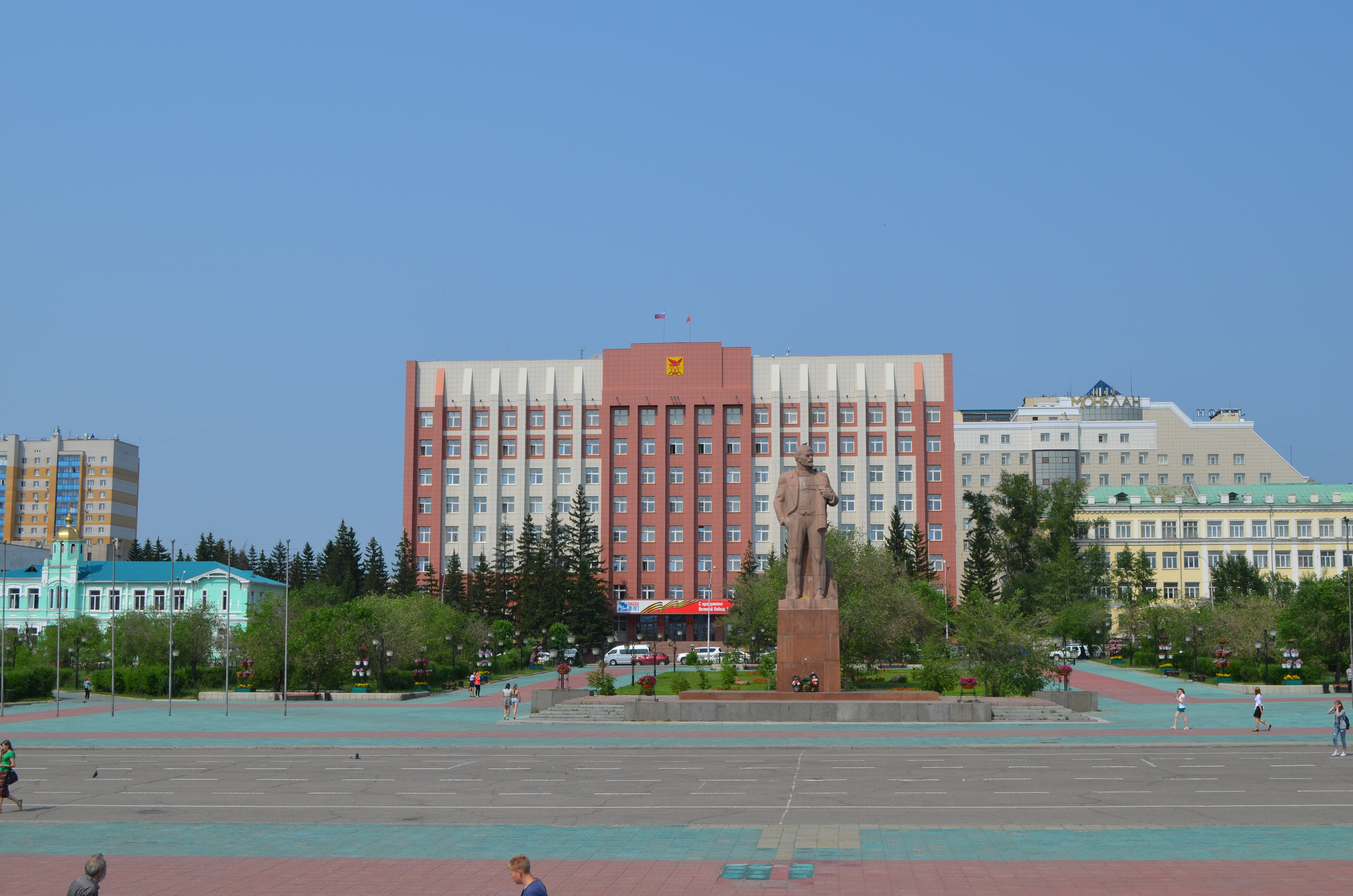
Siège du Gouvernement du kraï de Transbaïkalie, place Lénine.

Sur le plan administratif, Tchita est rattachée au raïon de Tchita, une subdivision du kraï de Transbaïkalie. Néanmoins, elle forme sur le plan municipal l'okroug urbain de Tchita, seulement inférieur municipalement au kraï de Transbaïkalie,. La ville est le siège de gouverneur du kraï de Transbaïkalie, du gouvernement du kraï et de l'assemblée législative du kraï depuis la formation du kraï le 1er mars 2008.

#### Circonscriptions électorales
Sur le plan électoral, la ville dépend de la quarante-troisième (dite circonscription de Daourie) et de la quarante-quatrième circonscription (dite circonscription de Tchita) fédérale pour les élections législatives fédérales, depuis le dernier découpage électoral de 2015. Pour les élections législatives régionales, la ville dépend depuis le redécoupage de 2022 des circonscriptions 1 à 8. Les circonscriptions 1 à 5 sont exclusives à la ville, tandis que les trois autres rattachent des territoires de la ville à des territoires du raïon de Tchita.

### Autorités de la ville

#### Chef de la ville
Entre 1991 et 2014, la ville avait à sa tête un maire qui était élu par la population. En 2014, le poste a été supprimé, et le président de la Douma municipale est alors devenu le chef de la ville, élue par la Douma. En parallèle, un poste de directeur municipal a été créé dans la ville. Néanmoins, fin octobre 2024, l'administration de la ville a annoncé le retour à l'ancien système, avec la suppression du directeur municipal et la recréation du poste du maire, tandis que le président de la douma municipale n'aura plus le titre de chef de la ville. Cependant, le maire ne sera pas élu par la population, mais par un concours par une commission de la Douma, commission qui élira le nouveau maire. Le concours pour la nomination du nouveau maire aura lieu le 17 janvier 2025.
| Période                                  | Période                       | Identité                      | Étiquette   | Qualité                 |
| ---------------------------------------- | ----------------------------- | ----------------------------- | ----------- | ----------------------- |
| 25 décembre 1991                         | 1er février 1995              | Ravil Gueniatouline           | Indépendant | Professeur d'université |
| Février 1996                             | Octobre 1996                  | Vladimir Viktorovitch Okounev | Indépendant | Technicien              |
| Octobre 1996                             | Novembre 2000                 | Aleksandr Fedorovitch Sedine  | Indépendant | Professeur              |
| Novembre 2000                            | 1er février 2019              | Anatoly Dmitrievitch Mikhalev | Russie unie | Mécanicien              |
| 19 septembre 2019                        | En cours (au 29 octobre 2024) | Ievgueni Vitalievitch Iarilov | Russie unie | Ingénieur               |
| Les données manquantes sont à compléter. |                               |                               |             |                         |

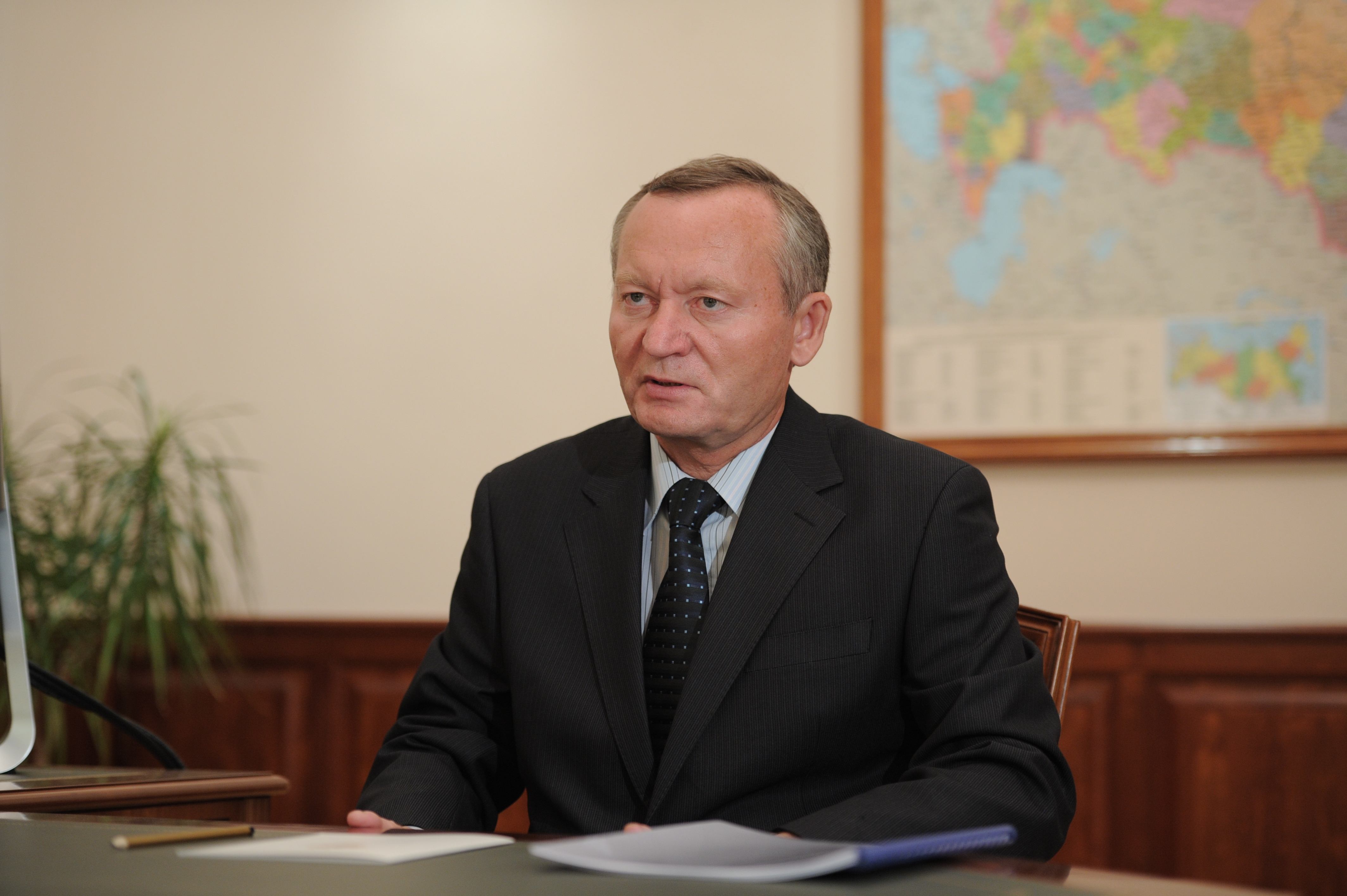
Ravil Gueniatouline.
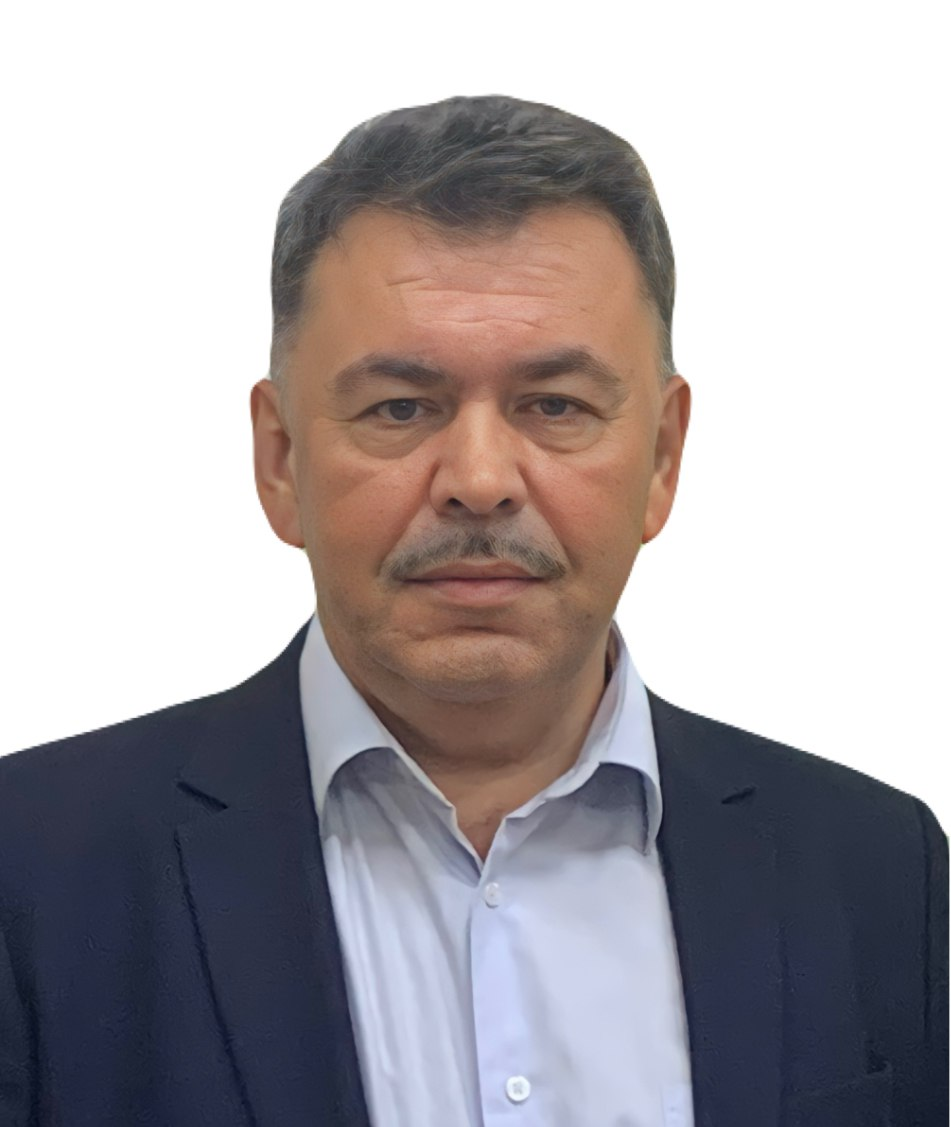
Ievgueni Iavrilov.

#### Douma municipale
La douma municipale de l'okroug urbain de la ville de Tchita est l'organe législatif de la ville. La douma est chargée d'adopter et d'amender la charte de la ville, d'adopter les normes, d'approuver le budget, d'établir des impôts locaux ou de les supprimer. Elle doit aussi distribuer les avantages sociaux, approuver des programmes sociaux et économiques et de contrôler l'action du pouvoir exécutif de la ville. Les dernières élections municipales ont eu lieues en 2024, et Russie unie a conservé sa majorité avec 27 sièges sur les 30 sièges de la douma.
La douma a été créée pour la première fois en 1875 sur la base du règlement municipal de l'Empire russe adopté en 1875. Elle était élue selon la classe sociale des individus, les classes supérieures (bourgeoises) ayant plus de représentation que les classes inférieures de la population. La douma élisait un conseil municipal, le pouvoir exécutif de la ville, dont le bourgmestre. Le 18 mars 1917, lors de la révolution russe, le nombre d'élus à la Douma passa de 65 à 87. Mais avec l'arrivée au pouvoir des bolcheviks, la douma fut dissoute le 5 avril 1918 tandis que son pouvoir passa aux autorités soviétiques. La douma reprit sont travail pendant la durée de l'État blanc transbaïkal jusqu'en octobre, avant qu'elle soit à nouveau dissoute. La douma municipale fut rétablie en 1994, élue désormais au suffrage universel selon un système majoritaire par circonscription uninominal pour un mandat de quatre ans. Depuis 2004, le mandat est passé à 5 ans.

### Résultats électoraux
| Scrutin             | 1er tour | 1er tour | 1er tour  | 1er tour | 1er tour | 1er tour | 1er tour | 1er tour | 1er tour | 1er tour | 1er tour | 1er tour | 2d tour                  | 2d tour                  | 2d tour                  | 2d tour                  | 2d tour                  | 2d tour                  | 2d tour                  | 2d tour                  |
| Scrutin             | 1er      | 1er      | %         | 2e       | 2e       | %        | 3e       | 3e       | %        | 4e       | 4e       | %        | 1er                      | %                        | 2e                       | %                        | 3e                       | %                        | 4e                       | %                        |
| ------------------- | -------- | -------- | --------- | -------- | -------- | -------- | -------- | -------- | -------- | -------- | -------- | -------- | ------------------------ | ------------------------ | ------------------------ | ------------------------ | ------------------------ | ------------------------ | ------------------------ | ------------------------ |
| Présidentielle 2012 |          | ER       | 61,88     |          | KPRF     | 14,54    |          | LDPR     | 10,65    |          | SE       | 9,21     | Victoire au premier tour | Victoire au premier tour | Victoire au premier tour | Victoire au premier tour | Victoire au premier tour | Victoire au premier tour | Victoire au premier tour | Victoire au premier tour |
| Législatives 2016,  |          | ER       | 41,29     |          | LDPR     | 23,39    |          | KPRF     | 16,31    |          | SRZP     | 6,03     | Tour unique              | Tour unique              | Tour unique              | Tour unique              | Tour unique              | Tour unique              | Tour unique              | Tour unique              |
| Présidentielle 2018 |          | ER       | 72,16     |          | KPRF     | 13,98    |          | LDPR     | 9,58     |          | GRANI    | 1,50     | Victoire au premier tour | Victoire au premier tour | Victoire au premier tour | Victoire au premier tour | Victoire au premier tour | Victoire au premier tour | Victoire au premier tour | Victoire au premier tour |
| Législatives 2021   |          | ER       | 40,22     |          | KPRF     | 20,67    |          | NL       | 10,52    |          | LDPR     | 9,89     | Tour unique              | Tour unique              | Tour unique              | Tour unique              | Tour unique              | Tour unique              | Tour unique              | Tour unique              |
| Municipale 2024     |          | ER       | 27 sièges |          | SE       | 2 sièges |          | KPRF     | 1 siège  |          |          |          | Tour unique              | Tour unique              | Tour unique              | Tour unique              | Tour unique              | Tour unique              | Tour unique              | Tour unique              |

### Divisions administratives

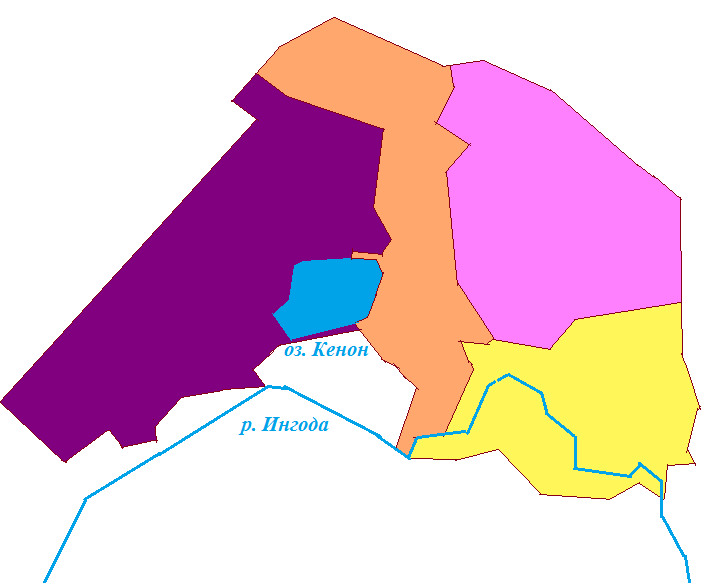
Raïon du Chemin de fer
Raïon de l'Ingoda
Raïon du Centre
Raïon de Tchernovski
En bleu, le lac Kenon.

À des fins administratives, la ville est divisée en quatre raïons administratifs, à savoir des arrondissements. Cependant, ils ne sont pas des municipalités et n'ont aucun pouvoir propre. Les arrondissements sont ceux du Centre, du Chemin de fer, de l'Ingoda, et de Tchernovski,.
La création de divisions dans la ville remonte au 17 janvier 1941, lorsque les trois arrondissements du Chemin de fer, du Centre et de Tchernovski sont formés. Le 15 janvier 1945, l'arrondissement de l'Ingoda est formé.
| N° | Raïon administratif    | Nom russe             | Superficie (km2) | Population (Rec. 2021) | Code OKATO |
| -- | ---------------------- | --------------------- | ---------------- | ---------------------- | ---------- |
| 1  | Raïon du Chemin de fer | Железнодорожный райо́н | 52,42            | 50 307                 | 76 401 364 |
| 2  | Raïon de l'Ingoda      | Ингодинский райо́н     | 131,00           | 68 728                 | 76 401 368 |
| 3  | Raïon du Centre        | Центральный райо́н     | 83,76            | 131 557                | 76 401 373 |
| 4  | Raïon de Tchernovski   | Черновский райо́н      | 270,82           | 83 835                 | 76 401 380 |

### Jumelages
| Ville | Ville     | Pays | Pays  |
| ----- | --------- | ---- | ----- |
|       | Manzhouli |      | Chine |

## Population et société

### Démographie

#### Évolution démographique
Tchita est la plus grande agglomération du kraï de Transbaïkalie, contenant près d'un tiers de la population totale du sujet. La région est d'ailleurs monocentrique, seule la ville de Tchita est une ville grande, Krasnokamensk, deuxième plus grande ville du kraï, étant une ville moyenne six fois moins peuplée.
Recensements (*) ou estimations de la population,,,, :
| 1707 | 1709 | 1763 | 1826 | 1851  | 1852 | 1856 |
| ---- | ---- | ---- | ---- | ----- | ---- | ---- |
| 13   | 16   | 73   | 393  | 2 123 | 707  | 806  |

| 1858  | 1863  | 1875  | 1897*  | 1913   | 1926*  | 1939*   |
| ----- | ----- | ----- | ------ | ------ | ------ | ------- |
| 1 250 | 3 200 | 1 489 | 11 511 | 77 400 | 58 000 | 121 146 |

| 1948    | 1959*   | 1970*   | 1979*   | 1989*   | 2002*   | 2010*   |
| ------- | ------- | ------- | ------- | ------- | ------- | ------- |
| 138 000 | 171 816 | 241 364 | 302 577 | 365 754 | 316 643 | 324 444 |

| 2013    | 2014    | 2015    | 2016    | 2017    | 2018    | 2019    |
| ------- | ------- | ------- | ------- | ------- | ------- | ------- |
| 331 346 | 335 760 | 339 453 | 343 511 | 347 088 | 349 005 | 349 983 |

| 2020    | 2021*   | 2023    | 2024    | - | - | - |
| ------- | ------- | ------- | ------- | - | - | - |
| 351 784 | 334 427 | 333 679 | 333 159 | - | - | - |

#### Pyramide des âges
La pyramide des âges de la commune est dans la moyenne, même si elle est légèrement plus jeune que la pyramide des âges du kraï. La différence de l'espérance de vie entre hommes et femmes, caractéristique de la démographie russe, s'illustre aussi à Tchita. Selon le recensement de 2021, le taux de personnes d'un âge inférieur à 30 ans s'élève à 38,2 %, soit un taux légèrement supérieur à la moyenne du kraï (37,41 %). Le taux de personnes d'un âge supérieur à 60 ans (19,53 %) est lui légèrement inférieur au taux de l'oblast (19,63 %).
En 2021, la ville comptait 150 207 hommes pour 184 220 femmes, soit un taux de 55,09 % de femmes, chiffre supérieur au taux de l'oblast (52,81 %). La structure de la population par groupe d'âge selon le recensement de 2021 est la suivante :
- Population pas encore en âge de travailler : 65 519 personnes, soit 19,59 % de la population ;
- Population en âge de travailler : 199 183 personnes, soit 59,56 % de la population ;
- Population ayant dépassé l'âge de travailler : 69 725 personnes, soit 20,85 % de la population.

Les pyramides des âges de la ville et de l'oblast en % et en nombre d'individus de la ville s'établissent comme suit :
| Hommes | Classe d’âge | Femmes |
| ------ | ------------ | ------ |
| 0,66   | 85 et +      | 1,82   |
| 2,33   | 75-84        | 4,8    |
| 11,78  | 60-74        | 16,8   |
| 16,21  | 45-59        | 16,98  |
| 25,9   | 30-44        | 25,4   |
| 22,04  | 15-29        | 17,81  |
| 21,07  | 0-14         | 16,38  |

| Hommes | Classe d’âge | Femmes |
| ------ | ------------ | ------ |
| 0,47   | 85 et +      | 1,5    |
| 1,79   | 75-84        | 4,05   |
| 13,27  | 60-74        | 17,75  |
| 17,77  | 45-59        | 18,04  |
| 25,83  | 30-44        | 24,35  |
| 18,81  | 15-29        | 15,66  |
| 22,07  | 0-14         | 18,66  |

#### Répartition ethnique
La ville de Tchita est principalement peuplée de Russes. Selon le recensement de 2021, sur les 235 322 personnes ayant indiqué leurs ethnies, 92,61 % d'entre elles étaient Russes, soit 217 937 personnes. Si l'on prend la population totale, avec ceux n'ayant pas répondu à la question sur l'ethnie (volontairement ou non), le pourcentage de Russes est de 65,17 %. Les ethnies suivantes sont les Bouriates avec 6 969 individus, soit 2,08 % de la population totale. Viennent ensuite les Arméniens en troisième position avec 1 013 personnes (0,3 %) et les Tatars en quatrième position avec 811 personnes.
Lors du recensement, 415 personnes à Tchita ont indiqué qu'elles n'avaient pas d'ethnie, 99 105 personnes n'ont pas répondu à la question sur l'ethnie, dont 5 268 personnes ont refusé de répondre.
| Ethnies    | Ethnies | %     | Moyenne du kraï (%) |
| ---------- | ------- | ----- | ------------------- |
| Russes     | 217 937 | 65,17 | 78,7                |
| Bouriates  | 6 969   | 2,08  | 6,53                |
| Arméniens  | 1 013   | 0,3   | 0,26                |
| Tatars     | 811     | 0,24  | 0,25                |
| Ukrainiens | 804     | 0,24  | 0,17                |
| Kirghizes  | 719     | 0,21  | 0,15                |
| Autres     | 106 174 | 31,75 | 13,94               |
| Total      | 334 427 | 100   | 100                 |

### Sports et loisirs

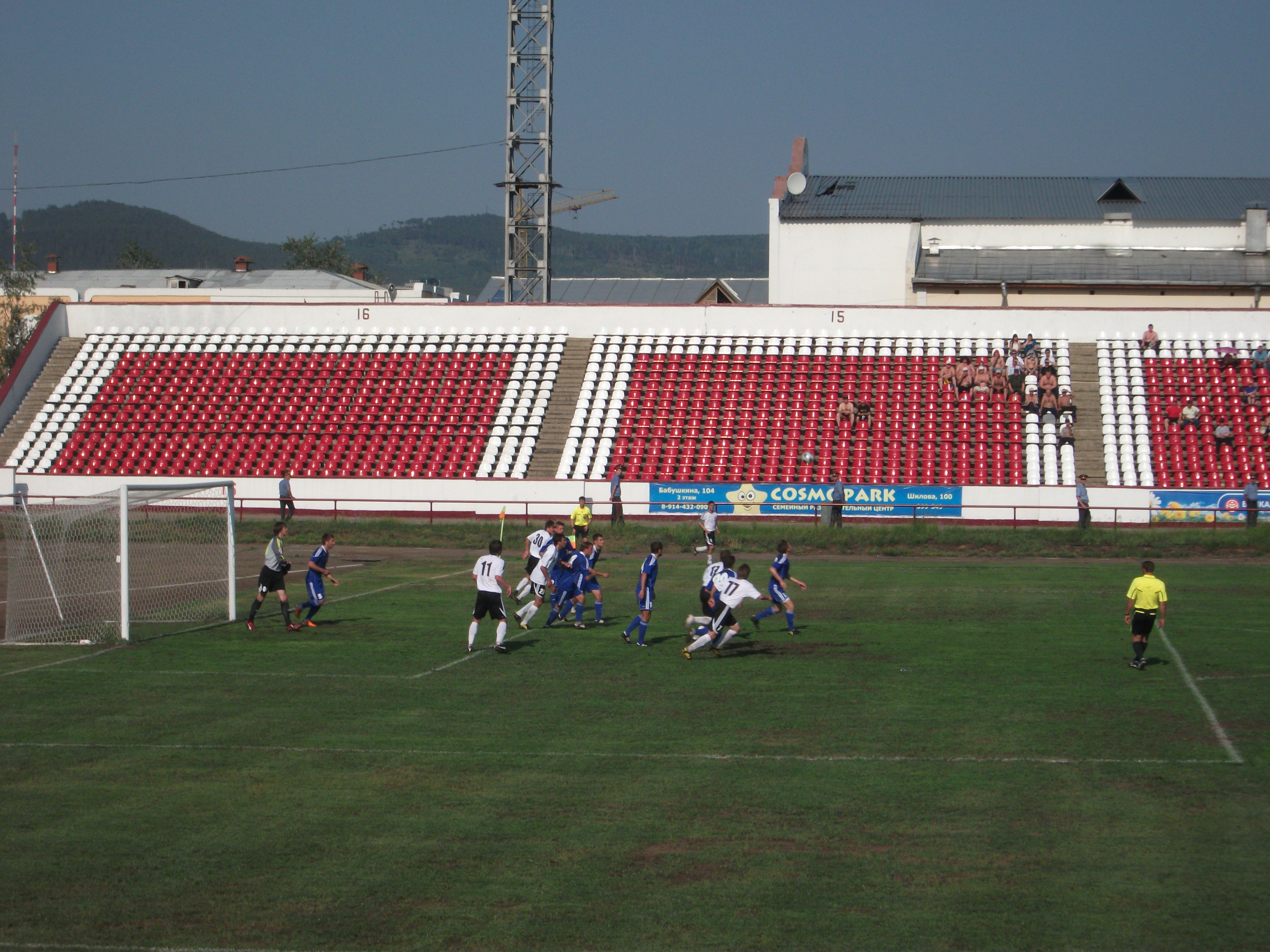
Stade Lokomotiv, stade du FK Tchita.

Tchita contient en 2023 un total de 787 installations sportives, certains revêtant une importance régionale, voire fédérale. Ces infrastructures se répartissent entre 3337 installations plates, 189 salles de sports, 26 écoles de sport pour jeunes, 11 piscines, 4 stades avec tribunes et 220 autres installations. Parmi l'ensemble de ces installations, 340 sont détenues par la municipalité. Tchita dispose notamment de deux patinoires, d'un hippodrome, d'une arène d'athlétisme, de la station de ski Vyssokorié, et d'un complexe de biathlon.
Plus de la moitié de la population pratique au moins une pratique sportive dans une organisation, avec 145 505 personnes en 2022. Au cours de l'année 2022, la ville a hébergé 198 compétitions sportives dans un total de 32 sports.
Tchita compte parmi ses clubs professionnels le FK Tchita, club de football fondé en 1974 qui joue en troisième ligue de Sibérie et d'Extrême-Orient russe et le club de volley-ball féminin Zaïbakalia qui joue au Championnat de Russie féminin de volley-ball.

### Cultes

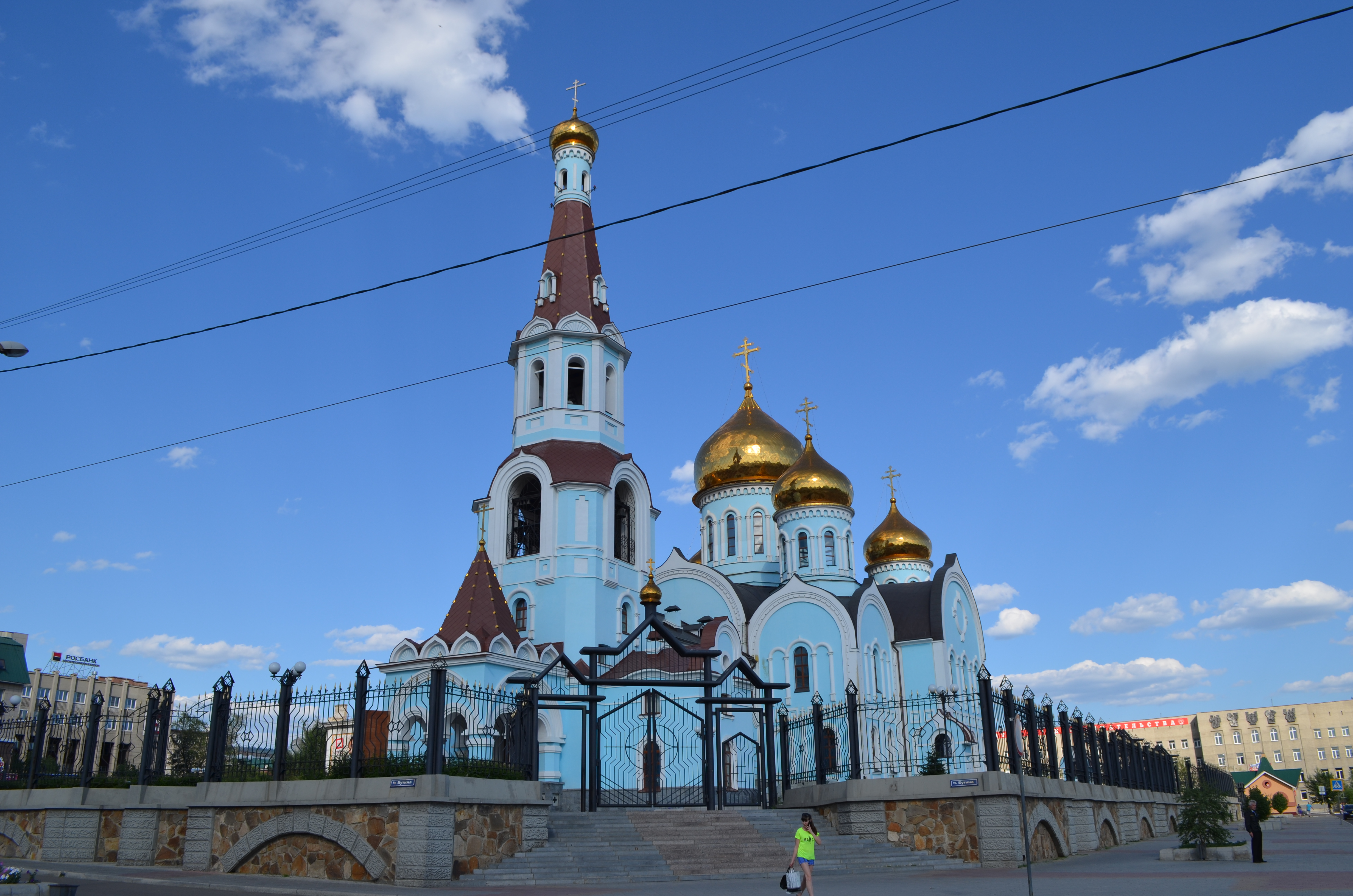
Cathédrale Notre-Dame de Kazan, siège de la métropolie de Transbaïkalie et de l'éparchie de Tchita.

La ville est le siège de l'éparchie de Tchita de l'Église orthodoxe russe, autrefois nommée éparchie de Tchita et de Transbaïkalie avant la création de l'éparchie d'Oulan-Oudé et de Bouriatie en 2009. Ce dioèse recouvre toute la partie occidentale du kraï, et a été créée en 1996. Depuis 2014 et sa création, la métropolie de Transbaïkalie, qui regroupe les éparchies de Tchita et de Nertchinsk, siège dans la ville. Outre l'Église orthodoxe, la ville possède une petite communauté catholique depuis les années 1870, qui avait une église fermée sous l'époque soviétique, avant qu'elle n'en reconstruise une en 2002. Elle appartient au diocèse d'Irkoutsk de l'archidiocèse de la Mère de Dieu à Moscou. Quelques baptistes sont aussi présents dans la ville, avec une église depuis la fin de la période soviétique.
La communauté juive, importante sous l'Empire russe, émigra en masse lors de la guerre civile russe vers Harbin en Chine, mais la synagogue continua de fonctionner jusqu'aux années 1930, quand elle fut fermée. La communauté juive se reforma que pendant les années 1990, et elle reprit possession de trois salles de la synagogue en 2002, et des négociations sont désormais en cours pour que la communauté juive reprenne en sa possession la totalité des lieux. La communauté juive est aujourd'hui l'une des plus importantes d'Extrême-Orient russe, et la synagogue organise une école du dimanche et des festivités. La communauté musulmane de la ville siège elle dans la mosquée-cathédrale de Tchita. La communauté existe depuis les années 1910, et a créé dès cette année-là une école russo-tatare dans la mosquée. La mosquée héberge aujourd'hui une école de langue tatare. Enfin, une communauté bouddhiste existe dans la ville, avec son propre datsan.

### Médias
Les principaux médias du kraï de Transbaïkalie ont élu domicile à Tchita, notamment avec la Société nationale de radiodiffusion et de télévision Tchita, la chaîne de télévision Zabaïkalié et le journal Zaïbakalié Rabotchiy. Ces trois médias, les plus importants de la région, sont tous détenus par l'État, le premier comme une filiale de la VGTRK, le deuxième et troisième par le gouvernement régional.

## Équipements et services publics

### Eau, déchets et électricité

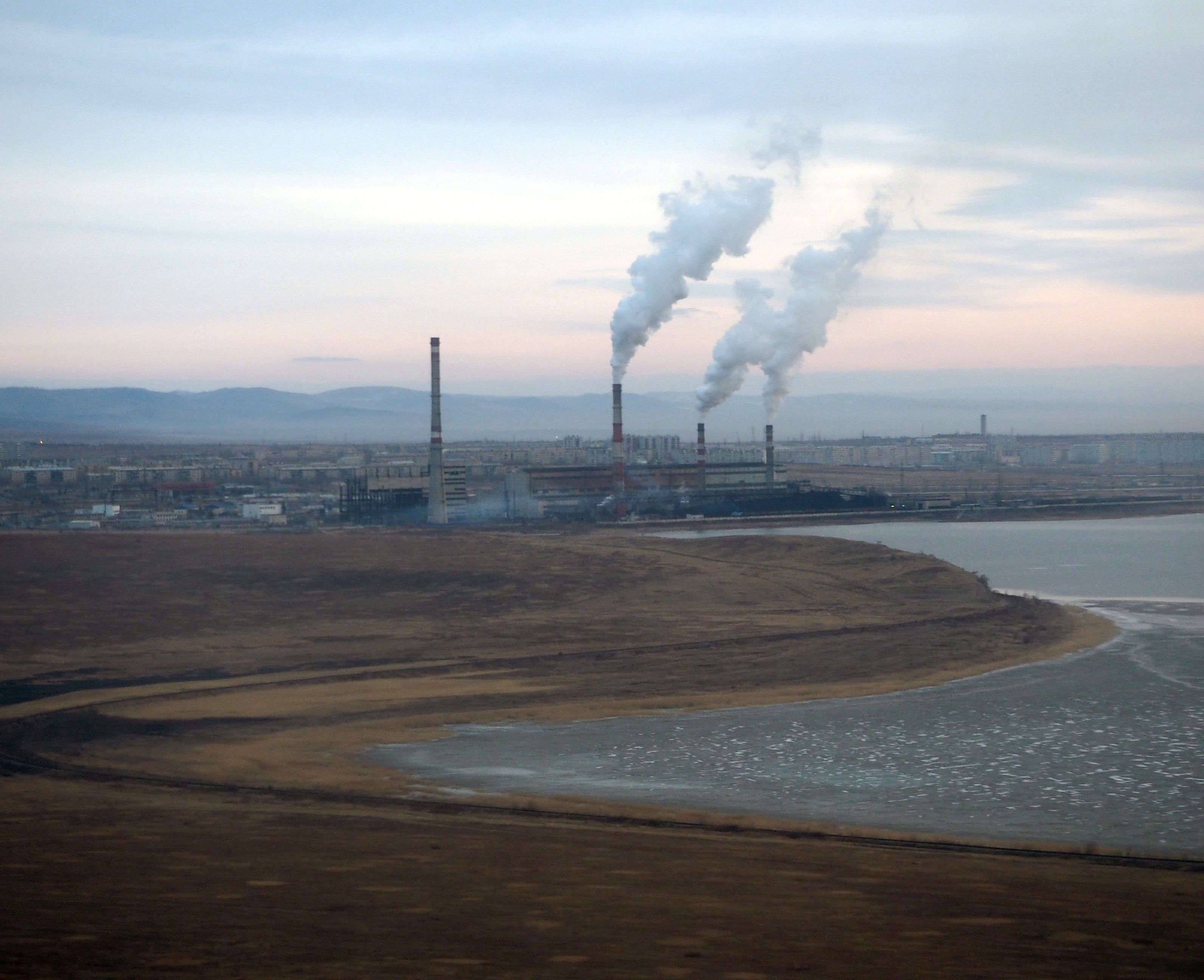
Centrale thermique de Tchita-1.

L'approvisionnement en eau de la ville repose sur l'exploitation du gisement en eau souterrain, qui a une réserve explorée et approuvée de 329 985 milliers de m3/jour. Les réseaux d'approvisionnement en eaux font face à un taux d'usure moyen de 73 % dans la ville en 2020. Le réseau d'approvisionnement, long en 2023 de 157 510 m, voit 79 130 m de sa longueur nécessitant des réparations.
Concernant l'électricité, deux centrales thermiques se situent dans la ville. La centrale thermique de Tchita-1 a une capacité totale installée de 452,8 MW tandis que la centrale thermique de Tchita-2 a une capacité totale installée de 12 MW. La seule centrale de Tchita-1 produit près d'un tiers de l'électricité du kraï.
En termes de gestion des déchets, Tchita compte 381 décharges légales et depuis 2015 une usine de tri des déchets, d'une capacité de 100 000 tonnes par an.

### Enseignement

#### Enseignement préscolaire, primaire et secondaire
L'enseignement à Tchita se répartit en 2023 entre 90 établissements préscolaires, 59 écoles primaires et 17 établissements d'enseignement secondaire. En 2023, 20 392 enfants sont scolarisés dans les établissements préscolaires, 49 923 enfants sont scolarisés dans les établissements primaires tandis que 18 862 écoliers sont scolarisés dans les établissements d'enseignement secondaire. La ville comptait 1 365 enseignants dans le secteur préscolaire en 2023.

#### Enseignement professionnel
La ville de Tchita abrite dix des plus grands établissements d'enseignement professionnel du kraï. Ce sont le Collège des technologies industrielles et des affaires, le Collège médical, le Collège Polytechnique, le Collège minier de Transbaïkalie, l'École régionale des arts de Transbaïkalie et l'École régionale de culture de Transbaïkalie.

#### Enseignement supérieur

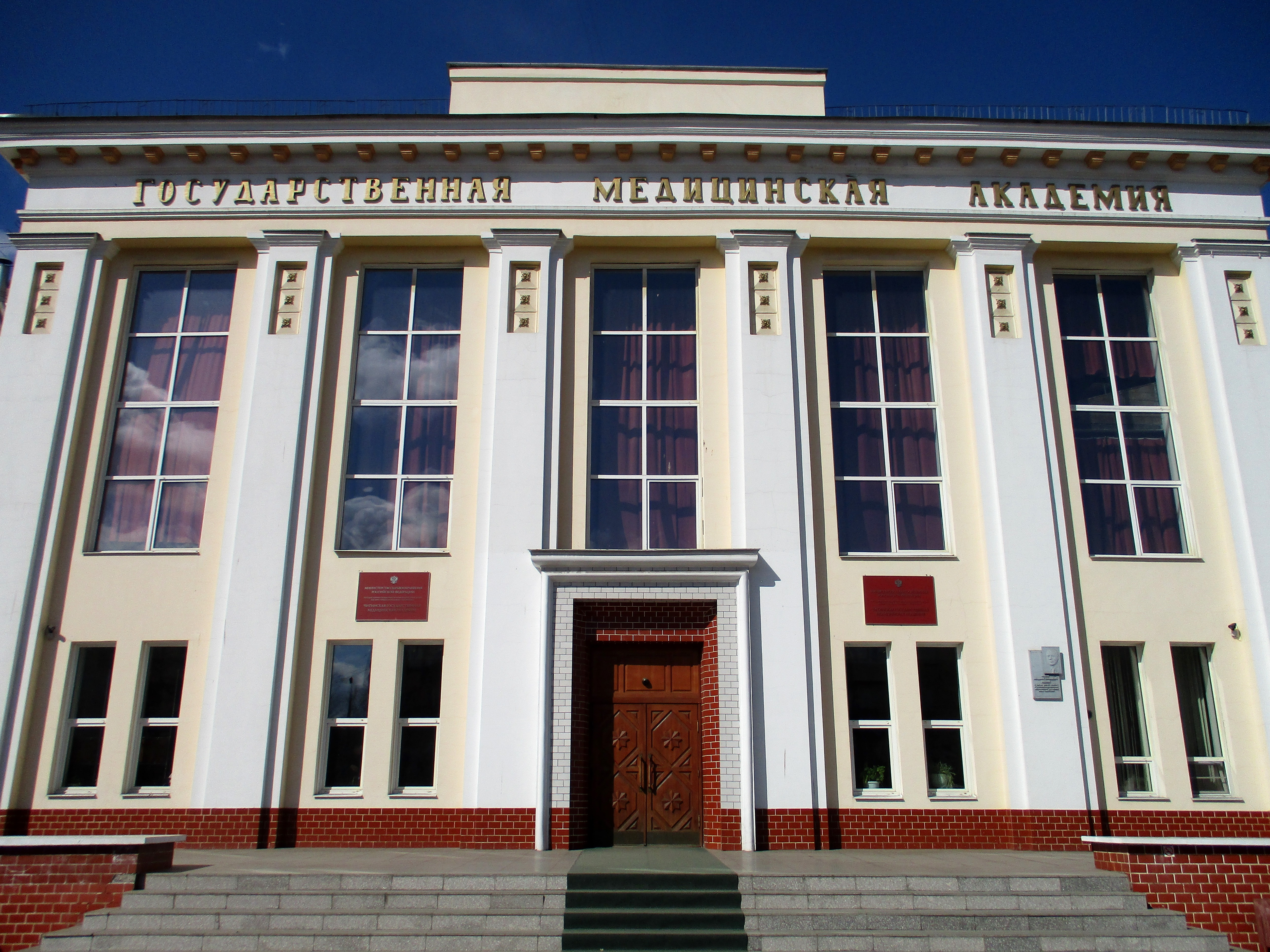
Bâtiment principal de l'Académie médicale d'État de Tchita.

Tchita est la seule ville universitaire du kraï de Transbaïkalie, la ville comptant les seules universités indépendantes du kraï, bien que des branches d'universités existent dans d'autres villes de la province. La ville compte 18 062 étudiants en 2023, répartis entre 8 825 à temps plein et 9 237 à temps partiel. Les établissements se répartissent entre deux établissements indépendants et cinq branches et divisions d'établissements supérieurs d'autres universités. Les deux établissements indépendants sont l'Université d'État de Transbaïkalie ainsi que l'Académie médicale d'État de Tchita. Les branches d'autres universités sont l'institut transbaïkal des transports ferroviaires, une branche de l'Université d'État des transports d'Irkoutsk, l'Institut de Tchita de l'Université d'État du Baïkal, la branche de Tchita de l'Académie russe de l'économie nationale, l'Institut agraire de Transbaïkalie de l'Université agraire d'État d'Irkoutsk, l'Institut Transbaïkal d’entrepreneuriat de l'Université sibérienne de coopération des consommateurs ainsi que la branche de l'Académie de médecine militaire S.M. Kirov.
Des formations complémentaires sont par ailleurs proposées à Tchita par le Centre régional d'évaluation de la qualité de l'éducation du territoire transbaïkal, l'Institut pour le développement éducatif du territoire transbaïkal, le Centre de formation et de méthodologie pour la protection civile et les situations d'urgence du kraï de Transbaïkalie ainsi que par le Centre de formation transbaïkal des chemins de fer russes.

### Justice
La ville de Tchita accueille différentes juridictions compétentes pour l'ordre judiciaire, militaire et administratif. Elle est le siège 2e tribunal du district militaire est, de la quatrième cour d'appel fédérale d'arbitrage, de la Cour d'abritrage du kraï de Transbaïkalie et du tribunal du raïon de Tchita.

### Santé
Huit hôpitaux se situent dans la ville, dont un hôpital pédiatrique, équipés au total de 4 245 lits en 2023. À cela s'ajoutent une maternité, un centre périnatal, 4 dispensaires, 1 clinique médicale et une clinique médicale pédiatrique ainsi que plus de 200 pharmacies. Le nombre de médecins dans les établissements publics est de 2 384 personnes, auxquelles s'ajoutent 3 672 autres personnels soignants.

### Défense

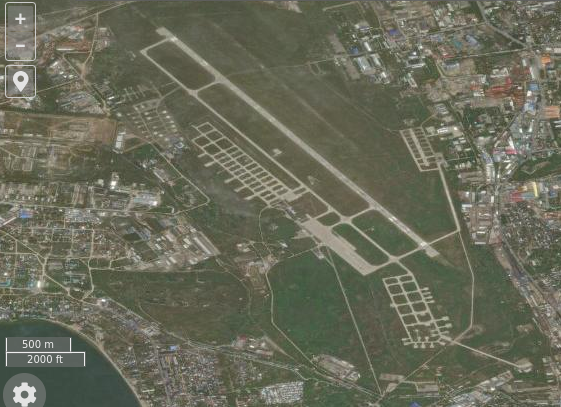
Image satellite de la base de Tchita Nord-ouest.

Tchita relève d'une importance militaire importante, la frontière avec la Chine étant proche et le territoire de la région étant vaste. Elle relève du district militaire est, dont elle en abrite un tribunal militaire. De plus, la ville couvre une section importante du chemin de fer transsibérien dont les unités situées à Tchita doivent défendre. La ville est notamment le siège du Centre de formation de spécialistes juniors, dans le quartier de Pestchanka, qui accueille chaque année des milliers de conscrits et soldats contractuels.
Les unités militaires stationnées à Tchita sont la 29e armée interarmes, plusieurs fois dissoutes, mais rétablie en 2010, qui comprend notamment la 101e brigade de commandement Khinganskaïa et la 104e brigade de soutien logistique, les deux stationnées à Tchita. Les bases militaires sont situées en périphérie, dans les villages de Kachtak et d'Atamanovka,. Dans le nord-ouest de la ville, se situe la base de Tchita Nord-ouest, couramment appelée Tcheriomouchki, est la base du 112e régiment d'hélicoptères

## Économie

### Revenus de la population
En 2023, selon Rosstat, le revenu moyen mensuel d'un salarié s'établissait à 74 448 roubles, soit une augmentation de 57,95 % par rapport à 2018 où il s'élevait à 47 132,9 roubles.
Hors petites entreprises en 2023, les secteurs ayant les plus hauts salaires mensuels moyens sont dans l'ordre décroissant l'exploitation minière (178 000 roubles), la construction (100 000 roubles) et les activités financières et d'assurances (99 500 roubles). Au contraire, les secteurs rémunérant le moins sont l'hôtellerie et la restauration (42 000 roubles), les activités administratives et services complémentaires associés (43 000 roubles) et les activités immobilières (50 000 roubles).
| Répartition | 2018     | 2021     | 2022     | 2023     |
| --- | -------- | -------- | -------- | -------- |
| Agriculture, foresterie, chasse, pêche et pisciculture                                                                                             | 37948.3  | 47179.7  | 50944.1  | 59500    |
| Transport et stockage | 60171.7  | 70628    | 81817.9  | 89275.6  |
| Exploitation minière | 102023.8 | 124286.6 | 216870.7 | 177868.2 |
| Industries manufacturières | 45348.3  | 55951.8  | 62959.1  | 97597.8  |
| Fourniture d'électricité, de gaz et de vapeur; climatisation                                                                                       | 55076.5  | 65781.5  | 71354.3  | 80494.1  |
| Approvisionnement en eau, évacuation de l'eau, organisation de la collecte et de l'élimination des déchets, activités de lutte contre la pollution | 30695.8  | 39705.5  | 43356.7  | 50359.3  |
| Construction | 46807.4  | 69275.6  | 91858.7  | 100987.1 |
| Commerce de gros et de détail; réparation de véhicules et de motos                                                                                 | 33312.3  | 39234.3  | 42979    | 56924.3  |
| Hôtellerie et restauration | 26054.5  | 29023.7  | 37192.6  | 42317    |
| Information et communications | 49234.6  | 58094.4  | 64993.7  | 77938.2  |
| Activités financières et d'assurance | 69263.7  | 81227.2  | 85890.7  | 99540.1  |
| Activités immobilières | 34844.9  | 39388.3  | 44628    | 49960.9  |
| Activités professionnelles, scientifiques et techniques                                                                                            | 53535.8  | 74824    | 84431.2  | 97803    |
| Activités administratives et services complémentaires associés                                                                                     | 24260.2  | 30725.5  | 36346    | 42870.4  |
| Administration publique et armée ; sécurité sociale                                                                                                | 54913.5  | 64200.1  | 68567    | 81246.9  |
| Éducation | 33377.4  | 40920.4  | 45426    | 51634.5  |
| Services de santé et services sociaux | 40699.7  | 48259.6  | 52219.7  | 59776    |
| Activités culturelles, sportives, des loisirs et du divertissement                                                                                 | 36318.9  | 41846.4  | 45598.2  | 53417.6  |
| Prestation d'autres types de services | 36765    | 46378.7  | 53538.9  | 63179.6  |
| Moyenne tout secteur confondu | 47132.9  | 58673.7  | 64076.8  | 74448    |

### Emploi
En 2022, la population en âge de travailler était de 199 183 personnes, parmi lesquelles on comptait 131 874 employés, avec 25,2 % des salariés de la ville dans des petites entreprises. Tchita recensait 1 059 personnes inscrites au chômage en 2022, soit un taux de chômage de 0,54 %.
Hors petites entreprises, d'après les données de Rosstat, le nombre d'emplois dans la ville s'élevait à 89 816 personnes en 2023, chiffre stable par rapport à 2018. Par secteur économique en excluant ceux des petites entreprises, les salariés des entreprises de Tchita se répartissent en 2023 dans l'administration publique et armée ainsi que la sécurité sociale, avec 18,86 % des employés, suivi par  les services de santé et services sociaux, avec 18,04 % de la masse salariale de la ville. L'éducation regroupe 13,37 % des emplois de la ville tandis que 11,73 % des emplois se trouvent dans le secteur du transport et du stockage. Les trois premiers secteurs, tous étatiques, regroupent la moitié des salariés de la ville.
| Répartition | 2012    | %     | 2018  | %     | 2021  | %     | 2022  | %     | 2023  | %     |
| --- | ------- | ----- | ----- | ----- | ----- | ----- | ----- | ----- | ----- | ----- |
| Agriculture, foresterie, chasse, pêche et pisciculture                                                                                             | 1064    | 1,06  | 784   | 0,87  | 786   | 0,86  | 642   | 0,72  | 598   | 0,67  |
| Transport et stockage | 16578   | 16,49 | 10178 | 11,3  | 10115 | 11,08 | 10337 | 11,54 | 10532 | 11,73 |
| Exploitation minière | 354     | 0,35  | 305   | 0,34  | 3400  | 3,73  | 1185  | 1,32  | 1138  | 1,27  |
| Industries manufacturières | 5190    | 5,16  | 4184  | 4,65  | 3662  | 4,01  | 3915  | 4,37  | 3769  | 4,2   |
| Fourniture d'électricité, de gaz et de vapeur; climatisation                                                                                       | 6528    | 6,5   | 5184  | 5,76  | 5020  | 5,5   | 5013  | 5,6   | 4884  | 5,44  |
| Approvisionnement en eau, évacuation de l'eau, organisation de la collecte et de l'élimination des déchets, activités de lutte contre la pollution | [ i ]   | [ i ] | 1284  | 1,43  | 1153  | 1,26  | 1180  | 1,32  | 1168  | 1,3   |
| Construction | 4173    | 4,15  | 1831  | 2,03  | 1693  | 1,86  | 2148  | 2,4   | 3657  | 4,07  |
| Commerce de gros et de détail; réparation de véhicules et de motos                                                                                 | 4054    | 4,03  | 3709  | 4,12  | 4381  | 4,8   | 4879  | 5,45  | 5364  | 5,97  |
| Hôtellerie et restauration | 456     | 0,45  | 339   | 0,38  | 896   | 0,98  | 1247  | 1,39  | 974   | 1,08  |
| Information et communications | [ i ]   | [ i ] | 3184  | 3,53  | 2985  | 3,27  | 2891  | 3,23  | 2796  | 3,11  |
| Activités financières et d'assurance | 2885    | 2,87  | 2545  | 2,83  | 2249  | 2,46  | 2019  | 2,25  | 1971  | 2,19  |
| Activités immobilières | 6687    | 6,65  | 1286  | 1,43  | 1087  | 1,19  | 1057  | 1,18  | 909   | 1,01  |
| Activités professionnelles, scientifiques et techniques                                                                                            | [ i ]   | [ i ] | 3550  | 3,94  | 2706  | 2,97  | 2582  | 2,88  | 2765  | 3,08  |
| Activités administratives et services complémentaires associés                                                                                     | [ i ]   | [ i ] | 1569  | 1,74  | 1680  | 1,84  | 1660  | 1,85  | 1877  | 2,09  |
| Administration publique et armée ; sécurité sociale                                                                                                | 18227   | 18,14 | 18081 | 20,07 | 18108 | 19,84 | 17661 | 19,72 | 16935 | 18,86 |
| Éducation | 14107   | 14,04 | 12872 | 14,29 | 12212 | 13,38 | 11988 | 13,39 | 12005 | 13,37 |
| Services de santé et services sociaux | 16819   | 16,73 | 16369 | 18,17 | 16444 | 18,02 | 16450 | 18,37 | 16201 | 18,04 |
| Activités culturelles, sportives, de loisirs et de divertissement                                                                                  | [ i ]   | [ i ] | 2324  | 2,58  | 2269  | 2,49  | 2271  | 2,54  | 1907  | 2,12  |
| Prestation d'autres types de services | 3385    | 3,37  | 494   | 0,55  | 419   | 0,46  | 415   | 0,46  | 368   | 0,41  |
| Total | 100 507 | 100   | 90072 | 100   | 91263 | 100   | 89539 | 100   | 89816 | 100   |

### Entreprises
Nombre d'entreprises par secteurs économiques (hors petites entreprises) en 2023.
- Commerce de gros et de détail ; réparation de véhicules et de motos (24,32 %)
- Construction (14,5 %)
- Activités immobilières (10,05 %)
- Activités professionnelles, scientifiques et techniques (8,24 %)
- Transport et stockage (6,82 %)
- Industries manufacturières (6,08 %)
- Exploitation minière (6,04 %)
- Autres (23,96 %)

Tchita générait en 2019 69,27 milliards de roubles hors petites entreprises de volume des marchandises expédiées, de travaux et services effectuées, soit une évolution de 38,82 % par rapport à 2010. Cela représentait 26 % du total régional en 2019, avec une baisse de la part de plus de 20 % dans le total régional par rapport à 2010.
En 2023 selon Rosstat, le commerce de gros et de détail et la réparation de véhicules et de motos est le secteur économique avec le plus d'entreprises (hors petites entreprises) dans la ville, occupant près d'un quart du nombre total d'entreprises. Le secteur est suivi par celui de la construction à 14,5 %, puis des activités immobilières à 10,05 %. Les entreprises couvrant les activités professionnelles, scientifiques et techniques représentent 8,24 %, celles du transport et stockage représentent 6,82 % tandis que celles des industries manufacturières et de l'exploitation minière sont respectivement à 6,08 % et 6,04 %.
| Répartition | 2019 | %     | 2021 | %     | 2022 | %     | 2023 | %     |
| --- | ---- | ----- | ---- | ----- | ---- | ----- | ---- | ----- |
| Agriculture, foresterie, chasse, pêche et pisciculture                                                                                             | 92   | 2     | 104  | 2,1   | 109  | 2,19  | 109  | 2,17  |
| Transport et stockage | 287  | 6,24  | 308  | 6,21  | 337  | 6,76  | 342  | 6,82  |
| Exploitation minière | 194  | 4,22  | 263  | 5,3   | 283  | 5,68  | 303  | 6,04  |
| Industries manufacturières | 247  | 5,37  | 256  | 5,16  | 271  | 5,44  | 305  | 6,08  |
| Fourniture d'électricité, de gaz et de vapeur; climatisation                                                                                       | 20   | 0,43  | 24   | 0,48  | 27   | 0,54  | 30   | 0,6   |
| Approvisionnement en eau, évacuation de l'eau, organisation de la collecte et de l'élimination des déchets, activités de lutte contre la pollution | 26   | 0,57  | 34   | 0,69  | 39   | 0,78  | 43   | 0,86  |
| Construction | 640  | 13,92 | 713  | 14,38 | 716  | 14,36 | 727  | 14,5  |
| Commerce de gros et de détail; réparation de véhicules et de motos                                                                                 | 1242 | 27,01 | 1263 | 25,46 | 1278 | 25,63 | 1219 | 24,32 |
| Hôtellerie et restauration | 143  | 3,11  | 184  | 3,71  | 183  | 3,67  | 168  | 3,35  |
| Information et communications | 115  | 2,5   | 104  | 2,1   | 108  | 2,17  | 106  | 2,11  |
| Activités financières et d'assurance | 63   | 1,37  | 67   | 1,35  | 55   | 1,1   | 26   | 0,52  |
| Activités immobilières | 488  | 10,61 | 512  | 10,32 | 500  | 10,03 | 504  | 10,05 |
| Activités professionnelles, scientifiques et techniques                                                                                            | 356  | 7,74  | 418  | 8,43  | 390  | 7,82  | 413  | 8,24  |
| Activités administratives et services complémentaires associés                                                                                     | 213  | 4,63  | 233  | 4,7   | 224  | 4,49  | 235  | 4,69  |
| Administration publique et armée ; sécurité sociale                                                                                                | 5    | 0,11  | 4    | 0,08  | 3    | 0,06  | 4    | 0,08  |
| Éducation | 54   | 1,17  | 56   | 1,13  | 53   | 1,06  | 52   | 1,04  |
| Services de santé et services sociaux | 108  | 2,35  | 102  | 2,06  | 100  | 2,01  | 109  | 2,17  |
| Activités culturelles, sportives, des loisirs et du divertissement                                                                                 | 54   | 1,17  | 63   | 1,27  | 72   | 1,44  | 75   | 1,5   |
| Prestation d'autres types de services | 252  | 5,48  | 252  | 5,08  | 238  | 4,77  | 243  | 4,85  |
| Total | 4599 | 100   | 4960 | 100   | 4986 | 100   | 5013 | 100   |

#### Industries
Tchita est un important centre industriel, la ville ayant fabriqué dans ses industries un volume de produit équivalent à 33 241,6 millions de roubles en 2022. En 2022, l'indice de la production industrielle s'élevait à 105,2 % de celui de 2021.
C'est le plus grand centre de l'industrie agroalimentaire du kraï, en transformant les produits agricoles des zones du territoire. Ce secteur est représenté par la Compagnie de viande de Tchita, par l'Usine lainitère de Tchita, par la Tchitinskié Klioutchi qui produit de la bière et des boissons gazeuses, par l'Usine de transformation agroalimentaire Makkaveïevski et par les usines de produits de boulangerie de Kenon et de Tchernovski.
Le secteur minier, à savoir le secteur traditionnel du kraï, est représenté dans la ville par l'usine de Machzavod, qui fond et transforme les métaux, produisant notamment du matériel de réfrigération, et par Ventilation Plant pour la production de systèmes de ventilation. Le secteur chimique et de productions de produits en plastique est présent à Tchita grâce au secteur minier de la région. Les usines de production de produits en plastiques sont Alioukom et l'Usine de fenêtres KBE. Par ailleurs, une usine de raffinage de pétrole devrait voir le jour dans la ville. Parmi les autres secteurs est représentée la production de meubles par l'usine de meuble de Tchita-Daourie et par une usine de briques et céramiques.

## Culture locale et patrimoine

### Lieux et monuments
La ville de Tchita possède en 2024, selon le décompte du Centre pour la protection et la conservation des objets du patrimoine culturel du kraï de Transbaïkalie, 401 objets patrimoniaux culturels. Ils se répartissent entre 15 objets d'importance fédérale, 270 objets d'importance régionale ainsi que 180 objets identifiés. À cela s'ajoute 41 objets du patrimoine archéologique.

#### Avant l'effervescence architecturale
La couche architecturale la plus ancienne de la ville consiste en des édifices en bois. Le plus ancien toujours existant est l'église des décembristes, construite en 1776,,,. Parmi les autres édifices anciens se trouvent la maison d'Elizaveta Narychkina, construite en 1827 en rondins de mélèze, qui illustre le style architectural de l'époque.

##### Période d'effervescence architecturale

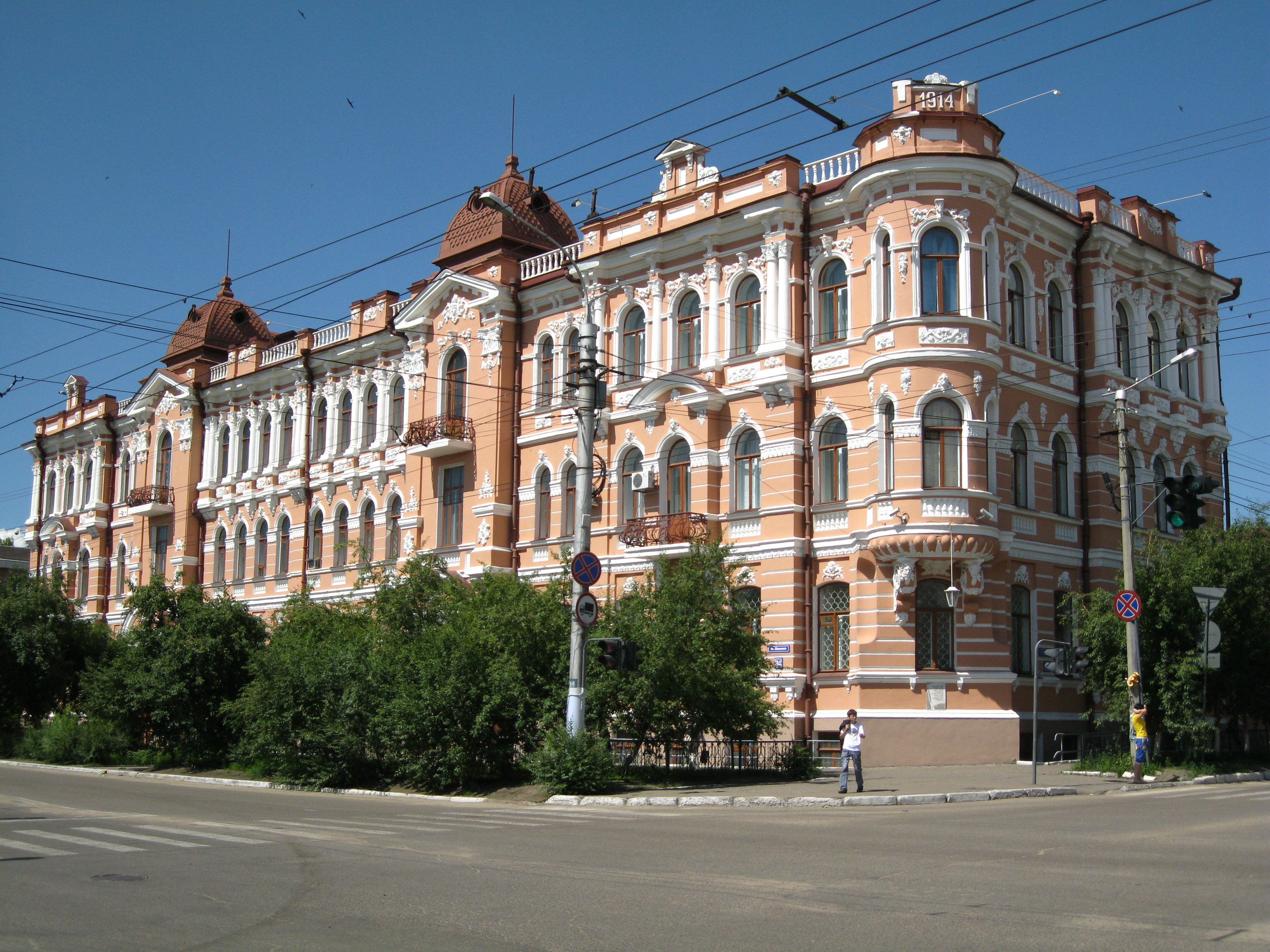
Le palais des frères Choumov.

La période d'effervescence architecturale de Tchita s'est produite à la fin du XIXe et au début du XXe siècle, lorsque le transsibérien est construit et qu'ainsi s'intensifient les échanges commerciaux. Cela est marqué par l'émergence d'hôtels et d'immeubles d'habitations, de deux et de façon moins courantes trois étages, avec une ou deux façades selon s'ils font l'angle ou pas. L'autre groupe de bâtiments importants de l'époque sont les bâtiments résidentiels individuels, à un ou deux étages, en bois ou en briques. Ils utilisent des éléments modernes et éclectiques. Les établissements d'enseignement de la période sont construits dans un style éclectique, mêlant l'Art nouveau, le style néo-Renaissance et le style néo-russe, avec un désir de symétrie. Les établissements financiers du moment sont eux fastes et monumentaux.

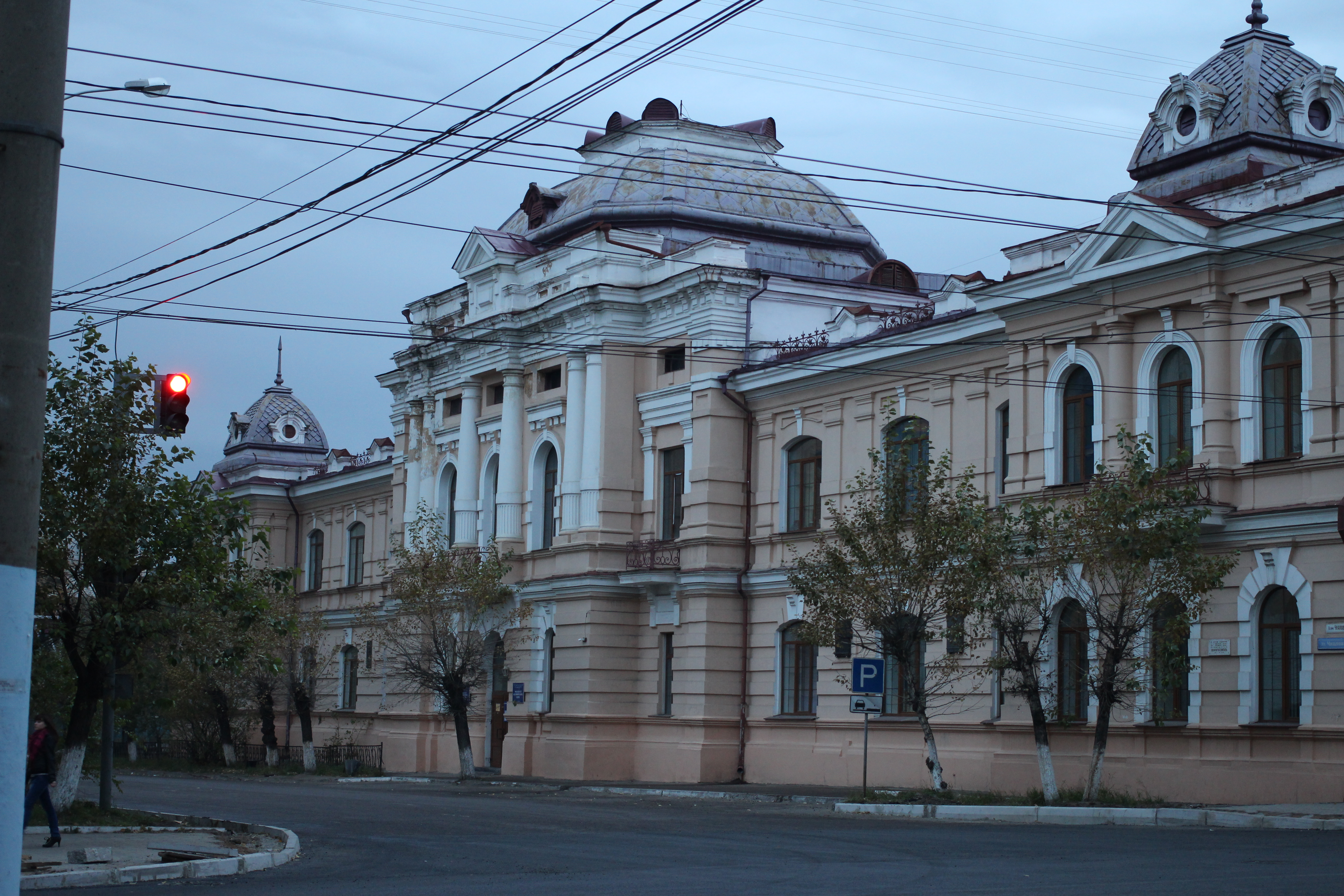
Bâtiment du premier gymnasium féminin.

Un architecte local à lui seul a fortement marqué cette période architecturale, Fedor Evplovitch Ponomarev. Il s'est impliqué dans tous les types de bâtiments de l'époque, avec plus d'une vingtaine de bâtiments représentant son œuvre. La maison de la rue Nagornaïa, de style moderne et éclectique, est composée de cinq volumes avec une tour, représente un bâtiment résidentiel individuel de son œuvre. Parmi ses hôtels et immeubles d'habitations, se distinguent l'Hôtel Okoulovskoïe et le complexe Khlynovski, avec pour ce second son stuc baroque et le rajout d'éléments en forge, évoquant un petit palais plus qu'un immeuble. Le bâtiment du premier gymnasium féminin, strictement symétrique, se distingue par sa monumentalité et sa symétrie, avec un dôme sur son toit et ses six fausses colonnes ornant la façade centrale. Il travailla aussi en 1909 sur les bâtiments de la Banque d'État et de la Chambre de contrôle et du Trésor, en utilisant des éléments néoclassiques et néobaroques pour montrer leur monumentalité. Sinon, Ponomarev participa à la construction de trois bâtiments de services d'incendie, en brique avec des motifs orientaux de l'Art nouveau, et construisit la mosquée de la ville, avec son minaret en briques rouges, minaret sur le toit suivant le schéma des mosquées tatares.

Outre les bâtiments de Ponomarev, cette période est illustrée dans la ville par des monuments comme le palais des frères Choumov, bâtiment luxueux ayant appartenant aux frères Choumov, marchands et orfèvres. De style éclectique avec des éléments baroques et du classicisme tardif, il est richement décoré de stuc avec ses motifs floraux, visages d'animaux et autres. Le passage Vtorov, construit en 1911-1912, a une façade épurée et de style néoclassique. Le Select Hotel, construit en 1913, est construit dans le style Art Nouveau avec 3 étages supérieurs. Le coin entre les deux façades est arrondi, et ses façades sont ornés de balustrades.

Exemples de monuments pré-révolutinnaire de Tchita :
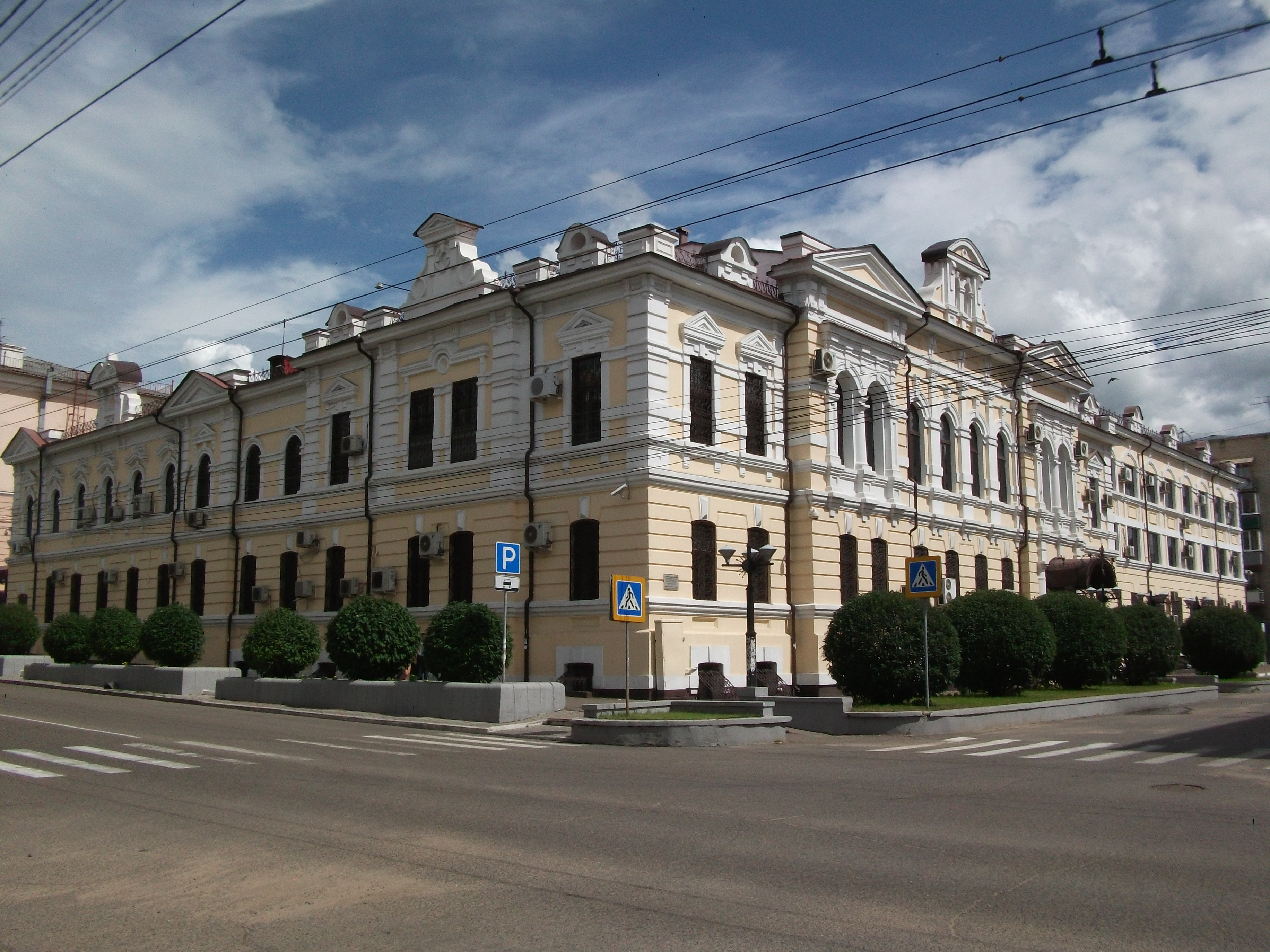
Bâtiment de la banque d'État.
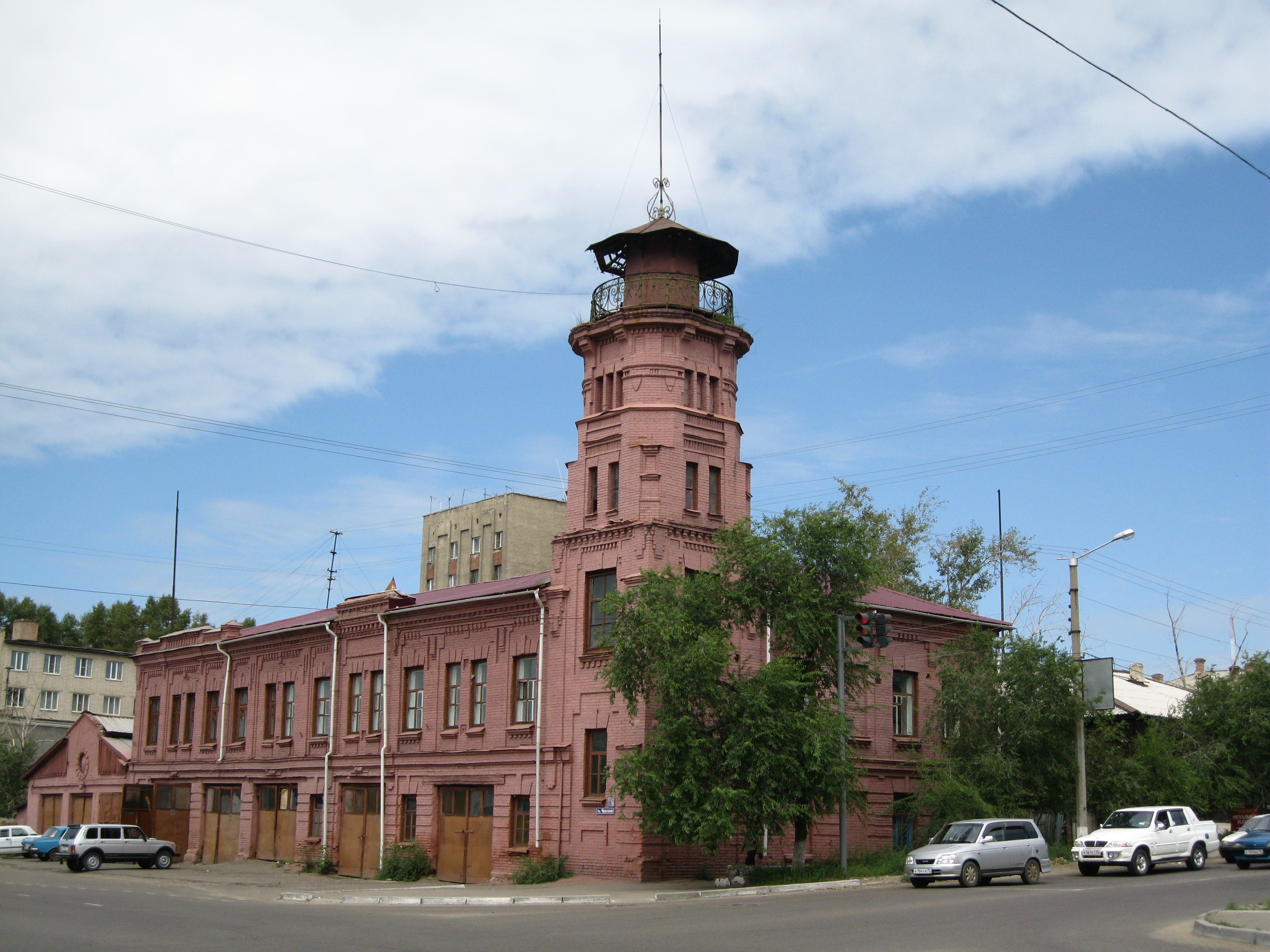
Ancienne caserne de pompiers et bâtiment de la police.
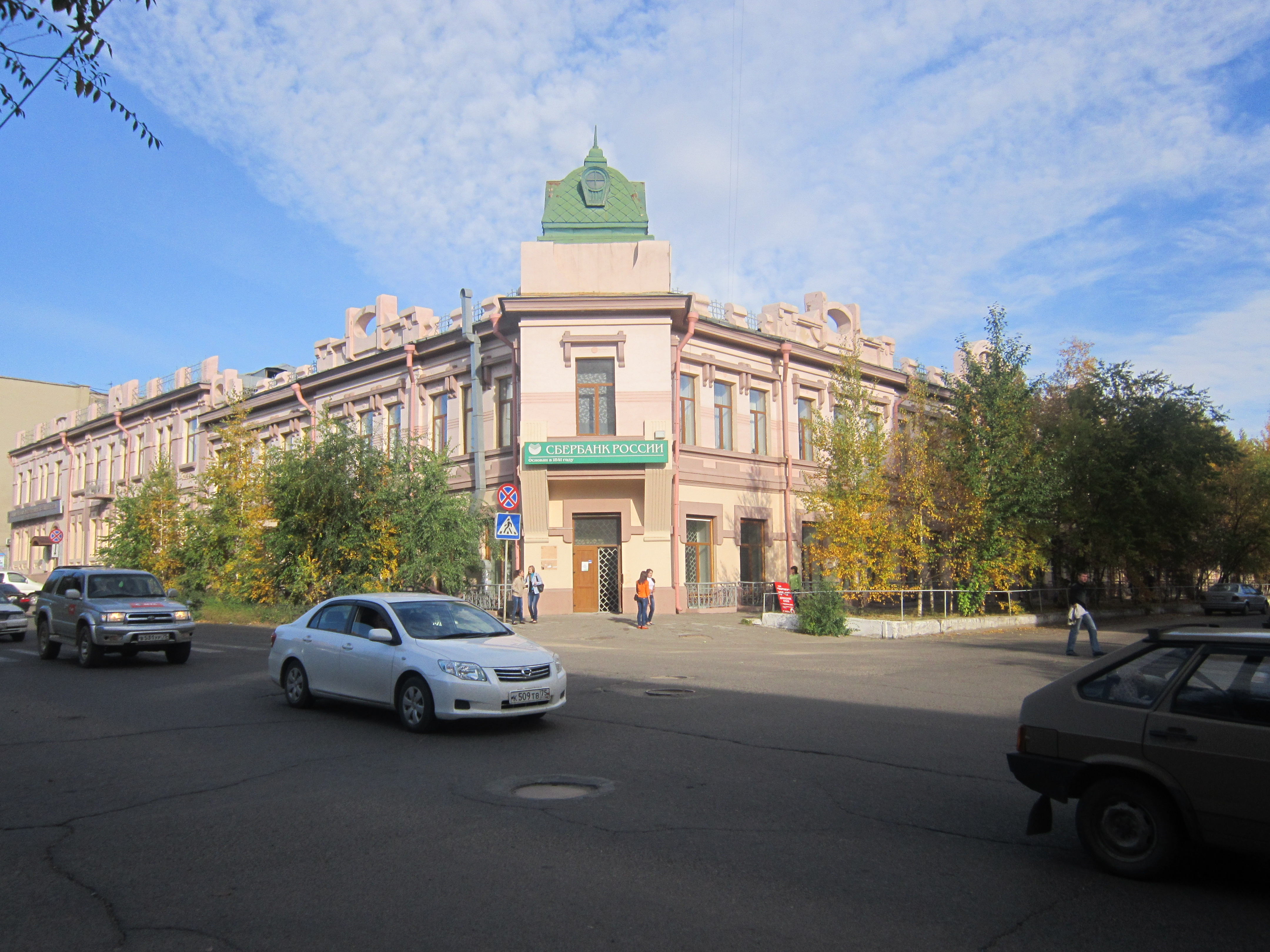
Maison Zazovski.
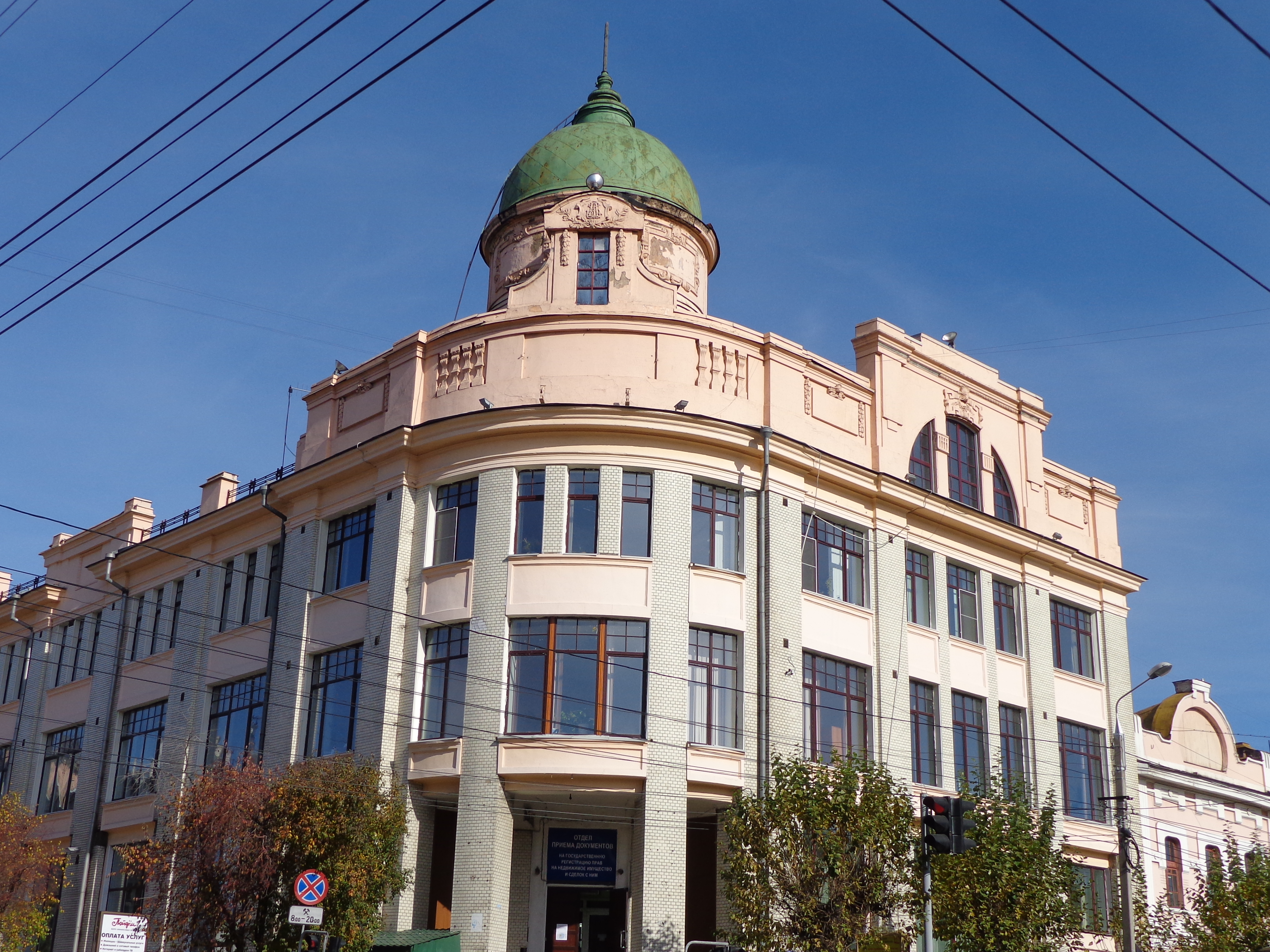
Le passage Vtorova.

##### Période soviétique

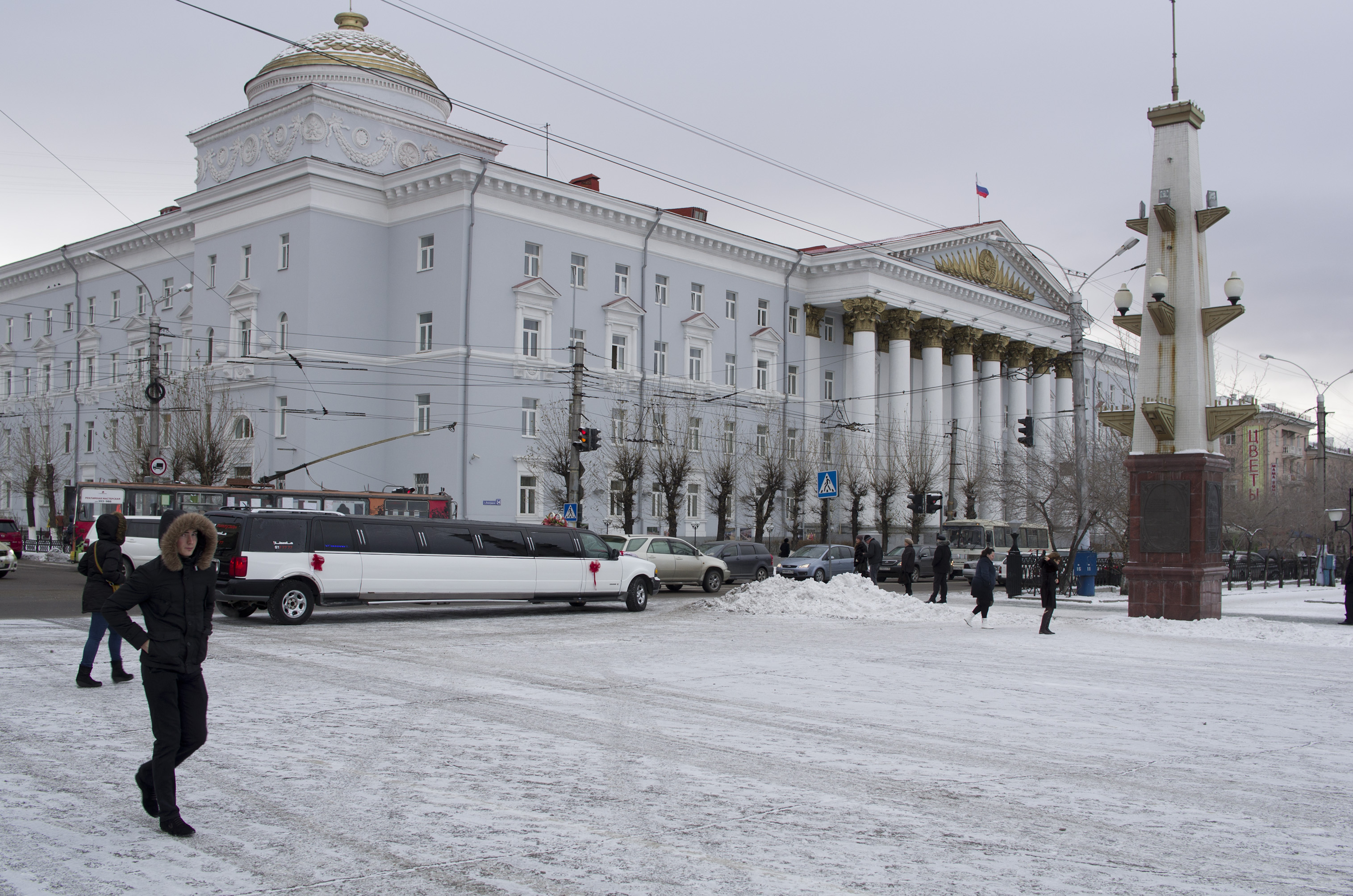
Siège des Chemins de fer de Transbaïkalie.

La période soviétique est marquée à Tchita par d'imposants monuments tels que l'ensemble architecture de la place principale. Sur cette place, siège le bâtiment de gestion du chemin de fer Trans-Baïkal, érigé en 1947, d'architecture totalitaire avec un portique massif soutenu par huit colonnes. Le bâtiment du quartier général du district militaire de Transbaïkalie, construit entre 1936 et 1939, fait le lui le bord sud de la place dans le même style.
Le cinéma Rodina, construit dans les années 1938-1940, est de style néoclassique, et son portique soutenu par dix colonnes à chapiteaux corinthiens est surplombé d'un marteau et d'une faucille,.

#### Patrimoine religieux

##### Patrimoine chrétien
L'église des Décembristes de Tchita, originellement appelé église Saint-Michel-l'Archange est le plus vieil édifice de la ville, et l'un des rares en bois bien conservé de la ville. Construit en 1776 grâce aux dons des habitants, elle se situait sur le site d'une église construite avant 1710 qui a brûlé en 1774. Elle fut fréquentée par les Décembristes à partir de 1827, d'où son nom. Après la révolution de 1917, elle fut longtemps abandonnée avant d'être restaurée en 1974, et un musée fut ouvert en 1985, à l'occasion du 160e anniversaire de l'insurrection décembriste. L'église est aujourd'hui un musée et expose près de 900 objets des Décembristes exilés à Tchita,,,. Elle est classée objet patrimonial culturel d'importance fédérale depuis 1974.

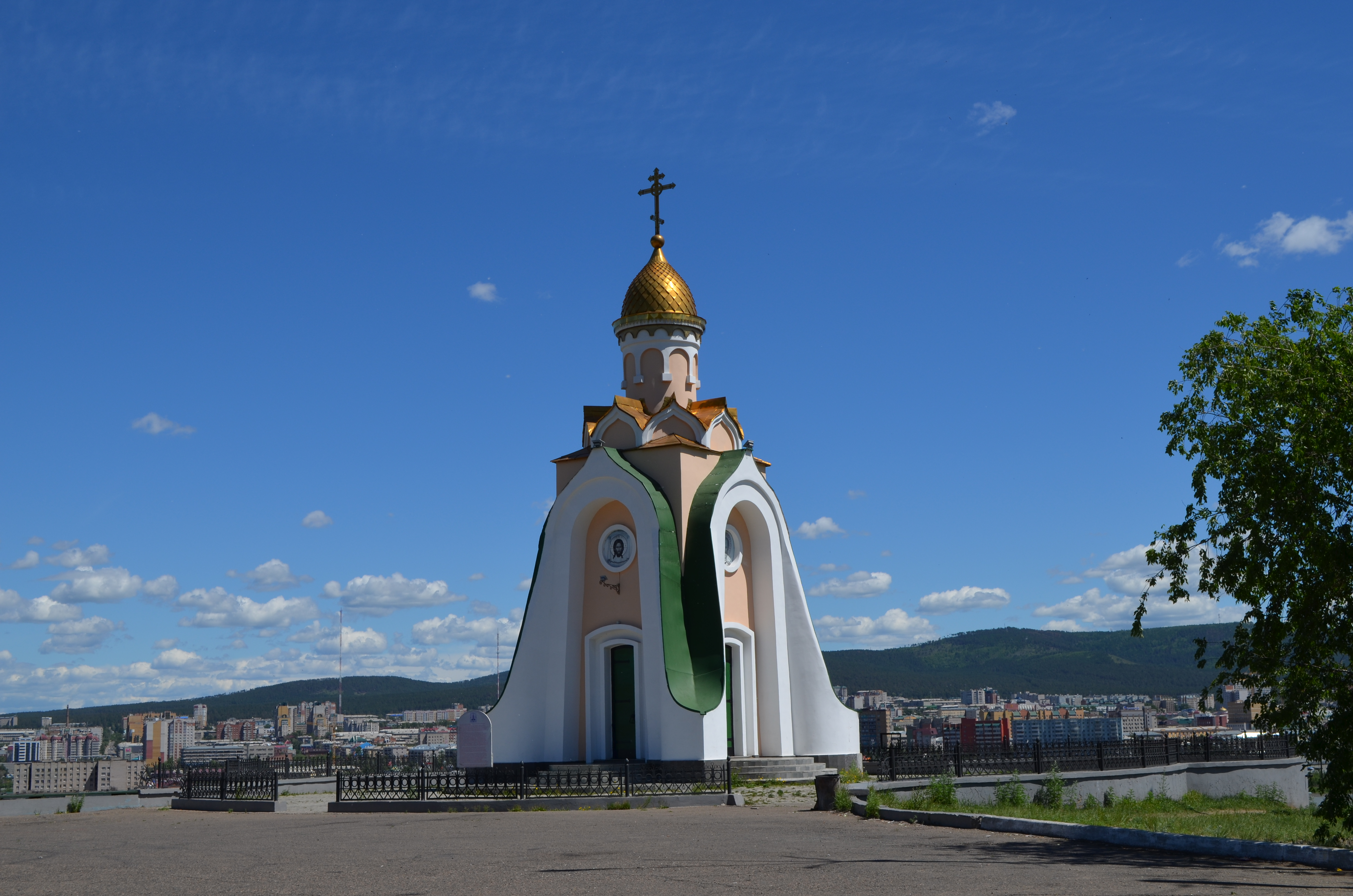
Chapelle Alexandre Nevski sur la colline Titovskaïa.

La cathédrale Notre-Dame de Kazan de Tchita a été construite en 2001 et consacrée en 2004. Siège du diocèse de Tchita, elle a été construite dans le style architectural de Vladimir-Souzdal, en bleu ciel avec des dômes dorés. Haute de 60 mètres, c'est l'une des plus grandes de Sibérie et d'Extrême-Orient russe. Elle fut construite sur le site d'une église en bois de 1866, nommée la Cathédrale de Kazan ou de son surnom la « Vieille Cathédrale ». Seule église orthodoxe russe de 1924 à 1929, elle fut fermée cette année-là, et détruite à la fin des années 1930.
Tchita compte un grand nombre de chapelles érigées au début du XXIe siècle, période considérée dans la ville comme l'apogée de l'orthodoxie. C'est notamment le cas de la chapelle Alexandre Nevski sur un versant de la colline Titovskaïa, construite en 2001 à l'endroit où est passé le tsarévitch Nicolas Alexandrovitch en 1891. La chapelle Saint-Georges a été érigée en 2005-2006 à proximité du Mémorial à la gloire militaire et ouvrière des Transbaïkaliens pour honorer les morts de la Grande Guerre patriotique. En autres édifices récents, l'église Saints-Pierre-et-Paul est une église catholique romaine consacrée en 2002 dans un style moderne. L'église baptiste évangélique Antioche se situe elle dans un ancien poste, avec un architecture soviétique.

##### Patrimoine d'autres confessions

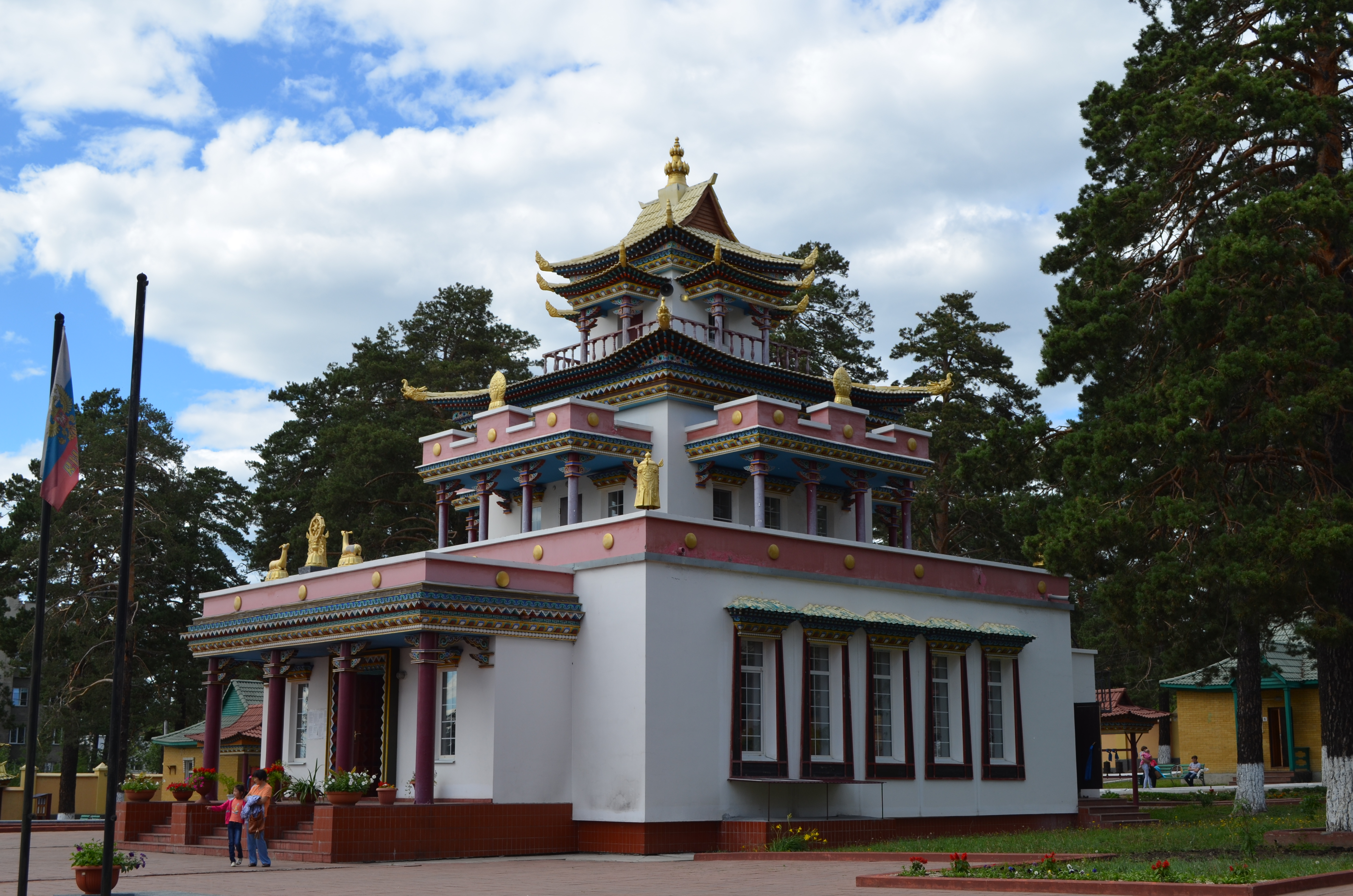
Datsan de Tchita.

La synagogue de Tchita fut construite en 1907 dans un style éclectique par l'architecte local Gavriil Nikitine sur le site de l'ancienne synagogue en bois de 1880. Lors de la guerre civile russe, les Juifs de Tchita émigrèrent en masse vers Harbin, et à partir de 1930, la synagogue servit pour les besoins des autorités, devenant une école et pendant la Seconde Guerre mondiale un hôpital. La communauté juive reprit possession de trois salles en 1998,. Elle est classée objet patrimonial culturel d'importance régionale depuis 1993.
Le seul exemple d'architecture à musulmane à Tchita est la mosquée-cathédrale de Tchita, construite en 1907 sous la volonté des musulmans de la ville. L'architecte local, Fedor Ponomarev, construisit un minaret octogonal et un immeuble en brique de deux étages. Fermée à partir de la Seconde Guerre mondiale et devenant propriété des autorités, elle ne fut restituée à la communauté musulmane qu'en 1993,. Elle est classée objet patrimonial culturel d'importance régionale depuis 1993. Enfin la ville compte le datsan Dambaa Braibunliing, construit à Tchita en 2010. Le temple, carré, est décoré par divers ornements et possède une statuée dorée de deux mètres de haut de Bouddha à l'intérieur.

#### Patrimoine archéologique
La ville et ses environs comptent plusieurs sites témoin des peuplements préhistoriques. Les rochers de Soukhotino, sur les pentes de la colline Titivoskaïa sont un site archéologique remontant jusqu'au Paléolithique supérieur. Les rochers de Smolensk, dans les monts Tcherski, contiennent des peintures rupestres et des pétroglyphes de l'âge du bronze.

### Patrimoine artistique

#### Littérature
Trois des quatre bibliothèques d'importance régionale du kraï se situent à Tchita, avec la bibliothèque scientifique universelle régionale de Transbaïkalie, bibliothèque régionale pour l'enfance et la jeunesse de Transbaïkalie et la bibliothèque spécialisée pour les malvoyants et les aveugles.

#### Salles de théâtre et spectacles

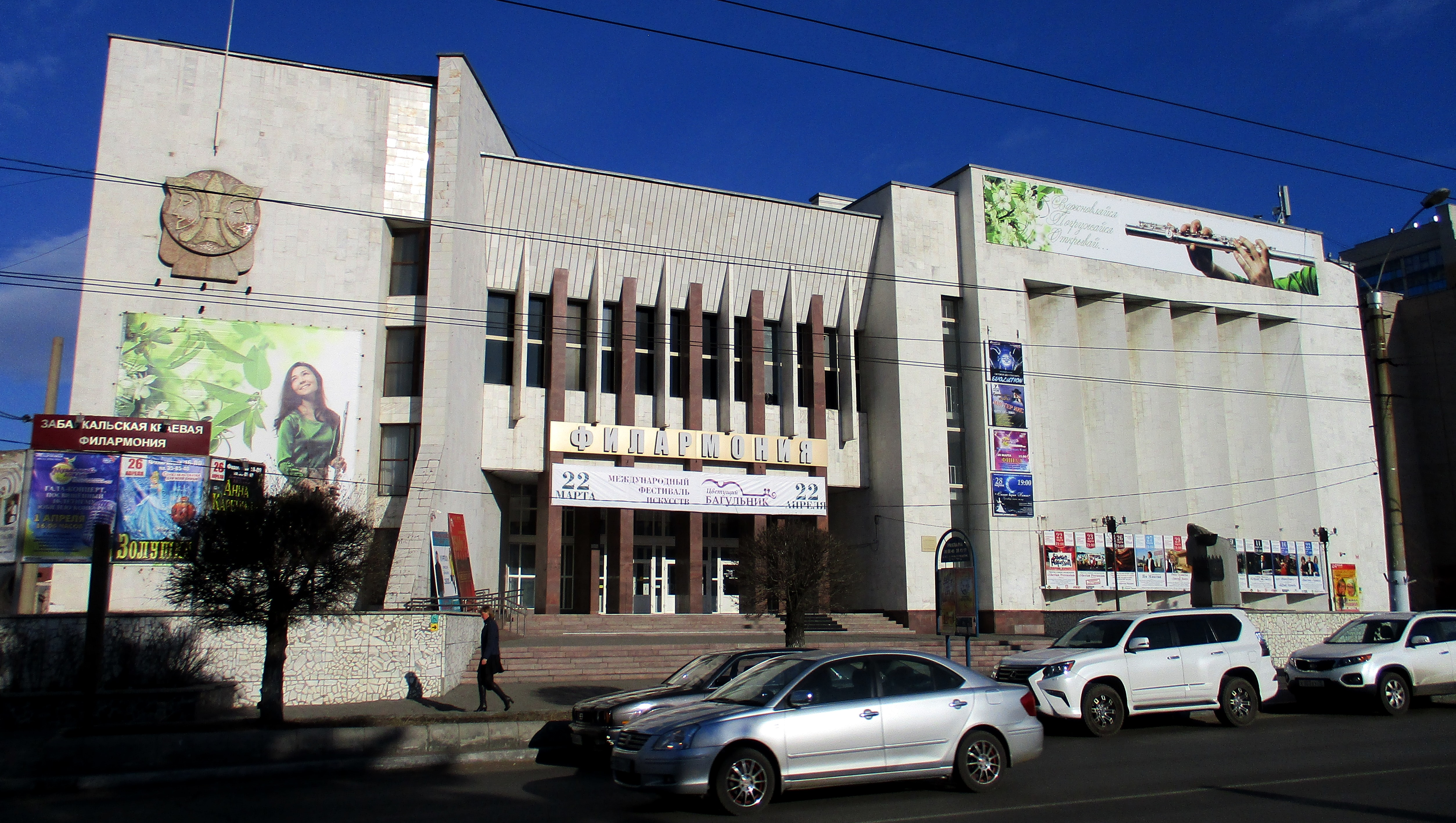
Bâtiment de la Philharmonie régionale de Transbaïkalie.

Cinq théâtres se trouvaient à Tchita en 2019, avec le Théâtre de poupées d'État de Transbaïkalie, le Théâtre dramatique régional de Transbaïkalie, le Théâtre des Cultures Nationales et le Théâtre de chant et de danse.
Le Théâtre dramatique régional de Transbaïkalie est apparu comme organisation dans les années 1920, après qu'une troupe du théâtre de la jeunesse ouvrière de Samara se soit installée dans la ville. Le bâtiment du théâtre a été construit dans le style soviétique en 1971.

### Personnalités liées à Tchita

#### Nées à Tchita

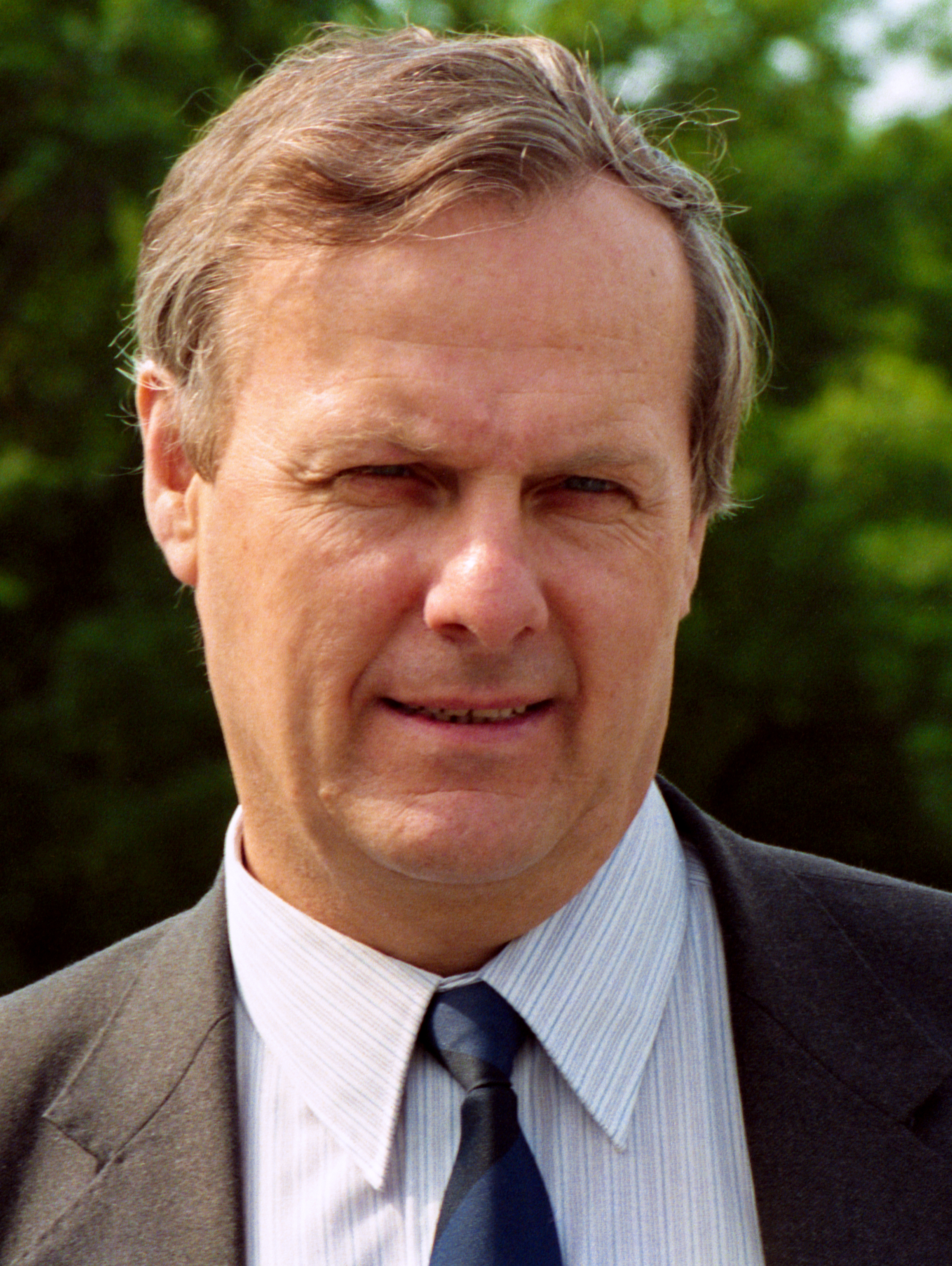
Anatoli Sobtchak, né à Tchita, fut le premier maire démocratiquement élu de Léningrad, le co-auteur de la Constitution russe et le mentor de Vladimir Poutine.

- Iemelian Iaroslavski (1878—1943), révolutionnaire russe, politicien soviétique ;
- Maciej Nowicki (1910-1950), architecte actif en Europe, aux États-Unis et en Inde ;
- Oleg Lundstrem (1916–2005), jazzman russe ;
- Youri Solomine (1935-2024), acteur soviétique et russe ;
- Anatoli Sobtchak (1937–2000), homme politique russe, maire de Léningrad et co-auteur de la Constitution russe ;
- Vitali Solomine (1941–2002), acteur et réalisateur soviétique puis russe ;
- Lioudmila Titova (1946), patineuse de vitesse soviétique, trois fois médaillée olympique ;
- Sergueï Koudriatsev (1956), critique russe de cinéma ;
- Igor Mirnov (1984), joueur professionnel de hockey ;
- Anna Sotnikova (1986), joueuse de volley-ball russe ;
- Anastasia Pivovarova (1990), joueuse de tennis russe professionnelle ;
- Alina Stadnik (1991), lutteuse ukrainienne.

#### Ayant vécu à Tchita
- Neonila Salova, révolutionnaire russe, membre de Narodnaïa Volia et du parti socialiste révolutionnaire.

### Symboles

#### Armoiries

Premières armoiries de Tchita de 1913.

La ville connaît deux armoiries au cours de son histoire, la première étant de 1859 à 1913 les mêmes armoiries que celles de l'oblast de Transbaïkalie. Le 26 avril 1913 (9 mai dans le calendrier grégorien), par décret de Nicolas II, la ville est dotée de ses propres armoiries, qui sont supprimées en 1920. Sous la période soviétique, la ville ne possède pas d'armoiries, et les armoiries historiques sont restaurées en 1994, avec néanmoins le cadre de l'héraldique et la couronne qui sont changés en 2007,. La description officielle des armoiries est la suivante « Dans un champ doré se trouve une palissade à huit pointes, écarlate de verdure, accompagnée au sommet d'une tête de buffle écarlate aux yeux et à la langue argentés. Le bouclier est couronné d'une couronne de tour dorée à cinq dents, entourée d'une couronne de laurier dorée et entrelacée d'un ruban de l'Ordre de la Révolution d'Octobre. »,.
Les armoiries sont inspirées de celles de l'oblast de Transbaïkalie, approuvées en 1959, avec la tête de buffle rappelant l'élevage de bétail comme mode de vie de traditionnel des habitants de Transbaïkalie. Ses yeux et sa langue argentés rappellent l'artisanat de l'argent par les Daours, et le fond en or les mines d'or de la région. Les huit palissades évoquent les huit ostrogs construits par les explorateurs russes au XVIIe siècle, à savoir ceux de la Selenga, de Bargouzine, de l'Ouda, de Ieravnino, du Telemba, de l'Irguen, de Nertchinsk et d'Albazino. Les couleurs rouge et vert de la palissade évoque les couleurs des bornes frontières et la proximité de la région avec la Chine et la Mongolie. La couronnée dorée est le symbole en Russie d'une capitale de sujet de la fédération, tandis que le ruban de l'Ordre de la Révolution d'Octobre qui entoure les armoiries évoque la décoration de la ville par cette médaille en 1972,.
Les armoiries ont provoqué diverses controverses, notamment au début des années 2000 lorsqu'elles devaient être réapprouvées. La couronne à cinq branches évoquant le statut de capitale de sujet était rejetée par une partie de la Douma, car la ville avait été par le passé une capitale d'un État indépendant, la république d'Extrême-Orient, bien que brièvement. Cela devrait faire selon les normes des héraldiques en Russie que la couronne soit un cerceau d'or avec des pierres semi-précieuses. L'autre point de dissension était le cadre des armoiries, qui consistait en des épis de maïs et en un ruban rouge de l'Ordre de Saint-Bienheureux Alexandre Nevski. Les épis de maïs évoquaient le statut de ville subordonnée, en l'occurrence à Irktoutsk pendant longtemps. Depuis, le cadre a été changé et remplacé en 2007 par un ruban de l'Ordre de la Révolution d'Octobre. Toujours en 2007, la couronne a été changée pour refléter le statut d'okroug urbain de la ville, au lieu de celui de capitale régionale,.

#### Drapeau
Le drapeau de la ville de Tchita est créé le 14 décembre 2006 par décision de la douma municipale, et a été inscrit le même jour au registre héraldique d'État de la fédération de Russie. Le drapeau est de forme rectangulaire, dans un format 2:3. Le drapeau consiste en un triangle isocèle jaune dans la partie du mât, de largeur égale à celle du drapeau et de longueur égale à la moitié de la longueur du drapeau. Trois bandes égales horizontales, verte en haut, blanche au milieu et rouge en bas, figurent sur le drapeau.
La couleur jaune or reflète la richesse et la justice, le rouge écarlate symbolise le courage, la bravoure et intrépidité, le vert l'espoir, la joie et l'abondance tandis que le blanc représente la pureté, la perfection et l'indépendance.